# Форты Санкт-Петербурга
Фо́рты Санкт-Петербу́рга — комплекс долговременных оборонительных сооружений, постепенно возводившихся с 1704 года до начала Первой мировой войны с целью защиты столицы государства от нападения с моря. В годы своего существования они представляли собой памятник фортификационного искусства мирового значения.
С точки зрения истории военного искусства и мировой истории в целом комплекс рассматриваемых оборонительных сооружений уникален тем, что здесь на всё ещё сохраняющихся объектах можно проследить ход всё ускоряющегося соревнования между средствами нападения с моря и защиты от него, между совершенствованием фортификации и прогрессом в создании артиллерийских систем как с целью обороны, так и её преодоления. Это соревнование длилось более двухсот лет, в течение которых оборона Петербурга ни разу не была прорвана.
Во многих странах подобные сооружения всегда находятся под охраной государства и часто становятся объектом музейного показа.
В настоящее[какое?] время форты Петербурга, за редкими исключениями, заброшены и быстро разрушаются.

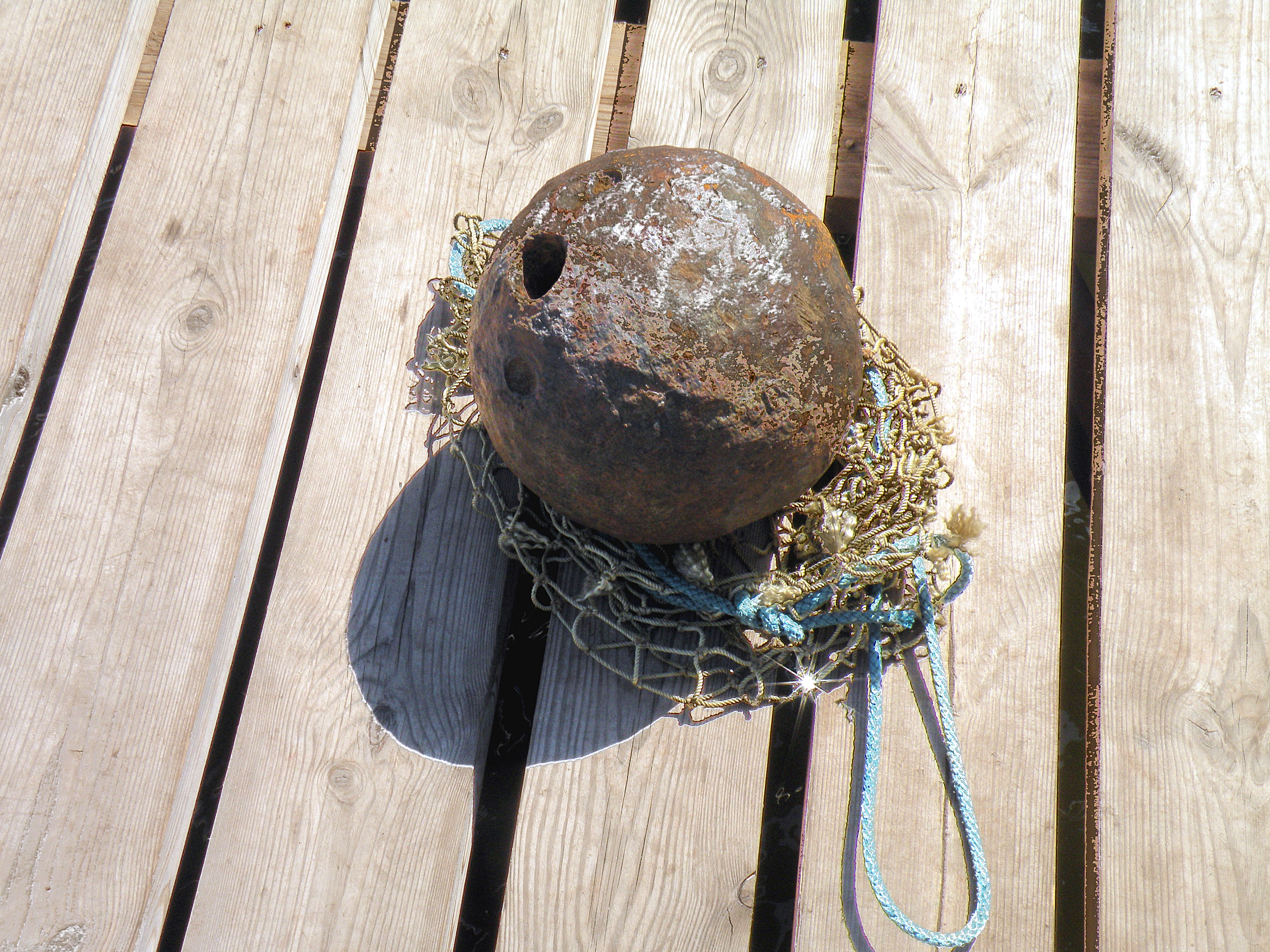
Артиллерийская бомба.

В XVIII и XIX оборона столицы со стороны моря обеспечивалась ряжевой, каменной и свайной преградами, кронштадтскими фортами, находившимися как на естественном острове Котлин, так и семнадцатью фортами на искусственно насыпанных островках. Образованная этими компонентами Кронштадтская крепость поддерживалась в отношении обеспечения всем необходимым из укреплённого города Кронштадт, который был ключевым оборонительным сооружением Кронштадтской крепости.
Сразу же по основанию Петербурга для защиты строящейся в нём крепости на берегу Васильевского острова была установлена артиллерийская батарея
В начале XX века оборонительные возможности крепости заметно снизились и для защиты столицы ближе к выходу из Финского залива в наиболее узкой его части (ширина 21 км) была создана уникальная минно-артиллерийская позиция, опирающаяся на сухопутные форты на южном и северном его берегах и минные банки. Для обеспечения этих фортов были построены специальные железнодорожные ветки.
На протяжении двух с небольшим веков существования имперской России в мировом кораблестроении наблюдался всё ускоряющийся процесс в совершенствовании корабельной артиллерии. Это требовало создания адекватных средств обороны. В связи с этим в первую очередь строились самые необходимые, но не рассчитанные на долговременное использование оборонительные дерево-земляные сооружения, что позволяло выиграть время и существенно снизить затраты. Лишь в случае, если по тактическим соображениям оказывалось целесообразным дальнейшее его использование, по прошествии времени проводились работы по его дальнейшей модернизации. Было ясно, что этого было совершенно недостаточно.

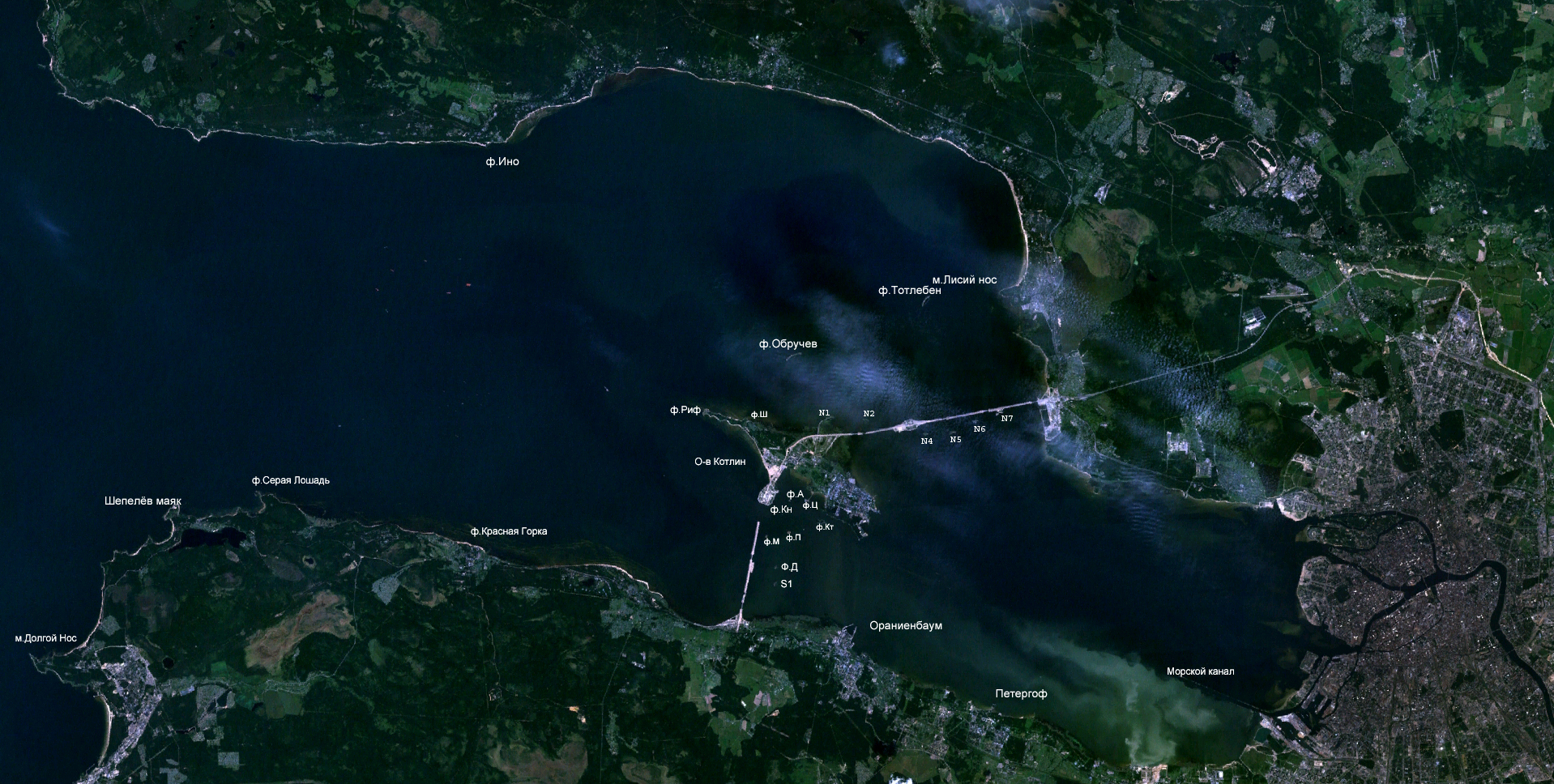
Форты Невской губы, защищающие город с моря. Обозначения даны по первой и последней буквам названия.

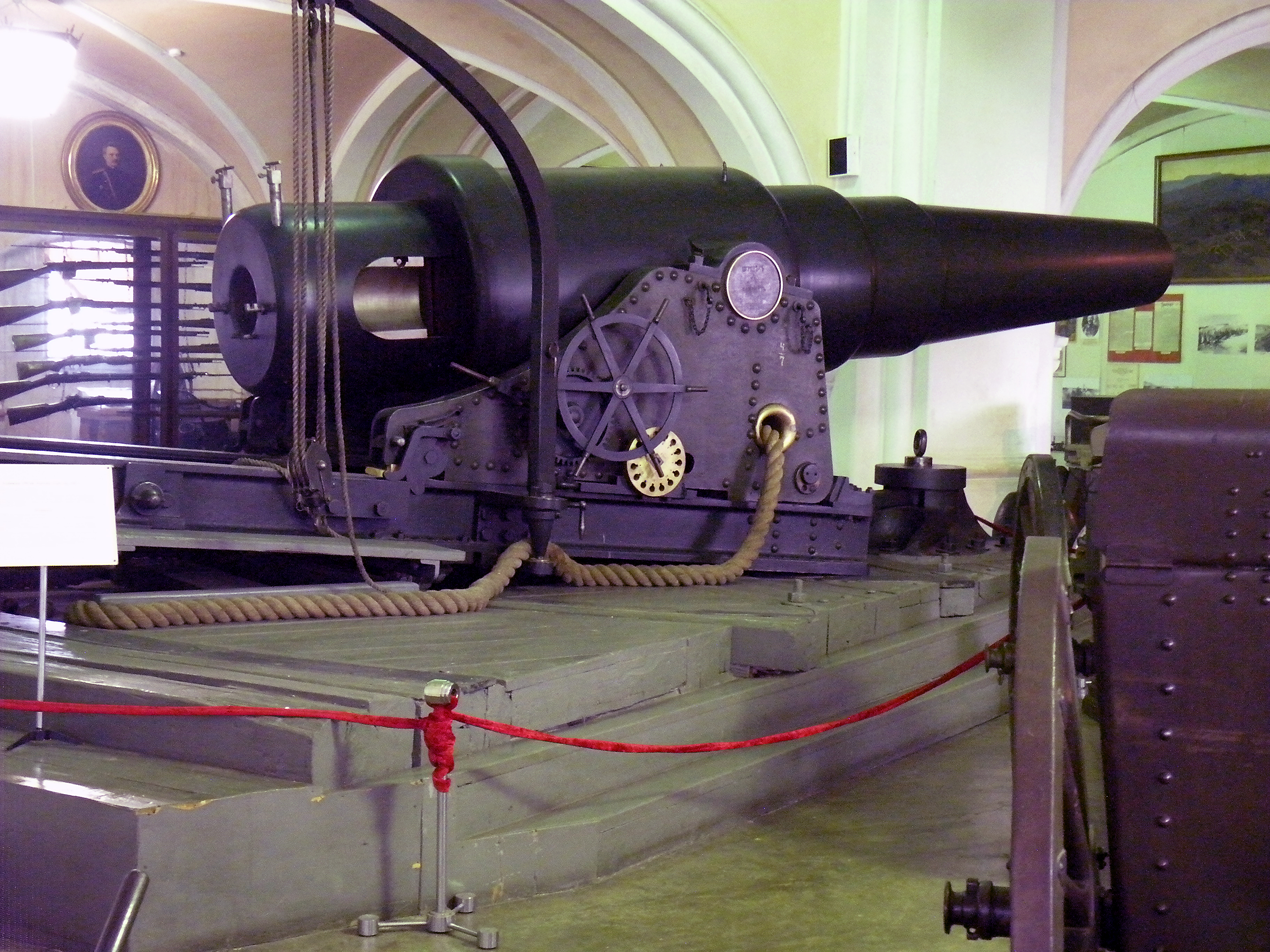
11-дюймовая береговая пушка обр.1867 г. Для своего времени это было наиболее мощное в практике создания артиллерийского вооружения стационарное береговое орудие.

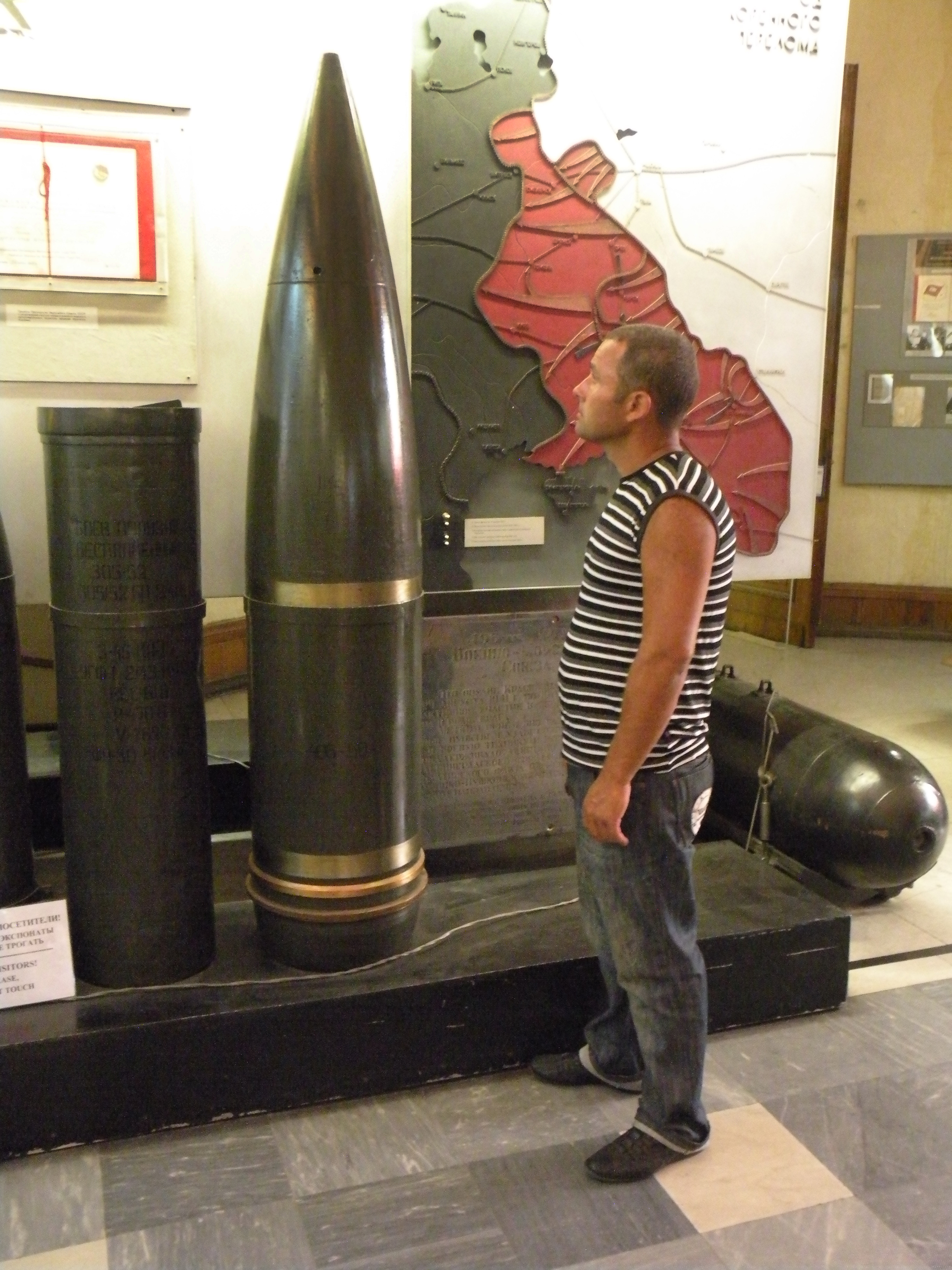
406-мм (16") снаряд для линкоров проекта 23.

## История

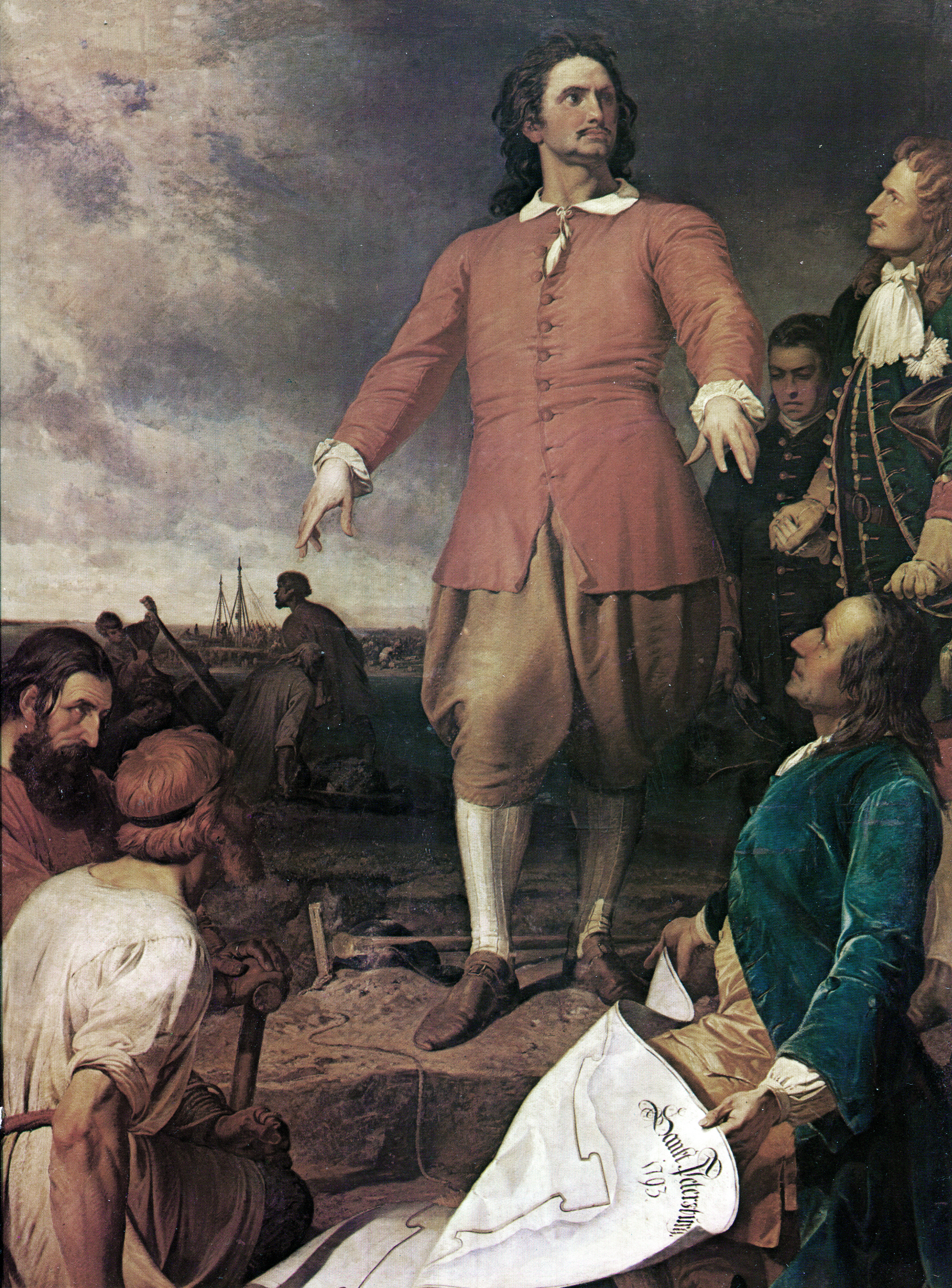
Пётр I. Царь-строитель

Ещё до замерзания Невской губы Финского залива были проведены замеры глубин, и Петром было принято решение о строительстве на отмели напротив острова Котлин форта, который позволял бы контролировать Южный фарватер, отделяющий будущий форт от острова. Северный фарватер оказался слишком мелким для крупных судов. Пётр, ещё не помышлявший о переносе столицы в устье Невы, отправился в Воронеж с целью организации строительства флота для Чёрного моря. Но прислал оттуда собственноручно изготовленную деревянную модель форта для руководства ею при работах.
Уже летом 1704 года шведы сделали попытку отвоевать устье Невы. Но восьмитысячный корпус генерала Майделя был остановлен на суше, а эскадра вице-адмирала Депру, сделавшего отчаянную попытку прорваться по фарватеру, была остановлена огнём Кроншлота и стоявшей на острове батареи. Командующий русским флотом вице-адмирал К. И. Крюйс, правильно оценив обстановку, снял с кораблей часть пушек и усилил ими береговые батареи. В последующей кампании шведы уже не решались войти в узкий фарватер, лишавший их корабли манёвра и ставший по мнению современников «Российскими Дарданеллами». С этих пор главную роль в защите столицы от нападения с моря играл уже не флот, а форты и батареи острова Котлин.
Крюйс показал себя хорошим организатором работ по укреплению крепости, при его участии было положено начало военному уголовном кодексу, что способствовало укреплению дисциплины в условиях постоянной военной угрозы. При этом он лично следил за тем, чтобы жёсткие требования по организации труда были справедливыми. Так, увидев, что нижние чины плохо одеты, он приказал удержать с офицеров жалованье за три месяца для покупки им новой формы.
Строительство шло с большим трудом, свободные люди противились переселению на новое место, где «жизнь была хуже ада». С не меньшими трудами шёл набор рабочей силы. Строительный материалы использовались не по назначению. Даже брёвна свозились для постройки казарм поштучно. Крюйс жаловался:

Я добрыми словами Толбухина и Островского просил, чтоб свозили, но ничего не помогло, токмо могут свои деревни на обеих сторонах строить и купечество через своих солдат держать
— Материалы для истории русского флота. Извлечение из Журнала или подённой записки Петра Великого
27 июля 1714 года при Гангуте в абордажном бою русских галер со шведскими кораблями контр-адмирала Эреншельда была одержана победа, ставшая, наравне с Полтавой переломным моментом в борьбе со Швецией. Было принято решение о превращении Петербурга в столицу государства.
Весной 1721 года Пётр лично провёл чрезвычайного посла Швеции генерал-адъютанта Марке по укреплениям крепости, объяснив: «…не надобно им денег на шпионов терять, понеже он всё видел». 30 августа 1721 года был заключён Ништадтский мир. Царь лично отправился в столицу, чтобы известить об этом важнейшем событии её жителей.
Во время катастрофического наводнения 1824 года практически вся поверхность острова, за исключением нескольких возвышенностей за пределами города, оказалась под водой. В соответствие с законом Архимеда деревянные части укреплений, построек и всё, что было сделано из дерева (даже засыпанное размокшей землёй), будучи покрыто водой, всплывало. «Гроба с размытого кладбища плывут по улицам» — отмечал современник наводнения, затронувшего и Петербург.
Уже к вечеру 7 ноября Кронштадтская крепость практически перестала существовать. Укрепления были разрушены, вооружение смыто волнами. Стихия обрушилась внезапно, в результате многие солдаты, не снятые с постов, не получив команды разводящего, погибли.
Графом Петром Корниловичем Сухтеленом, инспектором Инженерного департамента, создателем Генерального штаба русских вооружённых сил, был срочно создан проект городских каменных укреплений.
С учётом полученного опыта в 1825 году началось по новому проекту строительство каменной крепости и фортов.
Под руководством инженер-подполковника Львова начались срочные восстановительные работы. С мостовых был снят булыжный камень. Работы велись круглосуточно. Для стимулирования работников казённым платили по 15, а вольным — по 10 копеек в сутки. В основном работы закончились к лету 1826 года, когда разразился большой пожар, уничтоживший лесную биржу, гостиный двор и таможню.
Подготовка гладкоствольного орудия того времени, заряжаемого с дула, к новому выстрелу была длительным процессом, занимавшим до 5—10 минут времени и состояла из многих (до 15) операций, самой ответственной из которых была чистка канала ствола. Поэтому корабль противника, даже следующий узким фарватером малым ходом, мог успеть выйти из сектора обстрела орудия. По этой причине форты того времени вооружались большим количеством пушек, стрелявших ядрами, для увеличения поражающего действия которых на деревянные суда противника их нагревали в ядро-калильных печах.
До 1820-х годов разрывные снаряды использовались лишь для вооружения мортир, гаубиц и единорогов. Затем появилась идея использовать эти боеприпасы и для стрельбы на дальние дистанции.
В конце этого десятилетия на вооружении русских крепостей появилась трёхпудовая бомбическая (калибр 27,3 см) пушка, снаряды которой оказывали значительно более сильное разрушающее действие, чем применяемые до этого времени калёные ядра. В 1849 году трёхпудовую пушку увеличили по длине до 10 калибров, в результате чего она стала стрелять на 2,5 км.

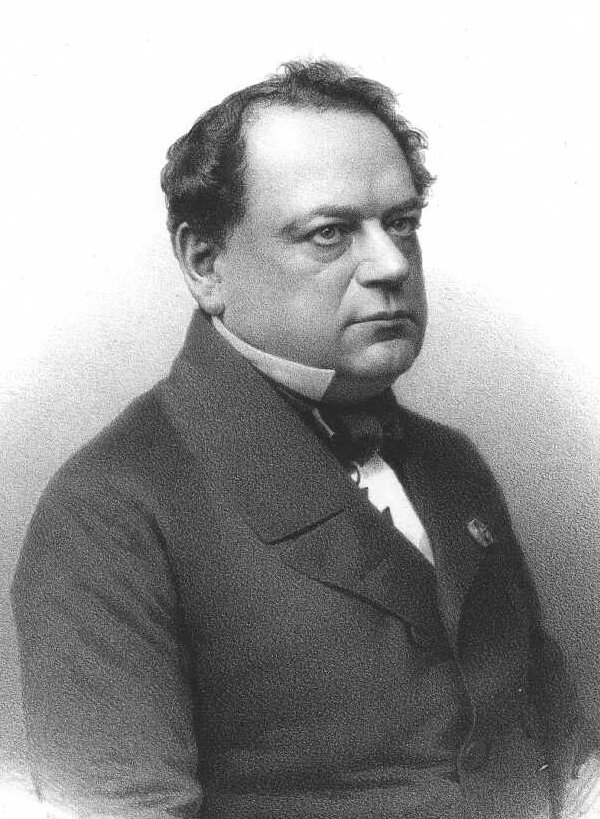
Б. С. Якоби

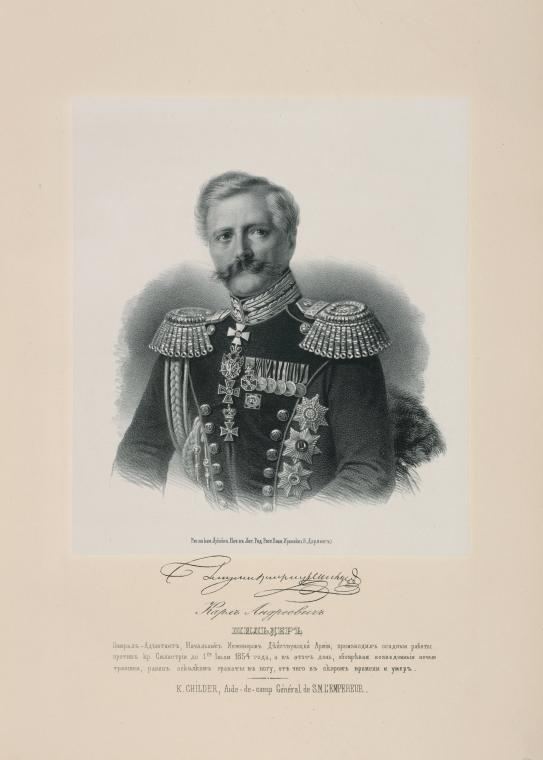
К. А. Шильдер

Командиром Северного округа Морской строительной части был в годы Крымской войны инженер-генерал-майор И. Г. Дзичканец. При нём на фортах имелось 128 орудий, из них половину составляли крупнокалиберные пушки. Имелись также две плавучие батареи, вооружённые четырьмя мортирами каждая, не имевшими по мощности аналогов у англичан. Для защиты от возможного десанта предполагалось использовать гребные канонерские лодки.
Было установлено 609 мин, образовавших 5 минных заграждений. Гальванические мины, подрывавшиеся по электрическому сигналу с фортов, были разработаны Б. С. Якоби и К. А. Шильдером, а ударные — Э. Нобелем. Минные заграждения прикрывались артиллерийским огнём как с фортов, так и с берега. Таким образом впервые в военной истории была создана минно-артиллерийская позиция.
Минные заграждения 1854—1855 годов насчитывали 13 линий, в которых было выставлено 1865 мин. Ограждения контролировала эскадра из 75 канонерских лодок и 14 корветов. На побережье была размещена армия в 200 тысяч человек.
8 июня 1855 года обороне Петербурга угрожала соединённая англо-французская эскадра. Четыре пароходофрегата, совершавшие рекогносцировку кронштадтских укреплений, вышли на минное поле. При этом два из кораблей — «Мерлин» и «Файерфлай» подорвались на выставленных минах, но остались на плаву, поскольку малый заряд (4—6) кг причинил лишь малые повреждения, хотя корабли нуждались в ремонте корпусов в доке. Этот эпизод вынудил эскадру отказаться от дальнейших наступательных действий и ограничиться лишь демонстративно проводимыми эволюциями.

…петербургская публика принимает их как некую very interesting exhibition …начиная с понедельника образовалась непрерывная процессия посетителей в Ораниенбаум и на близлежащую возвышенность, откуда свободно можно обозревать открывающуюся великолепную панораму, которую они развернули перед нами, невзирая на дальность пути и столько понесённых ими расходов. Намедни императорская фамилия отправилась туда пить чай, подняв в виду их флотов императорский штандарт, чтобы помочь им ориентироваться…

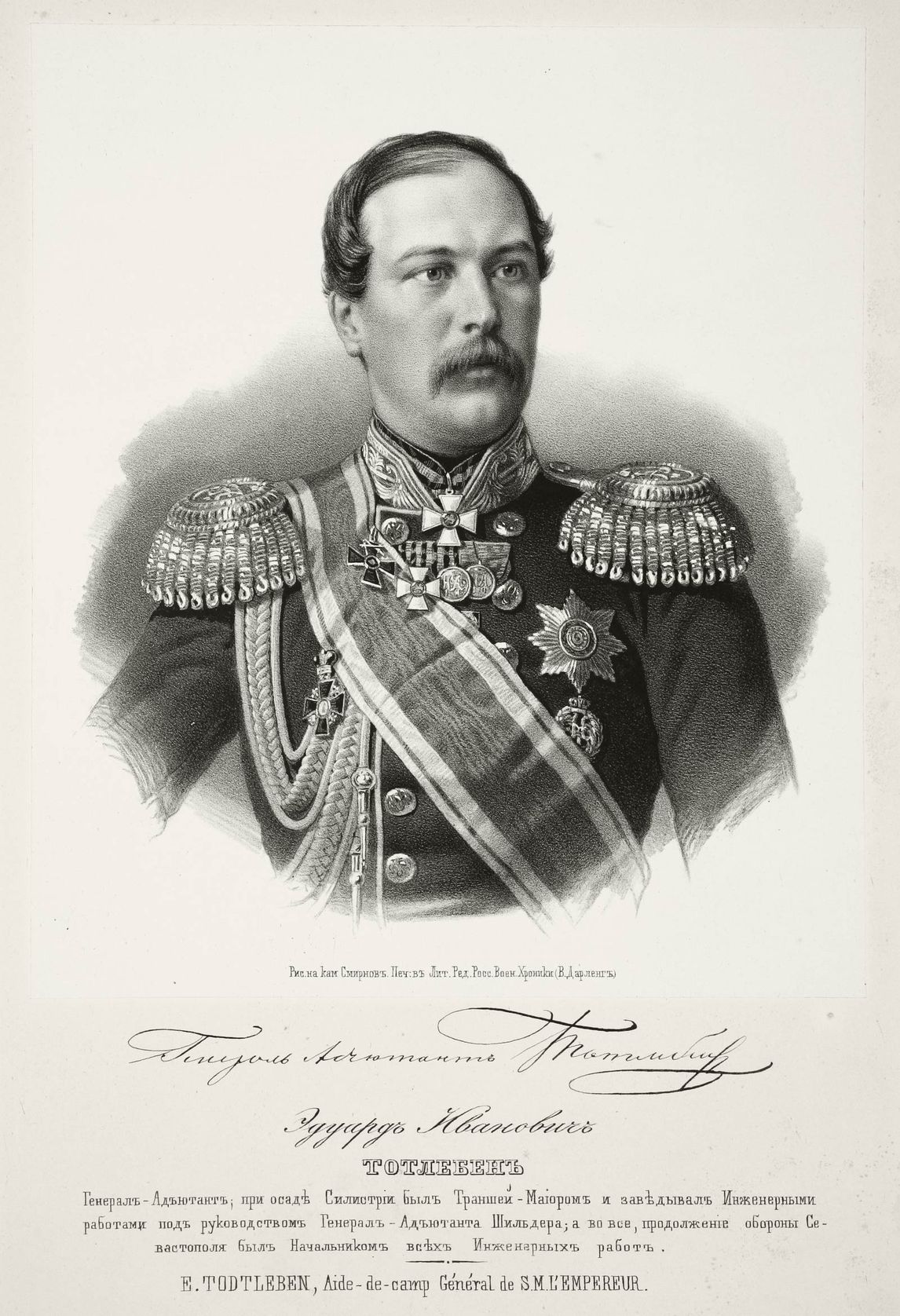
Э. И. Тотлебен

Всего на выставленных минах в кампанию подорвалось 4 корабля.
27 августа 1855 года пал Севастополь, а 31 августа новый император Александр II отдал распоряжение принять меры по укреплению обороны столицы с моря. Военным губернатором и командующим сухопутными и морскими силами был назначен светлейший князь А. С. Меншиков, до этого отстранённый от командования приморской армией в феврале 1855 года.
Работы были поручены прибывшему из Севастополя известному фортификатору Э. И. Тотлебену, при котором строительство велось «с большим поспешанием». Было решено строить 4 батареи на Южном и 5 батарей — на Северном фарватерах и к лету 1856 года батареи были закончены и вооружены.

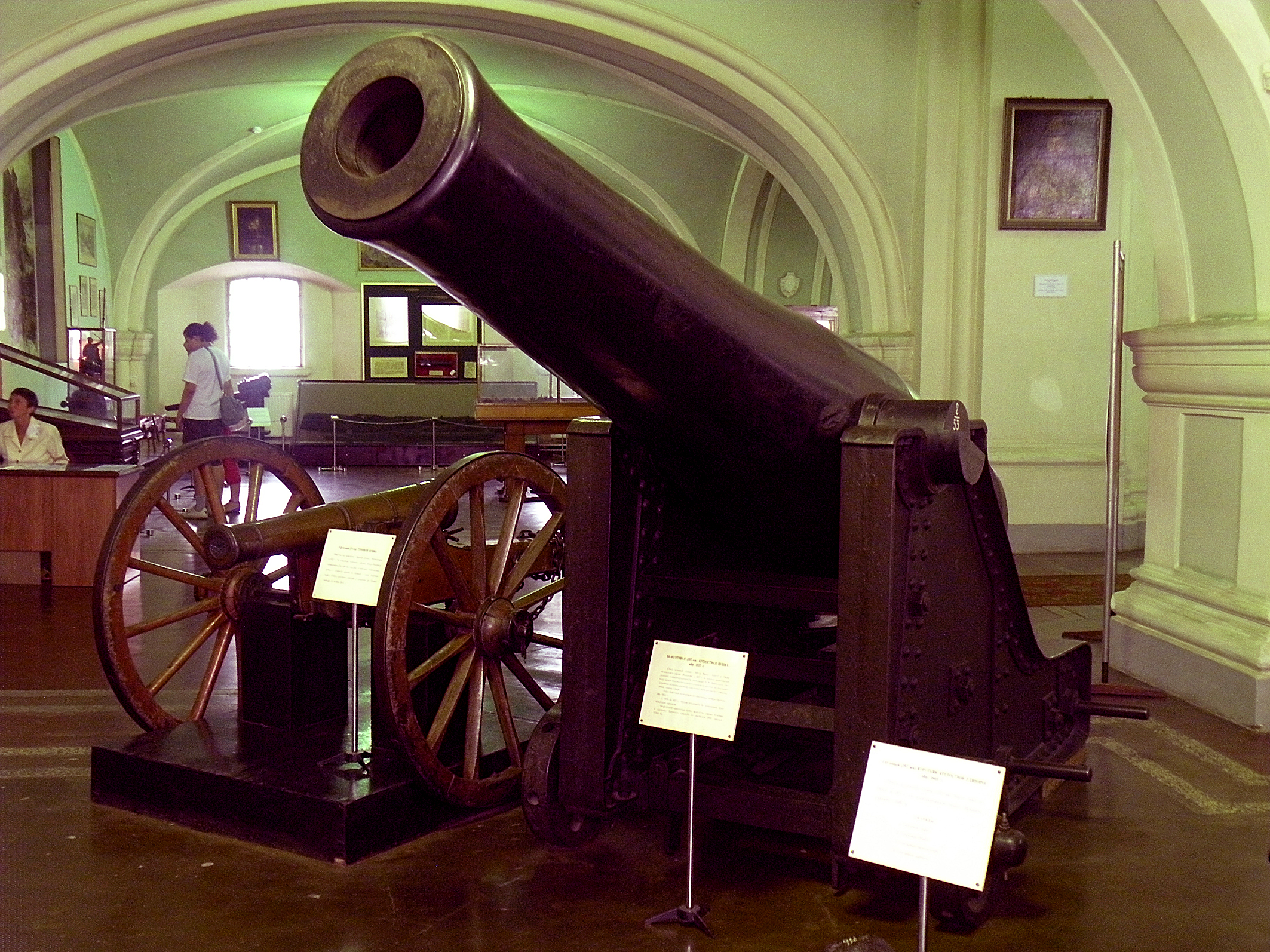
60-фунтовая (197 мм) Крепостная пушка обр. 1857

В те же годы были заложены научные основы расчёта артиллерийских систем. Первым орудием, созданным с учётом расчётов давления в стволе пороховых газов, стала крепостная 60-фунтовая пушка, спроектированная полковником Н. В. Маиевским и отлитая на шведской фирме «Финспонг», которая была поставлена на вооружение Кронштадтской крепости (1857—1871 гг.). Стреляла она ядрами, картечью и бомбами, а дальность стрельбы достигала 4 км.
В 1860-х годах в мировом судостроении начался переход к строительству корпусов кораблей из железа. Такой корпус служил вдвое дольше деревянного, а его вес составлял лишь треть от водоизмещения судна, в то время как у деревянных судов — половину.
В эти годы начал свою деятельность по преобразованию морского министерства и подчинённого ему флота путём переоснащения его железными пароходами с винтовым движителем Великий князь Константин Николаевич Романов. Он реализовал (на свои деньги, поскольку казна была пуста) идею создания флота кораблей береговой обороны. За короткое время было налажено строительство флота канонерских лодок.
Контр-адмирал И. И. Шанц разработал проект 17-тонной винтовой трёх-пушечной канонерки с паровой машиной. Уже в навигацию 1855 года Балтийский флот имел в строю 40 винтовых канонерок. К 1863 году со стапелей сошло 58 винтовых судов, не считая 76 канонерских лодок.
В 1861 году была построена первая канонерская лодка с крупным орудием за броневым бруствером «Опыт». Одновременно в Англии была заказана первая бронированная плавучая батарея «Первенец», а на Галерном острове заложена однотипная батарея «Не тронь меня» (Водоизмещение 3,5т. тонн, машина 1200 л. с., скорость 8 узлов, вооружение — 30 орудий калибра 203 и 152 мм, и 30 мелкокалиберных. Бронирование 114 мм, экипаж — 400 матросов и 20 офицеров). Обе батареи вступили в строй в 1864 и 1865 годах.
Тогда же началось бронирование брустверов фортов и эксперименты по созданию вращающихся артиллерийских башен.
В 1863 году Тотлебен стал товарищем генерал-инспектора Главного Инженерного Управления по инженерной части и при его активном участии началось перевооружение фортов нарезной артиллерией.
В связи с революционными событиями в Польше международная обстановка накалилась, что потребовало усиления внимания к совершенствованию обороны. 12 марта 1863 г. Тотлебен просит строителя Кронштадтской крепости приступить к работам по превращению временных морских фортов в постоянные. При этом он внедрил в практику разработки «дедушки русской фортификации» — профессора Аркадия Захаровича Гиляровского (1806—1891), рассматривавшего фортификацию не как самостоятельную науку, но в связи с тактикой и стратегией войны, а также общим уровнем развития артиллерии и осадного дела. При этом он был сторонником активной обороны, настаивая на необходимости нанесения контрудара.

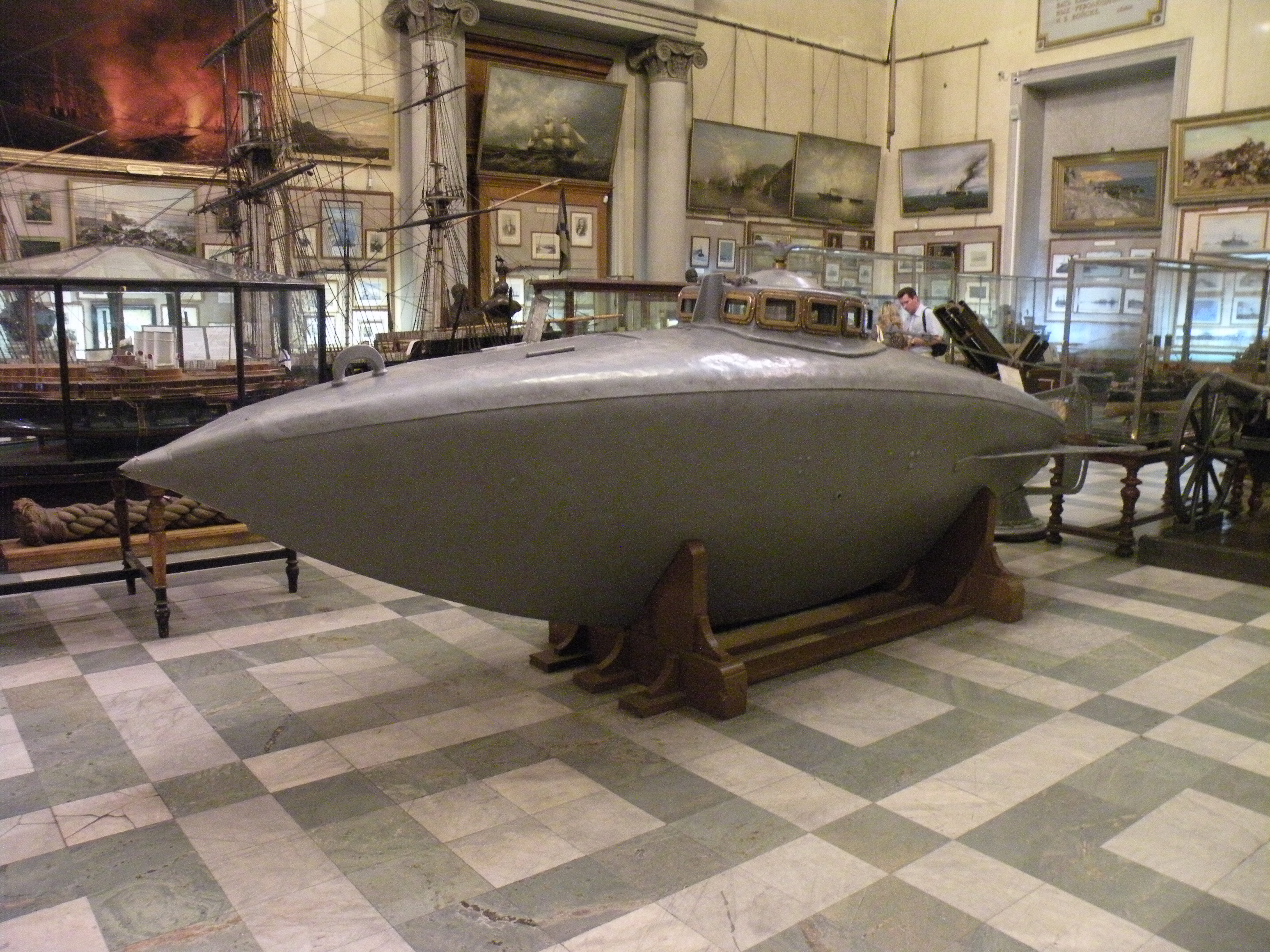
ПЛ Джевецкого

В 1865 году был разработан проект 11" пушки (ствол длиной 5 м, снаряд весом 200 кг). Изготовление орудия было заказано заводу Круппа.
23 января 1868 году император утвердил порядок переходного вооружения фортов с учётом перехода на нарезные орудия крупных калибров против бронированных судов. Планом было предусмотрено использование 400 береговых пушек большого калибра, 100 — среднего для сухопутной обороны и 100 морских орудий «дальняго бросания».
После Крымской войны возник интерес к созданию «потаённых судов» — подводных лодок. Шильдером, Александровым и Джевецким были разработаны проекты. Подводная лодка Джевецкого (длина 6 м, экипаж — 4 человека, два перископа, система регенерации воздуха, вооружение — 2 мины. На четвёртом проекте вместо педального был предусмотрен электродвигатель мощностью 1 л. с. и аккумулятор. Эта лодка должна была по настоянию императрицы Марии Фёдоровны воспроизведена в количестве 50 штук для усиления обороны крепости.
Перевооружение фортов после тяжёлого урока, полученного в Крымской войне, состояло в обеспечении гарантированного перекрытия огнём сектора в 180 градусов по акватории. Орудия пока ещё устанавливались в казематах с амбразурами и рядом с ними — казематы для укрытия орудийных расчётов. Со стороны горжи на фортах устанавливалась художественно выполненная металлическая ограда, служившая не только архитектурным украшением, но и линией защиты от возможного вражеского десанта. В разработке проектов многих возводимых Морским ведомством сооружений принимал участие архитектор Захаров А. Д.
В 1867 году сменилась нумерация фортов и принято их разделение на две группы — Северного и Южного фарватеров.
В 1891 году впервые в отечественном военном ведомстве был поставлен вопрос об унификации боеприпасов и введения единого крупного калибра как для крепостей, так и кораблей. Это было актуально, поскольку 11" артсистемы 1867 года, хотя и модернизированные в 1877 году, заметно устарели.

## Форт «Кроншлот»
59°58′45″ с. ш. 29°44′54″ в. д. -

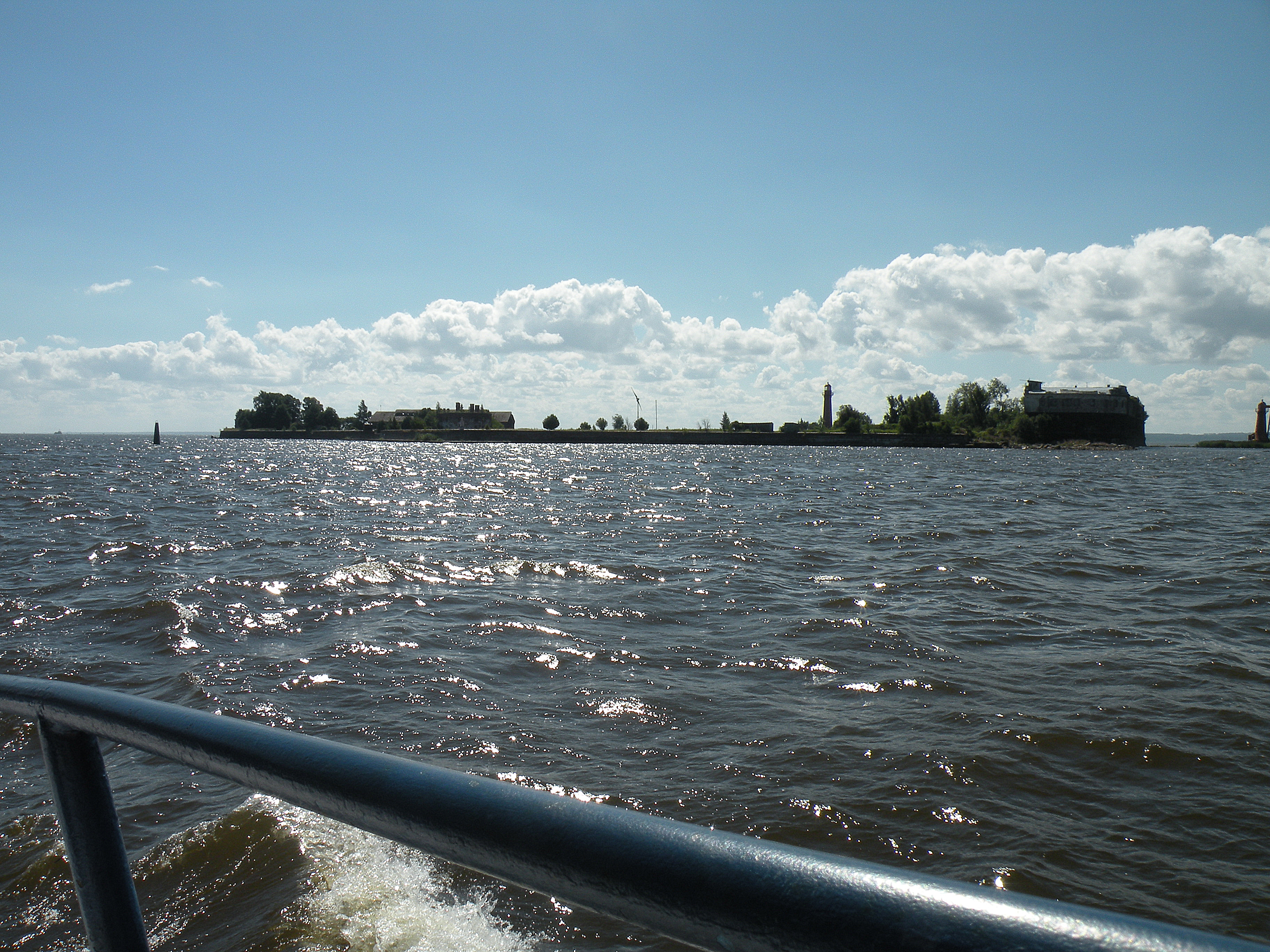
Форт Кроншлот

Форт «Кроншлот» был построен в 1703—1704, 1715—1724 годах (Пётр I., Э. Лейн), перестроен в камне в 1783—1798 годах (И. А. Заржецкий, И. Г. Дзичканец).
Первым архитектором форта стал Доменико Трезини (Андрей Петрович Трезин). Предполагается[кем?], что именно по его чертежам Пётр изготовил воронежскую модель.
Первоначально форт представлял собою трёхъярусную башню, состоящую из деревянного каркаса, заполненного глиной, смешанной с измельчённой соломой и песком Толщина стен доходила до 1,5 м, максимальная ширина башни была около 25 м, а высота — около 37 м. Фундаментом служили ряжи из сосновых брёвен, загруженные камнями. Сверху был сделан сплошной настил из брёвен, засыпанный землёй возвышавшийся над уровнем ординара на 1,5 м, на котором и располагалась конструкция башни. Этот способ создания фундамента крепостных укреплений хорошо зарекомендовал себя и использовался в течение двух сотен лет в практике строительства морских фортов Петербурга. Ряжи, не дожидаясь таяния льда, опускались в проруби, а затем наполнялись камнями.
Для этого форта Петром была составлена исчерпывающая инструкция:

1.Сохранять сию ситатель с Божией помощью аще случится хотя до последнего человека, и когда неприятель захочет пробиться мимо оной, тогда стрелять когда подойдёт ближе и не спешить стрельбою, но так стрелять, чтобы по выстрелении последней пушки, первая паки была готова, и чтоб ядер даром не тратить.
2. Когда явятся нейтральные корабли под своими знамены которого государства ни есть и учнут приближаться к крепости, тогда в такой дистанции как мочно достать ядром, стрелять без ядра чтобы парусы опустил и якорь бросил; и буде он того не послушает, то мало погодя стрелять ядром мимо корабля; и если того не послушает то, дождався, стрелять, как по неприятелю. Надлежит же разуметь, чтобы от первого выстрела до второго с небольшим четверть было времени, дабы мог успеть якорь бросить.
3. А буде бросит якорь и приедет с которого корабля к ситадели в шлюпке шкипер, и его и будучи с ним всех удержать за караулом честно, а тем временем послать от ситадели кого ж в шлюпках и велеть на корабле осмотреть везде и под нижнею палубой нет ли каких людей тайно скрытых, также и оружия и иных всяких припасов и, когда не найдётся противнаго, отпустить оных и велеть иттить, придав лоцманов. А покамест с корабля в шлюпке к ситадели кто не придёт, то прежде от себя на корабль никого не посылать.
4. Когда который корабль пойдёт мимо ситадели, тогда надобно ему спустить по обыкновению формайстель или гротмайстель вместо поклона, а буде есть вымпел, подобрать, пока не пройдёт ситадель; а из ситадели стрелять против их пушками менее и о сём о прибрании вымпела и его опускании парусов говорить им, как они приедут к ситадели
5. Зело надлежит стеречься неприятельских брандеров. А различие их от прочих кораблей: имеют на ноках райн по два крюка, как здесь изображено. Также и своего огня подобает опастись множества ради дерева.
 также см.

Ещё в 1836 году существовал проект сооружения на месте Петровской башни форта тюрьмы. Однако от проекта отказались, справедливо посчитав, что будет весьма двусмысленно начинать знакомство прибывающих морем с городом с вида тюрьмы. Первоочерёдной задачей стало сооружение на западном фасе форта казематированной батареи, разработку проекта которой и наблюдение за постройкой было поручено Заржецкому. Им впервые в России была построена морская астрономическая обсерватория. В 1930—1940-х годах в форте Кроншлот базировался дивизион малых охотников за подводными лодками, а во время Великой Отечественной войны — штаб ОВР Балтийского флота. Во время блокады Ленинграда Кроншлот неоднократно подвергался артобстрелам со стороны немецко-фашистских войск. В декабре 1941 года в направлении форта Кроншлот из Петергофа по льду выдвинулись 2 батальона лыжников при поддержке 3 лёгких танков. При их передвижении к форту они были обнаружены дозорными буеристами, а затем расстреляны из дальнобойных орудий Ржевского полигона. За почти полное отсутствие связи с внешним миром Кроншлот получил неофициальное прозвище «Остров погибших женихов».

## Форт «Император Пётр I» («Цитадель»)
59°59′22″ с. ш. 29°44′03″ в. д.

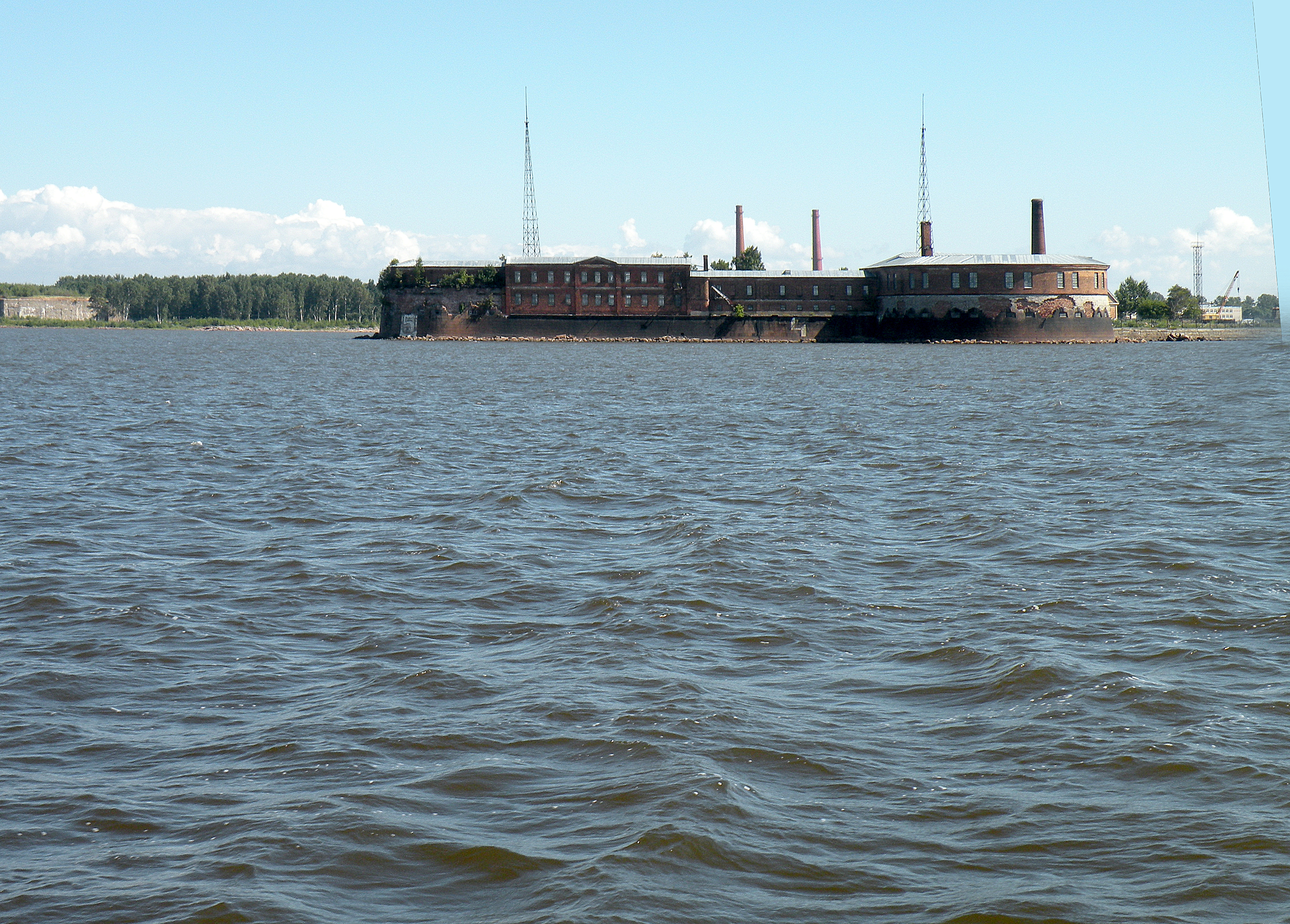
Форт Цитадель (Пётр I)

Форт «Император Пётр I» («Цитадель») был построен в 1721—1724 годах (Пётр I, Э. Лейн), перестроен в 1823—1824 годах (А. А. Фуллон)
Для защиты Купеческой гавани, которая до этого осуществлялась Ивановской батареей, Пётр приказал построить второй по счёту морской форт, названный «Цитаделью». Руководство строительством гавани у Кроншлота было поручено Петром англичанину Эдварду Лейну, показавшему себя талантливым гидротехником, строителем гаваней и каналов. В 1715 году Лейн приступил к созданию «Нового Кроншлота». Он представлял сбой вытянутый пятиугольник с образованными в его углах бастионами и башней в юго-восточном углу. Строительство было завершено в мае 1724 года.
Первым шагом по перестройке укреплений после наводнения 1824 года стало решение о замене деревянных конструкций Цитадели каменными. Проект был выполнен первым директором Строительного департамента Морского министерства инженер-генерал-лейтенантом Л. Л. Карбоньером (1827 г.). Работами руководил майор корпуса путей сообщения А. А. Фуллон 7 сентября 1834 года форту было присвоено имя «Император Пётр I».

## Форт «Император Павел I» («Рисбанк»)
59°58′27″ с. ш. 29°43′03″ в. д.

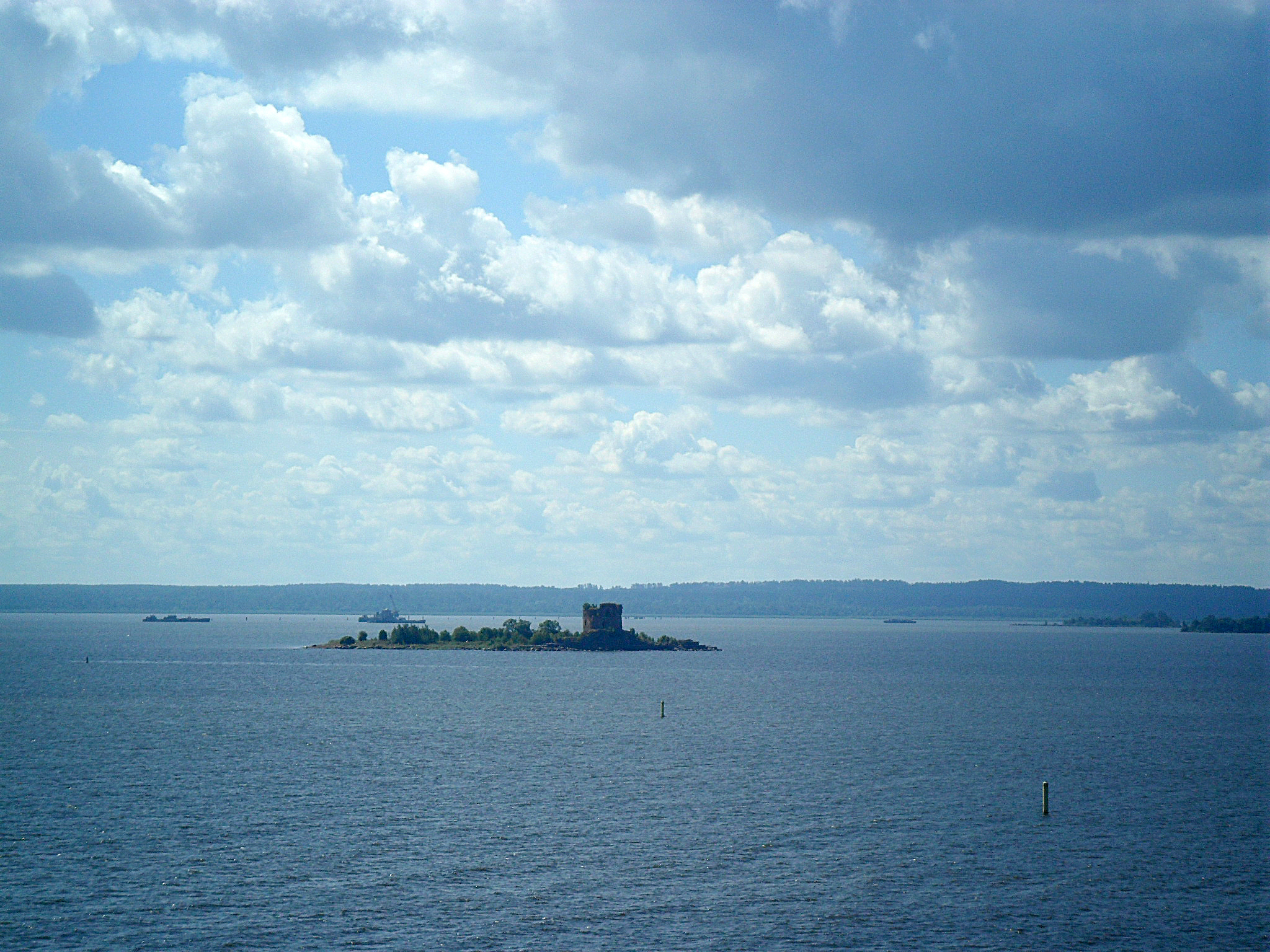
Форт «Павел I» («Рисбанк»)

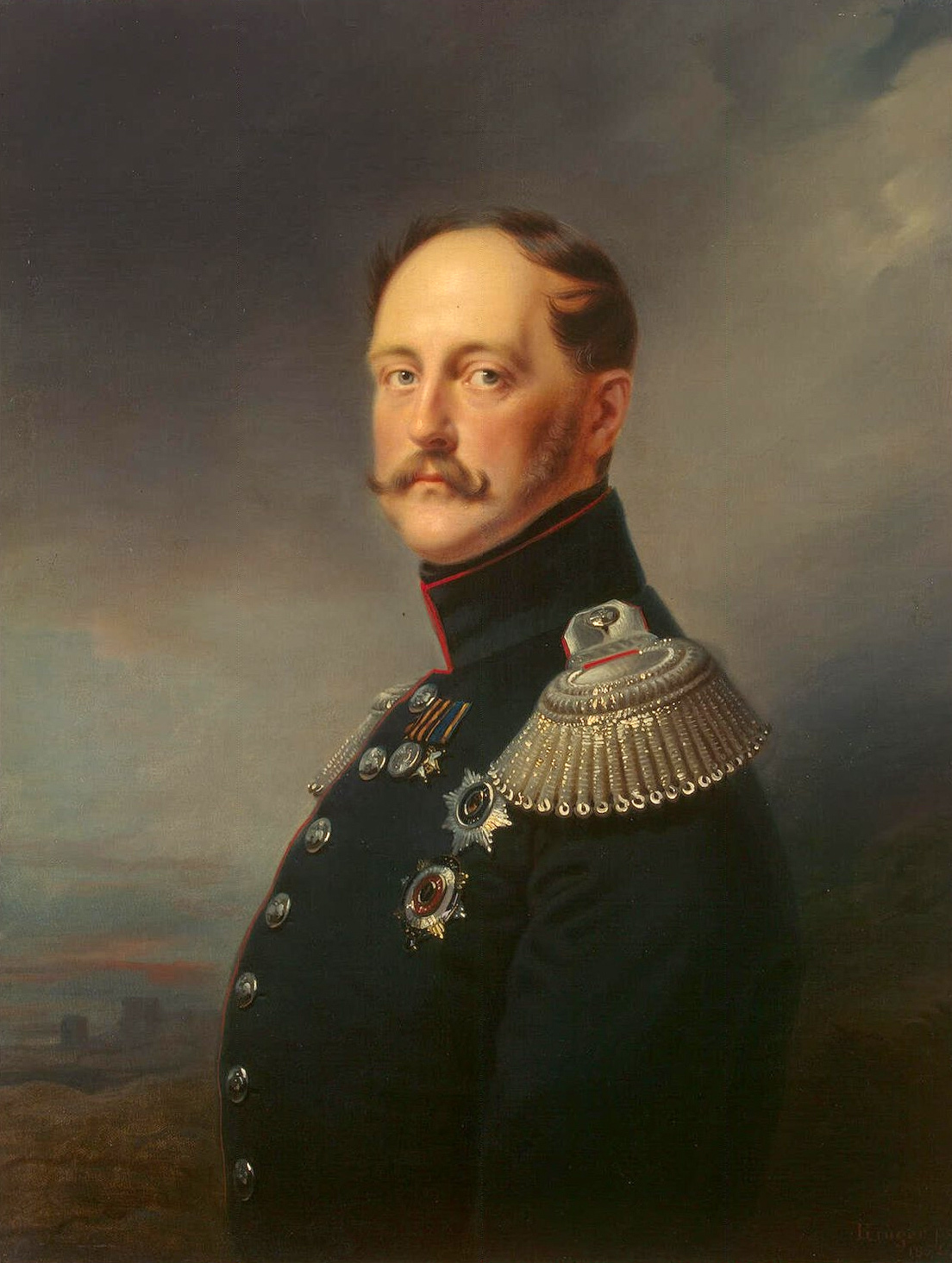
Николай Павлович Романов — царь-инженер

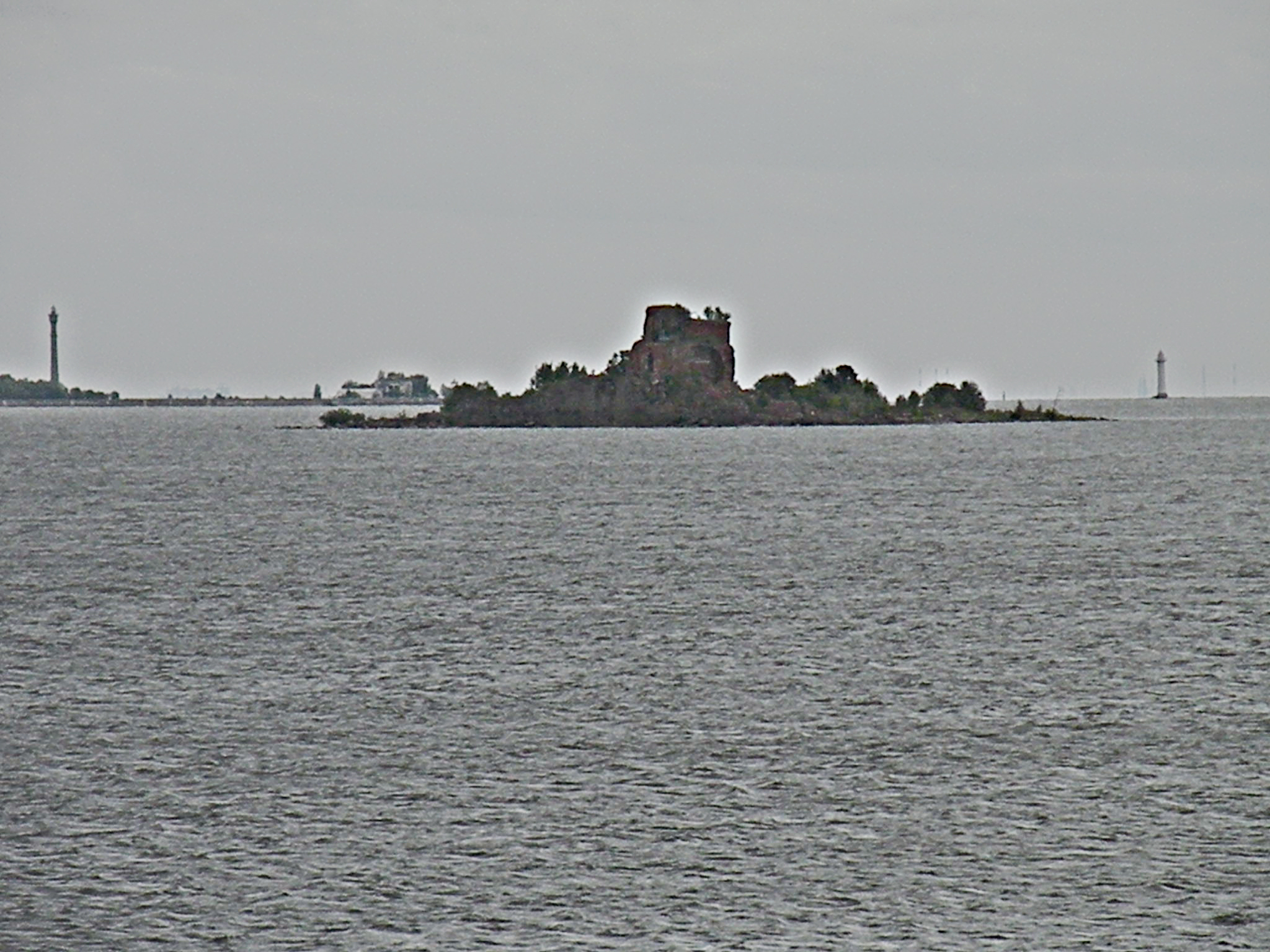
Форт «Павел I» («Рисбанк»)с дамбы

Форт «Император Павел I» («Рисбанк») был построен в 1807—1812 годах (И. Герард), перестроен в 1845—1859 годах (Николай I и К. Я. Зверев).
В 1800 году Россия формально присоединилась к континентальной блокаде Англии. Возникла реальная возможность появления на Балтике победоносной английской эскадры. Поэтому на юго-запад от Кроншлота на глубине 4 м соорудили деревянное укрепление на ряжах — Рисбанк. Укрепление имело два бастиона, соединённых ломаной куртиной. Линия огня составляла 408 м. Было установлено 66 пушек и несколько мортир.
На отмели, примерно в километре от берега соорудили на северо-востоке две батареи на свайных основаниях с целью отражения возможного десанта. Крепость «Александр-шанец», как слишком удалённую от крепости, упразднили. В 1801 году отношения с Англией улучшились и напряжение спало.
В переустройство форта вложил свои инженерные знания император Николай I, предложивший оригинальное и удачное решение нового строительства внутри ряжевой преграды, оставшейся после разборки существовавшего ранее сооружения. Форт был на этот раз облицован гранитом, причём облицовка составляла 2/3 от общего объёма стен. Николай остался доволен работой, а рабочие удостоены похвалы: «Вы камни мечете, как бисер».
К началу Крымской войны Главный директор Инженерного департамента Ден И. И. мог доложить, что сооружение форта «Рисбанк» подходит к концу. Удовлетворённый Император повелел дать форту имя «Павел I».
В годы своего существования это был самый крупный и внушительный морской форт, являвшийся ключевым на Большом Кронштадтском рейде.
В конце XIX века и позже форт использовался для хранения корабельных мин и торпед.
В 1919 году во время восстания на форте «Красная Горка», мятежники взорвали на форте «Павел I» мины, что было использовано ими в качестве сигнала для предполагаемого восстания в Кронштадте. При взрыве форт получил серьёзные повреждения, однако окончательно его разрушение произошло четырьмя годами позже.
19 июля 1923 года 30 матросов крейсера «Аврора», высадившиеся на форт после шлюпочных учений, оттеснив малочисленную охрану, из хулиганских соображений вызвали взрыв корабельной мины. За этим последовал пожар и взрыв 30 тысяч корабельных мин, а также взрывчатых веществ для снаряжения снарядов и торпед. Форт горел и взрывался в течение суток. Куски сцементированного кирпича долетали до Кронштадта и Ораниенбаума. В радиусе 25 км от них гибли люди. Все стёкла в городах были выбиты. Этот эпизод в истории Балтийского флота впоследствии стал известен как героическая, но неудачная попытка ликвидации возникшего по неназываемой причине на форте пожара.
После этого остатки форта использовали как мишень во время учений. К XXI веку от мощного форта остались лишь цоколь фронтальной части стены и полуразрушенная лестничная башня. В 2009 году на выездном заседании градостроительного совета Санкт-Петербурга был представлен проект строительства на базе форта архитектурной композиции «Морские ворота Санкт-Петербурга».

## Форт «Император Александр I» («Чумной»)
59°59′22″ с. ш. 29°43′03″ в. д.

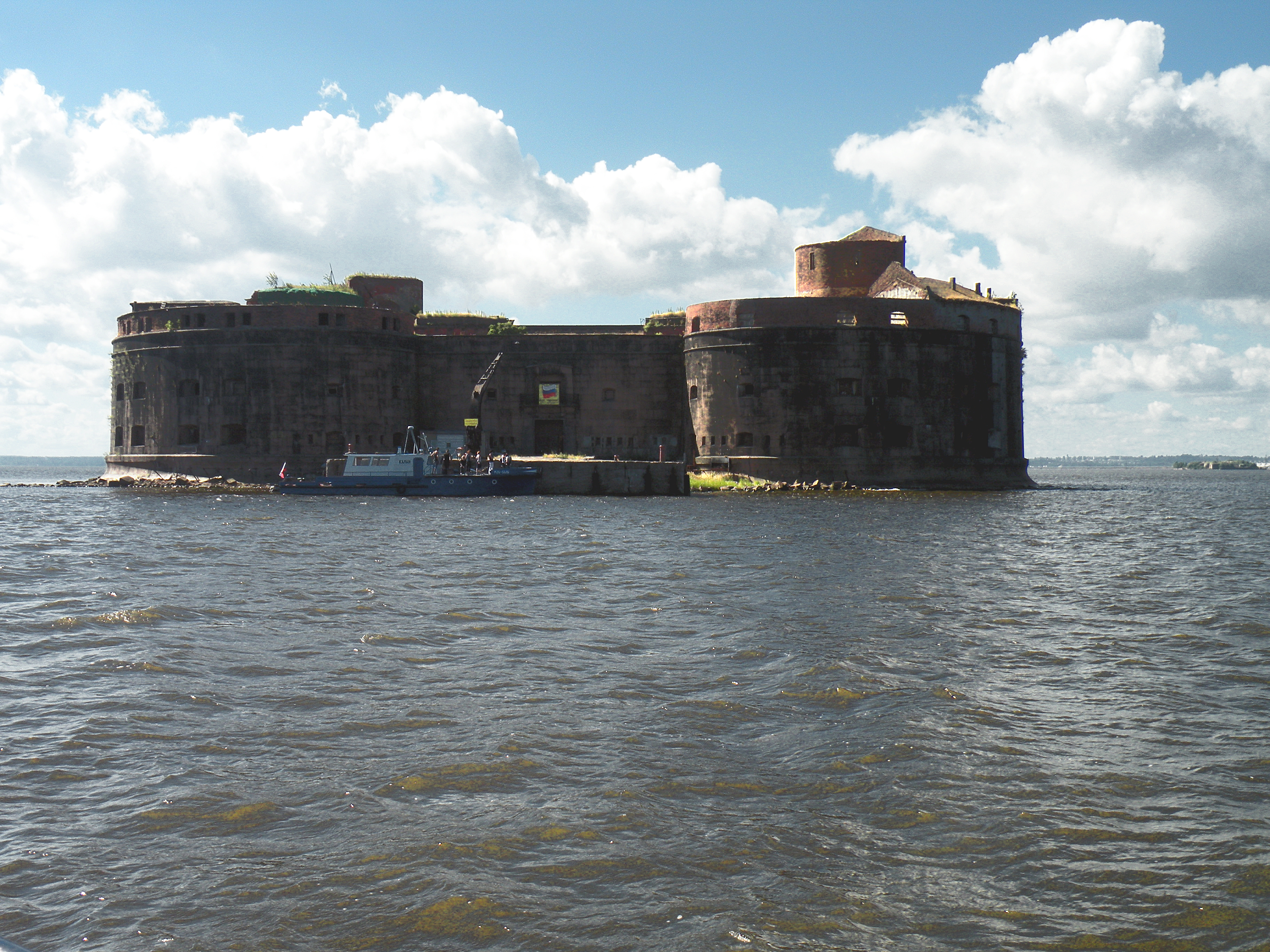
Форт Александр I

Форт «Император Александр I» («Чумной») был построен в 1836—1845 годах (инженер-полковник В. П. Лебедев по проекту М. Г. Дестрема).
Карбоньер разработал проект двух морских фортов для укрепления обороны южного фарватера. По форме форты представляли собой верхнюю часть лежащего горизонтально тора, благодаря чему в любой точке крепостной стены она представляла собой поверхность двоякой кривизны, что должно было вести к рикошету круглых ядер. В стенах, выходивших на внутреннюю сторону форта, предполагалось устроить бойницы для борьбы с возможным проникновением десанта противника. В цокольной части стены предполагалось устроить помещения для размещения пусковых установок ракет. Однако этот оригинальный проект не был осуществлён, хотя стены у самого уреза воды у реализованного сооружения получили вогнутую форму, что в значительной степени предохранило стены от прибойной волны. В дальнейшем все вновь сооружаемые форты проектировались с учётом размещения ракетных установок.
Это был типичный казематированный морской форт того времени. На него похож известный форт Байяр у Западного побережья Франции, строительство которого завершилось позже «Александра I».
Начало строительства форта было положено в 1836 г., он стал первым многоярусным фортом эпохи гладкоствольной артиллерии.
Во внутреннем дворе размещалась полубашня с винтовыми чугунными лестницами, представлявшими большую историческую и художественную ценность. Здесь же находились помещения для ядрокалильных печей. Постройку начали с установкой на воде деревянных кружал — шаблонов, по которым начали устанавливать ряжи. Под основание было забито 5335 свай, спиленных под один уровень, а пространство залили бетоном на основе гидравлической извести. По бетону начали кладку гранитных блоков. Летом 1842 года началась кладка стен из специально отобранного кирпича. Затем форт по всему периметру был одет гранитом.
Торжественная передача форта от строительного департамента состоялась 27 июля 1845 года. Форт был вооружён 103 орудиями, в число которых входили и новейшие трёхпудовые, оснащённые бомбами, пушки, бывшие в то время самыми мощными крепостными орудиями.
В 1896 году форт был исключён из списка оборонительных сооружений.
В конце XIX века многие страны мира охватила Третья пандемия чумы. Поэтому в 1898 году на базе Императорского института экспериментальной медицины была создана «Особая комиссия для предупреждения занесения чумной заразы и борьбы с нею в случае ея появления в России» (КОМОЧУМ).
Уединённый форт оказался наиболее подходящим местом для размещения Особой лаборатории (станции) по производству вакцины и иммунной сыворотки с использованием лошадей в качестве рабочего материала. Форт был оборудован паровым отоплением конюшен, лифтом для подъёма животных и печью для их кремации. 27 июля 1899 года состоялось торжественное освящение станции.
После этого на форте поселилось несколько врачей, в числе которых были Д. К. Заболотный, М. Г. Тартаковский и другие. Во время работы заведующий Особой лабораторией В. И. Турчинович-Выжникевич и доктор М. Ф. Шрейбер заразились и их тела после смерти также были сожжены в кремационной печи. После этого, даже по упразднении лаборатории, за фортом осталось неофициальное название «Чумной форт».

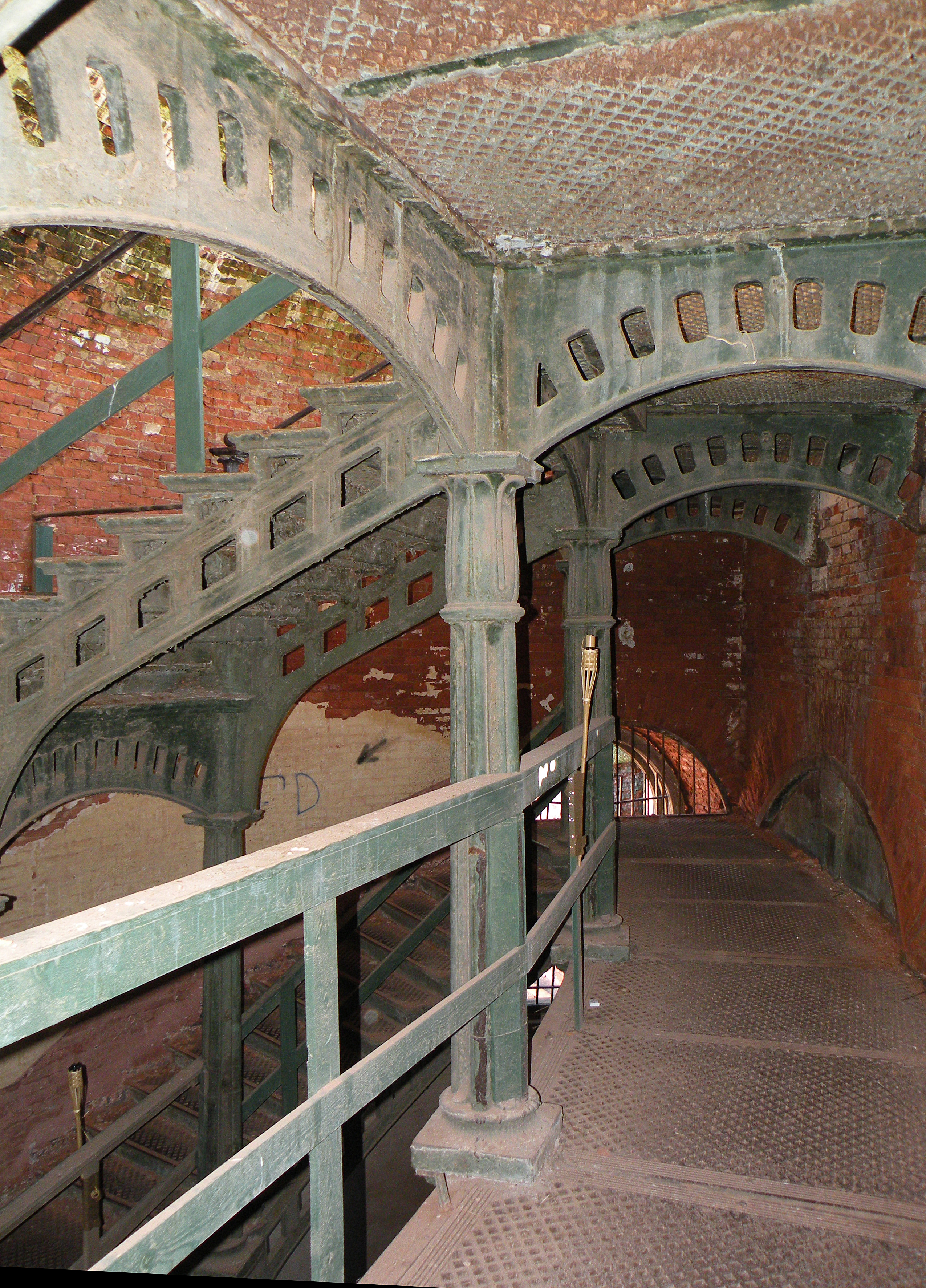
Трапы.
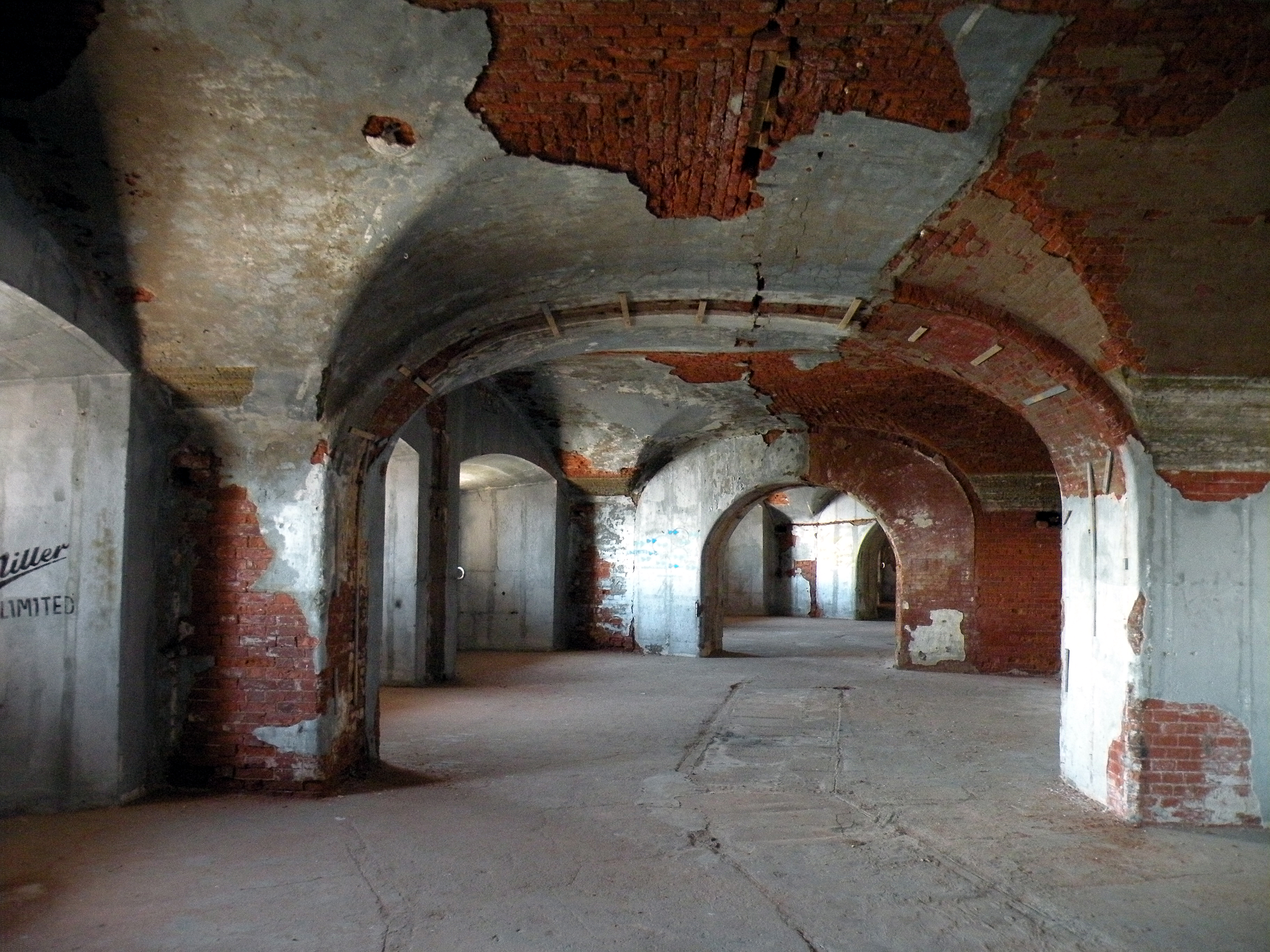
Казематы.
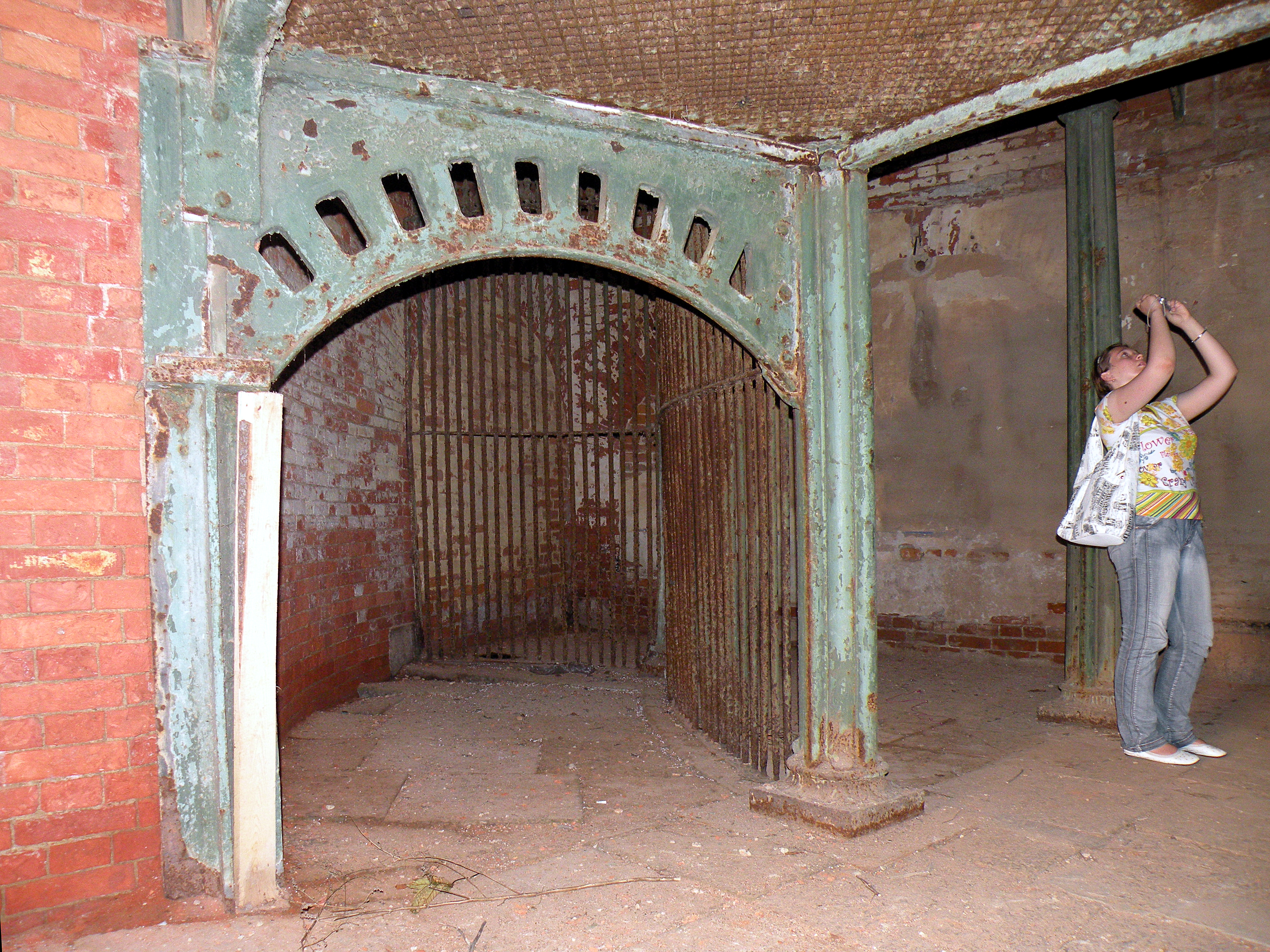
Вход в эпидемиологическую лабораторию.
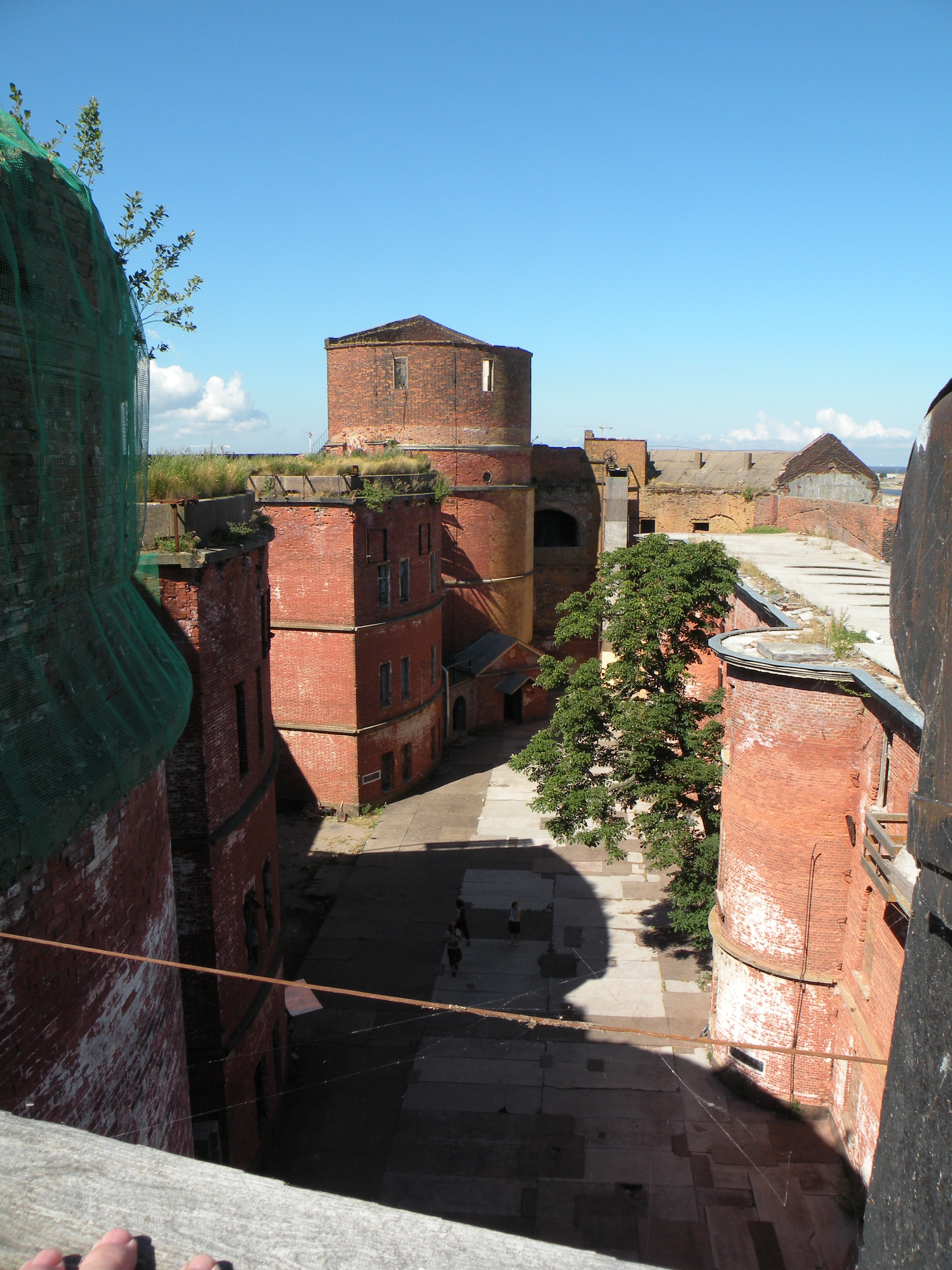
Внутренний двор.

## Форты на острове Котлин

### Форт «Шанц»
60°01′32″ с. ш. 29°40′26″ в. д.

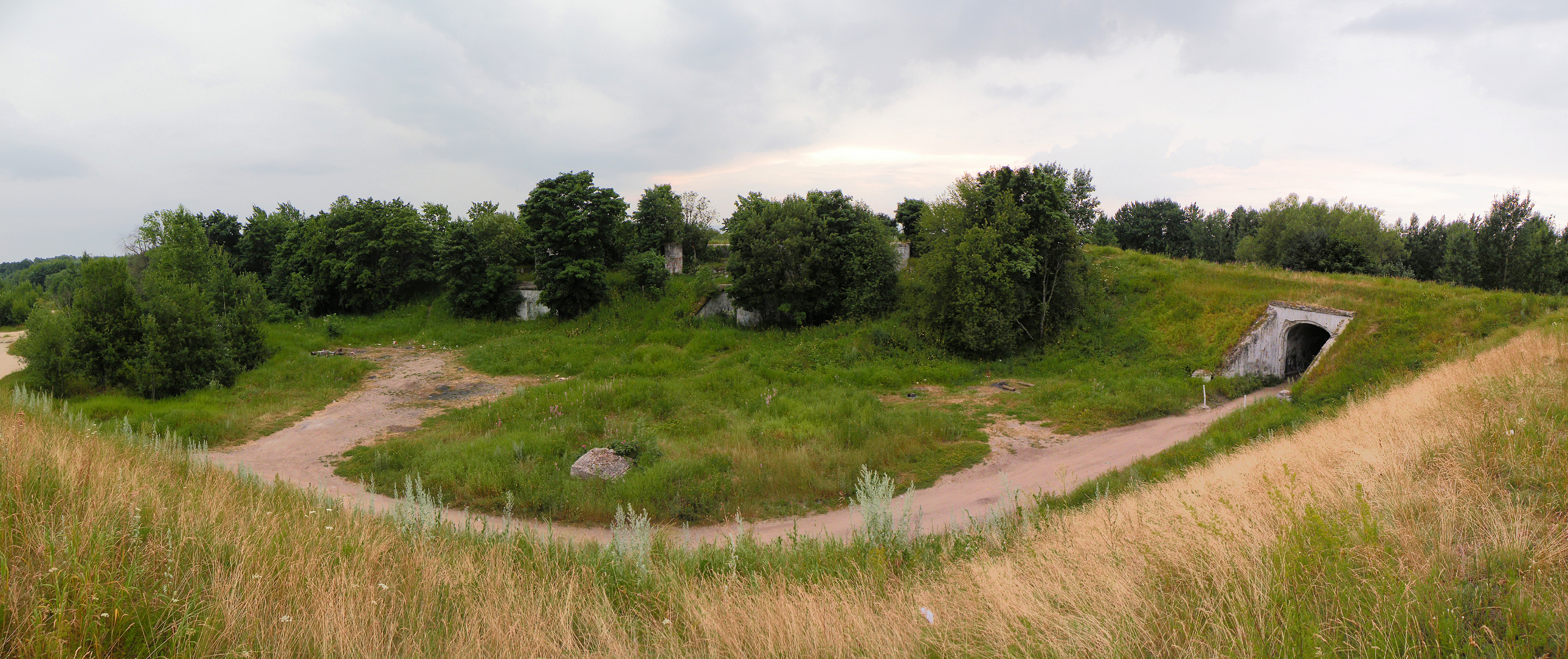
Форт Шанц.

Форт «Шанц» был построен в 1700-х годах, реконструирован в 1788, перестроен в 1855—1856, 1863, 1898—1913 годах.

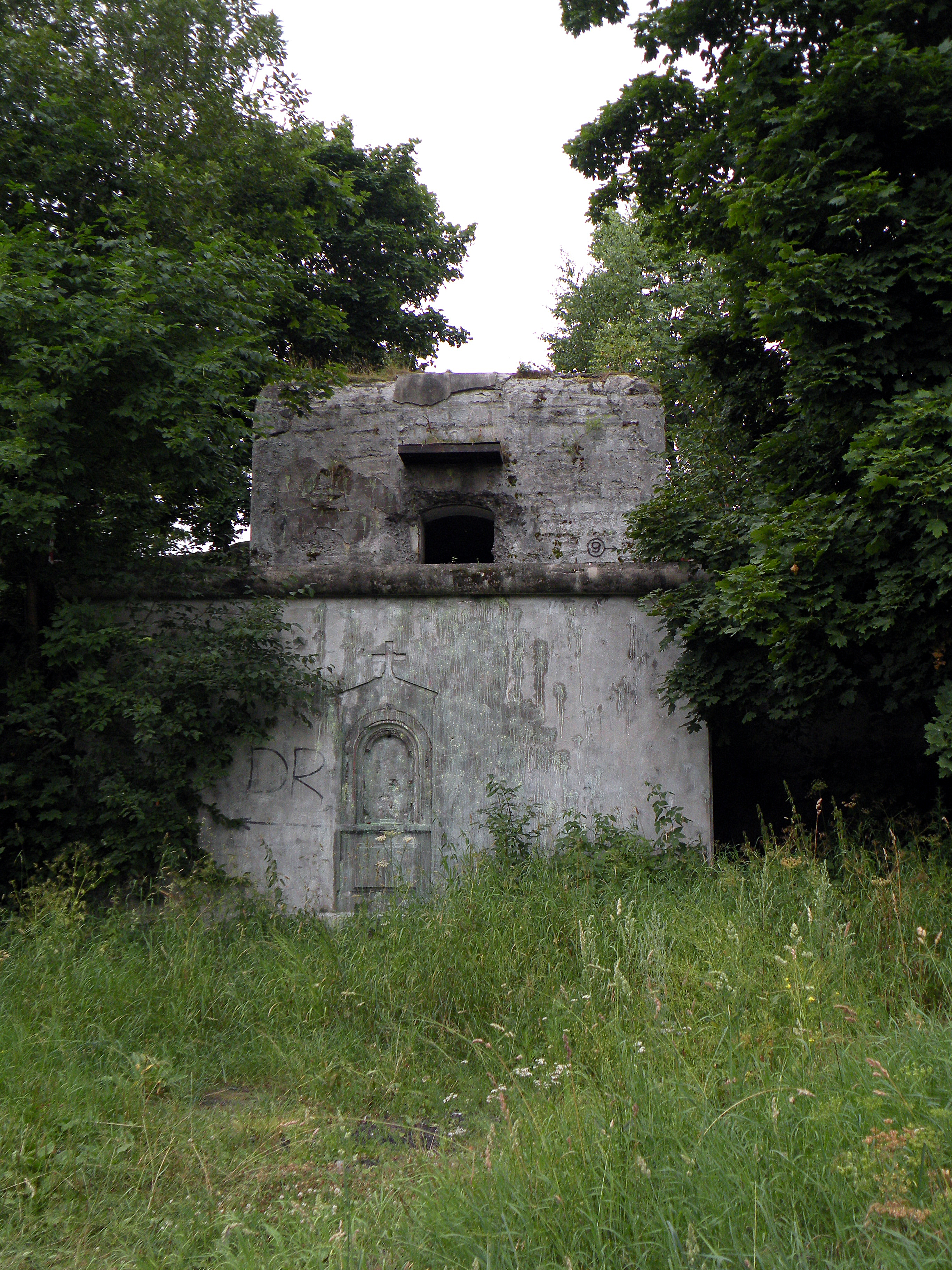
Форт Шанц, Киот

Отбитая батареей полковника Ф. С. Толбухина попытка шведов высадить десант на Котлинской косе острова привела Крюйса к мысли о необходимости построить на месте Толбухинской батареи крепость, в чём ему удалось убедить Петра. В результате возникла крепость «Св. Александр» (впоследствии «Александр-шанец»), работы по созданию которой были закончены летом 1706 года. Длительное время эта крепость была основным укреплением на острове.
Затем некоторое время укрепления были заброшены.
9 декабря 1807 оборона берегов и границ Российской империи на Балтийском, Белом и Чёрном морях возлагалась на Морского министра Чичагова П. В.. Работы по укреплению обороны велись тогда, главным образом на суше. Был восстановлен Александр-шанец, а на судоходных глубинах к северу от острова затопили 25 устаревших кораблей, гружёных камнем. Пока они не были разрушены волнением и подвижками льда, это было весьма серьёзное препятствие прорыву даже вражеских галер. Восстановленное укрепление, находящееся на расстоянии 6 км от городских стен было после падения Севастополя дополнено ещё одной линией защиты на расстоянии 3 км. Некоторые укрепления получили имена строителей: редут генерала Дена, люнеты генералов Политковского и Швебса, батареи адмирала Литке и генерала Граббе. Все они были оборудованы тяжёлой артиллерией.
Летом 2014 года на форте «Шанц» и близлежащем пляже проходили съёмки фильма «Батальонъ».

### Батарея «Князь Меншиков»
59°58′54″ с. ш. 29°45′27″ в. д.
Ещё до окончания строительства форта «Александр I» после учёта заметно увеличившейся скорости судов предполагаемого противника, была осознана опасность прорыва неприятеля по Южному фарватеру несмотря на фланговый огонь фортов «Константин», «Рисбанк» и «Александр I». В связи с этим в 1841 году было принято решение построить на полубастионе, находящемся на молу за воротами в Купеческую гавань, трёхъярусной казематированной батареи. После апробации предложения Дестрема и его критики, составление проекта и исполнение работ было возложено на инженер-подполковника Заржецкого, работавшего ранее под началом Карбоньера и хорошо показавшего себя при строительстве кронштадтских доков.
Французские инженеры, работавшие на строительстве доков в Тулоне, высоко ставили авторитет русского инженера Иосифа Заржецкого, попавшего в поле зрения Императора Николая I, который начал ему покровительствовать. Впервые в практике отечественного военного строительства Заржецкий начал применять паровые копры, которые были закуплены в Америке. Также впервые он начал изготавливать своды из бетона, состав которого был таков: гидравлическая известь, песок и галька.
Во время строительства батареи и других кронштадтских сооружений Морским министром был потомок А. Д. Меншикова, светлейший князь А. С. Меншиков, один из интереснейших людей своего времени, но не имевший ни малейшего представления о специфике флотской службы. Тем не менее законченная в 1850 году батарея была по приказу Императора была названа именем любимца Петра I.

### Форт «Константин» (Двойная южная батарея)
59°59′37″ с. ш. 29°42′20″ в. д.

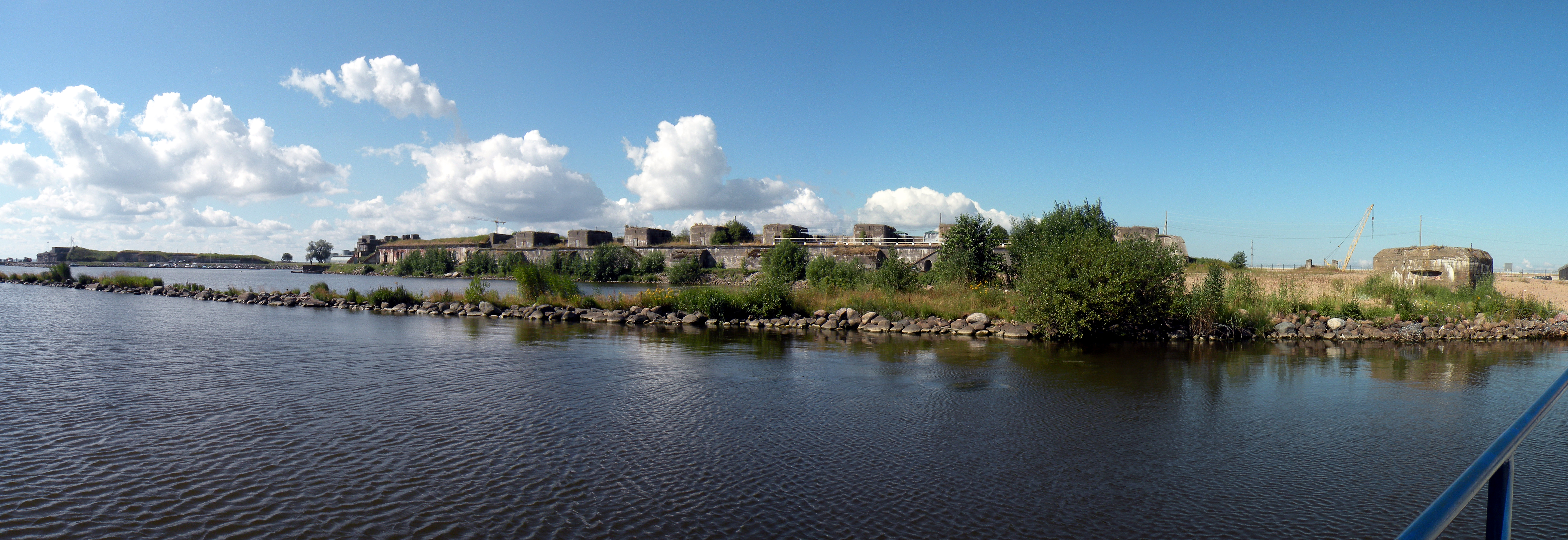
Форт Константин

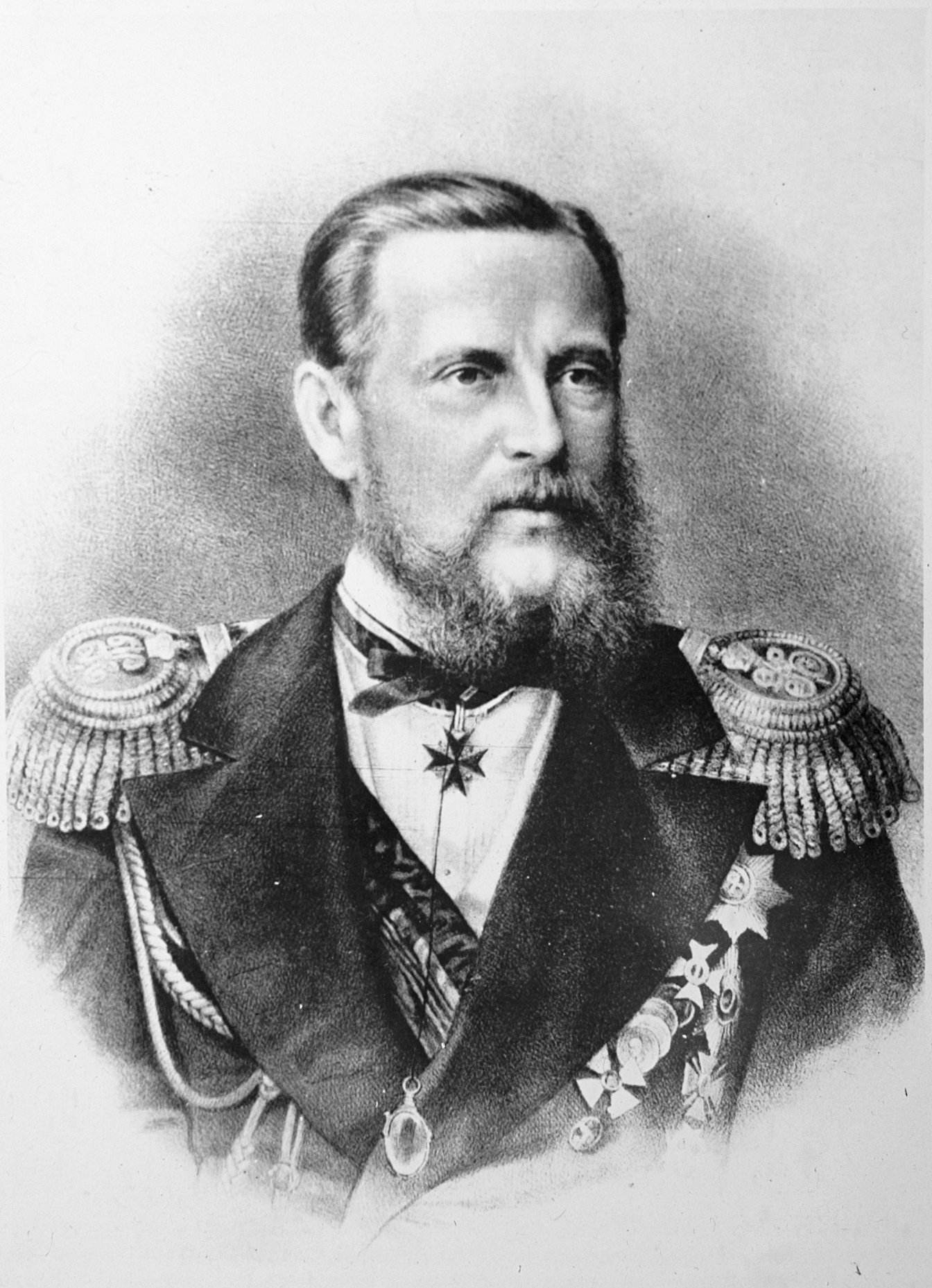
Константин Николаевич Романов, Управляющий флотом и Морским ведомством, Великий князь.

Форт «Константин» был построен в 1868—1879 годах в бытность Великого князя Константина Николаевича) начальником Морского ведомства. Перестроен в 1897—1901 годах.
В 1808 году возобновилась война со Швецией. Англичане высадили десант на о. Гогланд и пленили весь персонал маяка. В связи с этим, а также принимая во внимание участившееся появление английских кораблей вблизи Кронштадта, было принято решение укрепить оборону фарватеров. Зимой две команды матросов, артиллеристов и пехотинцев и две артели вольных плотников начали изготавливать срубы. Начальство организовало между ними соревнование и победителям выдавали премии. Артель получала за сруб 1800 рублей, а воинские команды получали по 20 копеек на человека в день. Работников хорошо кормили. В результате к весне все срубы были готовы и по весне их галерами отбуксировали на место 2 км западнее цитадели и в 800 метрах от берега Котлина. Собранная на их базе деревянная батарея получила название Двойная южная батарея о двух ярусах, на которой вначале было расположено 25 дальнобойных 36-фунтовых пушек, 12 30-фунтовых и 12 единорогов (орудие короче пушки, но длиннее мортиры).
После восстановления разрушенных конструкций и обеспечения в виду большой удалённости от крепости, круговой обороны батареи, она в 1834 году была переименована в форт «Константин» по имени сына Императора Константина. Форт был также оснащён крепостными ружьями нового типа.

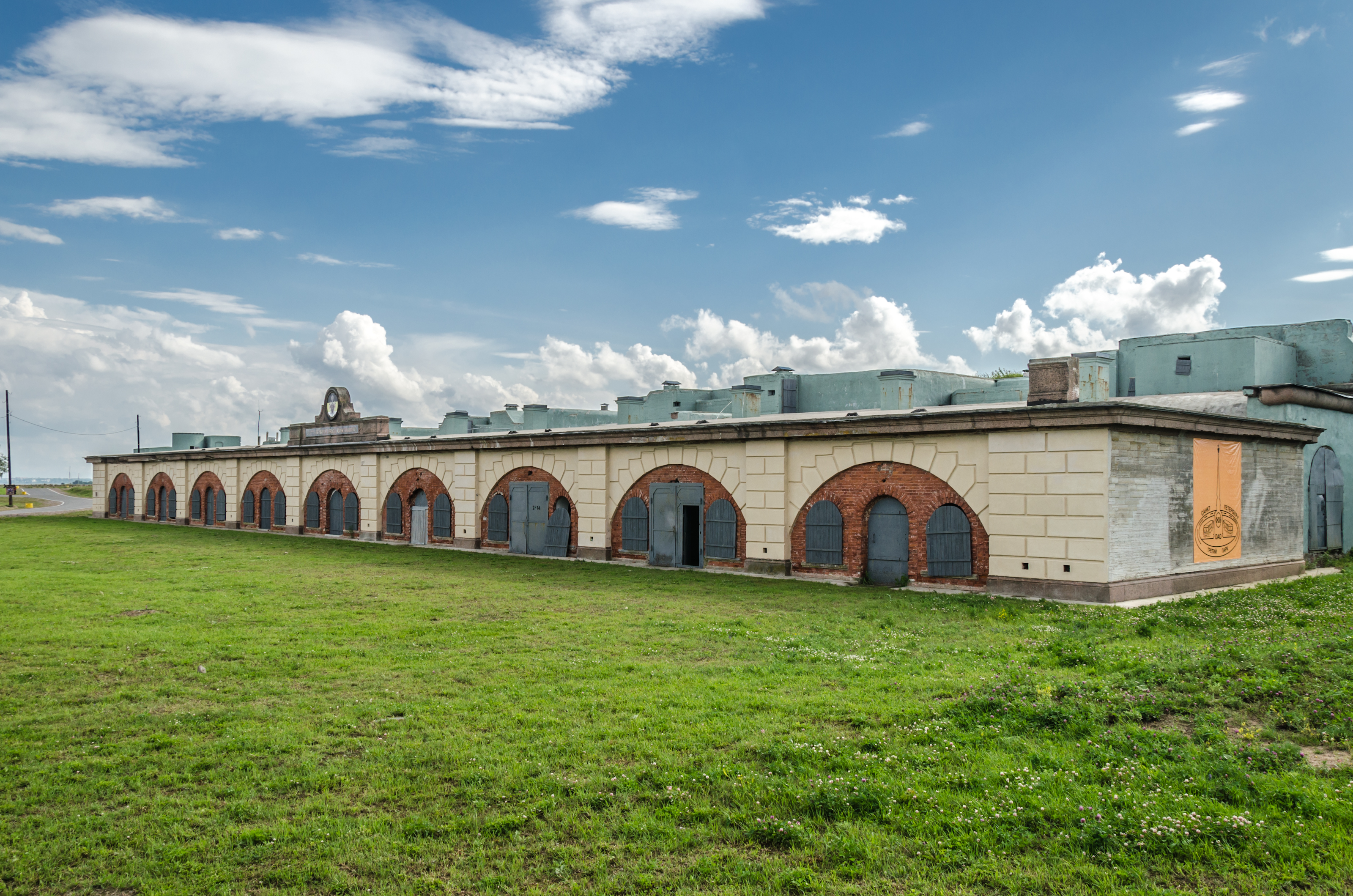
Казарменный корпус форта Константин

Опасность, ставшая реальной в ходе Крымской войны, заставила воссоздавать этот форт в виде острова с мощной эскарпной стеной, способной противостоять натиску льда и штормовых волн. Для придания прочности было решено использовать массивные гранитные плиты. Тщательно продуманная технология работ и максимальная механизация строительства обеспечили высокое качество работ, что подтверждается полной сохранностью гранитной стенки вплоть до нашего времени. Начиная с 1859 года в течение двух лет Тотлебен привёл форт в соответствующее задачам обороны состояние. Ему также принадлежит попытка ослабить казнокрадство путём увеличения должностных окладов.
В 1860 году на место строителя Кронштадтской крепости вместо генерал-майора Иосифа Гедеоновича Дзичканеца, переведённого в Технический комитет ГИУ, был назначен инженер-полковник К. Я. Зверев.
На протяжении всего срока службы форт играл роль испытательного полигона, на котором проходила апробацию артиллерийская техника и новые приёмы фортификации. Так, в 1908 году на форте были установлены новейшие горизонтально-базные дальномеры системы Лауница.

### Форт «Риф»(бывшая Александровская батарея)
60°01′54″ с. ш. 29°38′12″ в. д.
Построен в 1898—1912 годах.

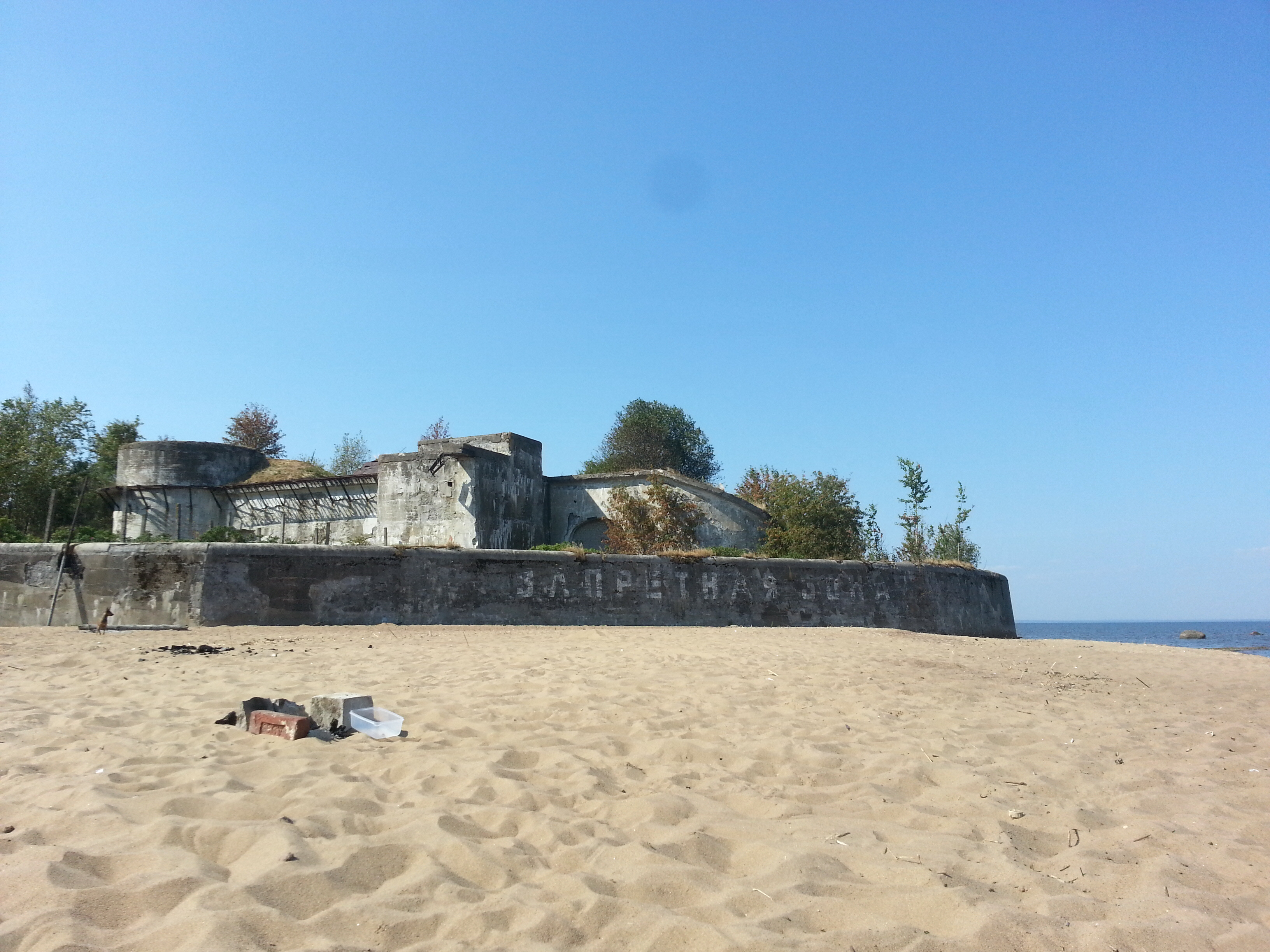
Пляж на территории форта «Риф». Август 2014 г.

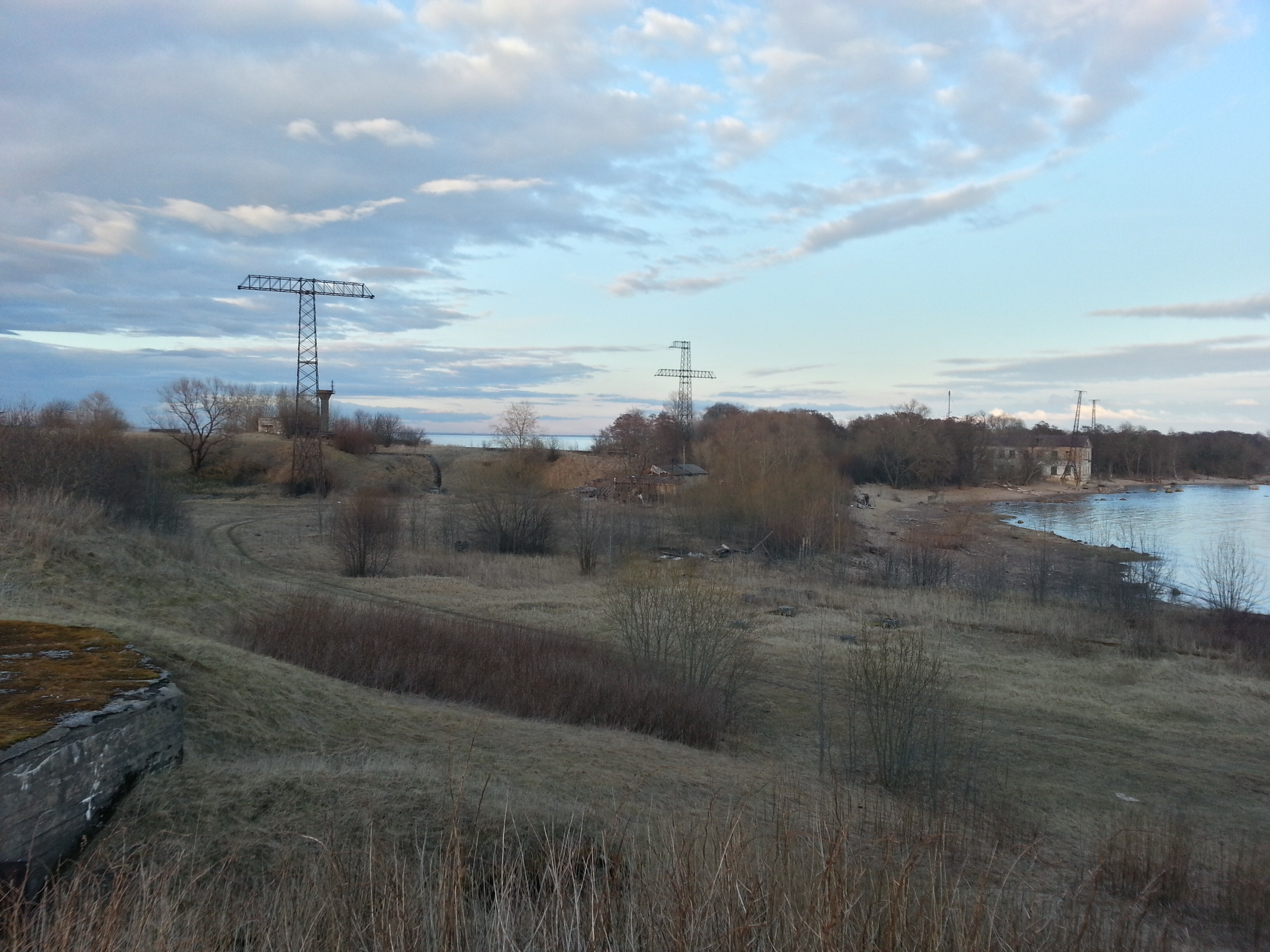
Форт «Риф». Вид в сторону заказника «Западный Котлин». Апрель 2014 г.

Находится на западной оконечности косы острова Котлин. Здесь в 1704 году высадился шведский десант, отбитый солдатами под начальством полковника Федота Толбухина в июне — июле 1705 года во время Северной войны. Затем здесь была расположена временная дерево-земляная батарея 11" орудий, которая была ликвидирована в 1890 году. На месте батареи был организован полигон для испытания стойкости фортификационных сооружений на основе нового для того времени материала — портландцемента. Испытания велись в течение шести лет и их результаты были учтены при дальнейшем строительстве оборонительных сооружений по всей территории России. В частности, было установлено, что слишком толстая грунтовая подушка на заглубленном бетонном сооружении не увеличивает его стойкости против действия снарядов, а ухудшает её, поскольку возникающий при этом камуфлет не даёт возможности разгрузить давление газов в образовавшейся газовой каверне путём выброса грунта и образования воронки.
Здесь же был построен экспериментальная башнеобразный каземат для 57-мм крепостного орудия, которое поднималась и опускалось посредством системы рычагов под действием сил отката при выстреле.
Затем с использованием сохранившихся бетонных сооружений в 1909—1915 годах здесь была построена батарея под стандартную для того времени комбинацию из четырёх 10" орудий Бринка и восьми 6" пушек Канэ.
Гарнизон форта принимал активное участие в революционной смуте. В 1919 году он подвергся обстрелу с форта «Красная Горка», а при подавлении Кронштадтского восстания в ночь на 18 марта 1921 года отсюда уходили по льду от расправы в Финляндию оставшиеся защитники крепости.
В 1953 году здесь была проведена капитальная перестройка и на месте 10" орудий были установлены 130 мм орудия Б-13-3С.
В конце 1990-х годов большая часть металлических конструкций была сдана в металлолом.
В начале зимы 2014 года охрана с форта была снята, и форт перешёл в свободный доступ.
К середине 2017 года свободный доступ был закрыт.

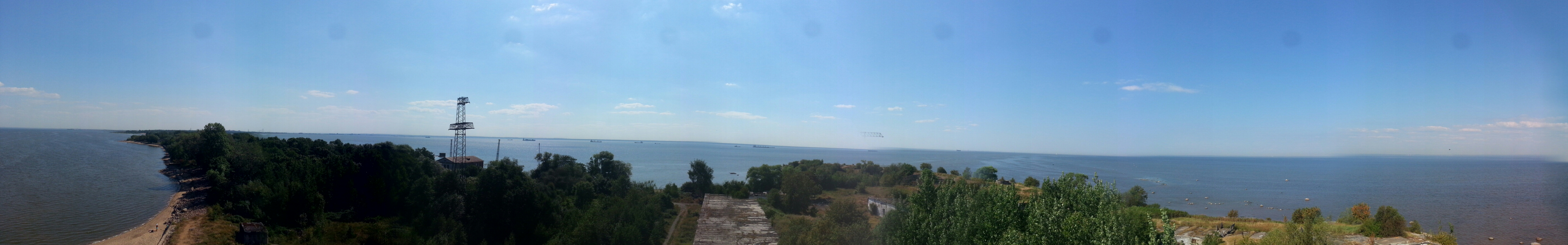
Панорама форта «Риф» со смотровой (дальномерной) башни. Август 2014 г.
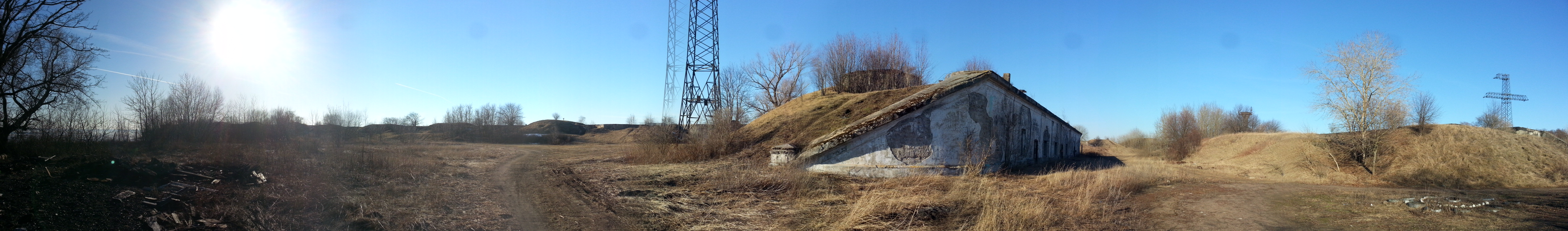
Панорама форта Риф. Март 2015 г.

## Южные номерные форты

### Форт 1 (Южная батарея 1)
59°56′57″ с. ш. 29°42′13″ в. д.

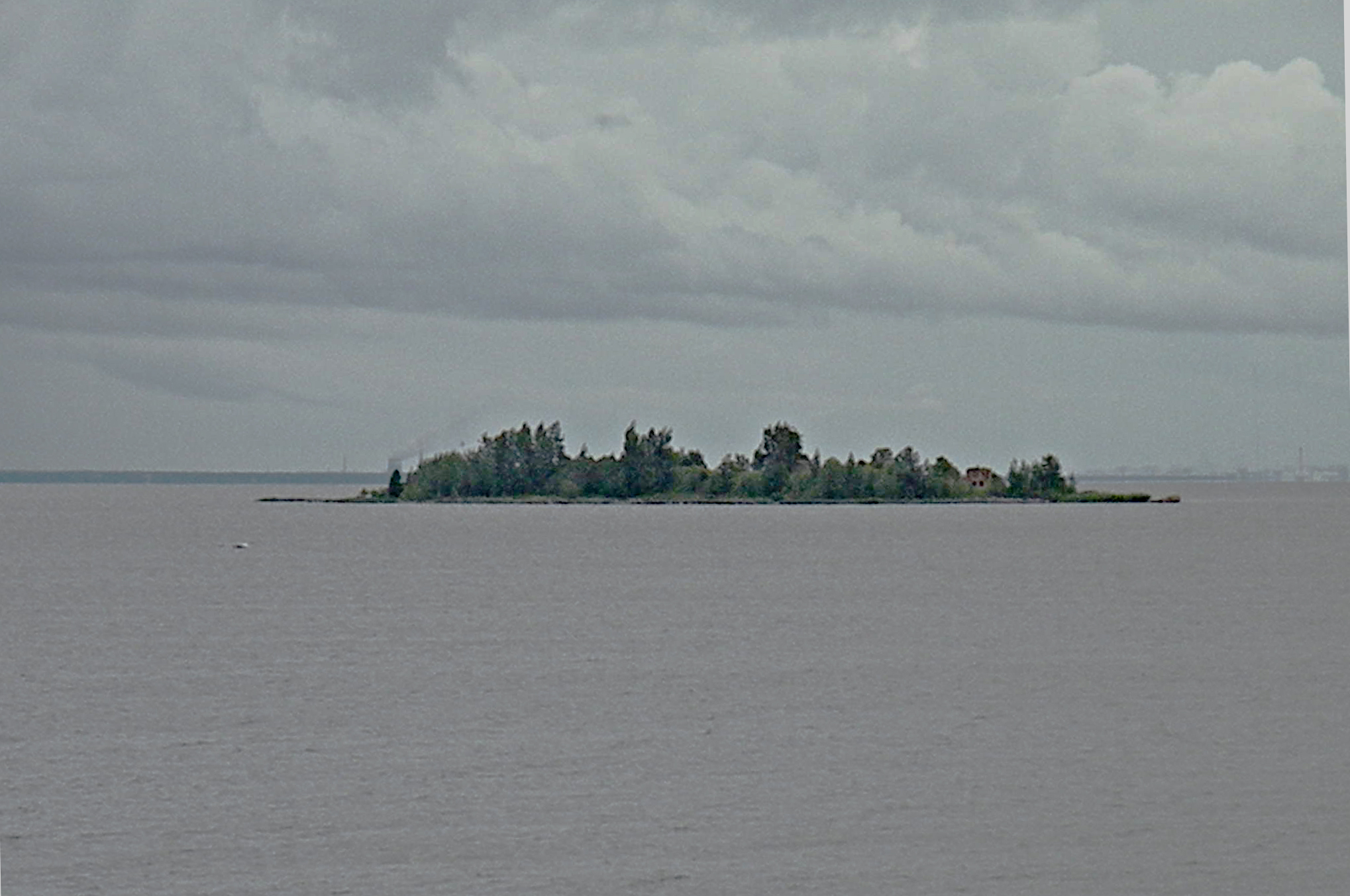
Форт № 1 (Южная батарея № 1)

Построена в 1855—1856 годах (Э. И. Тотлебен), перестроен в 1865—1868 годах (К. Я. Зверев).

### Форт 2 (Южная батарея 2 — «Дзичканец»)
59°57′27″ с. ш. 29°42′15″ в. д.

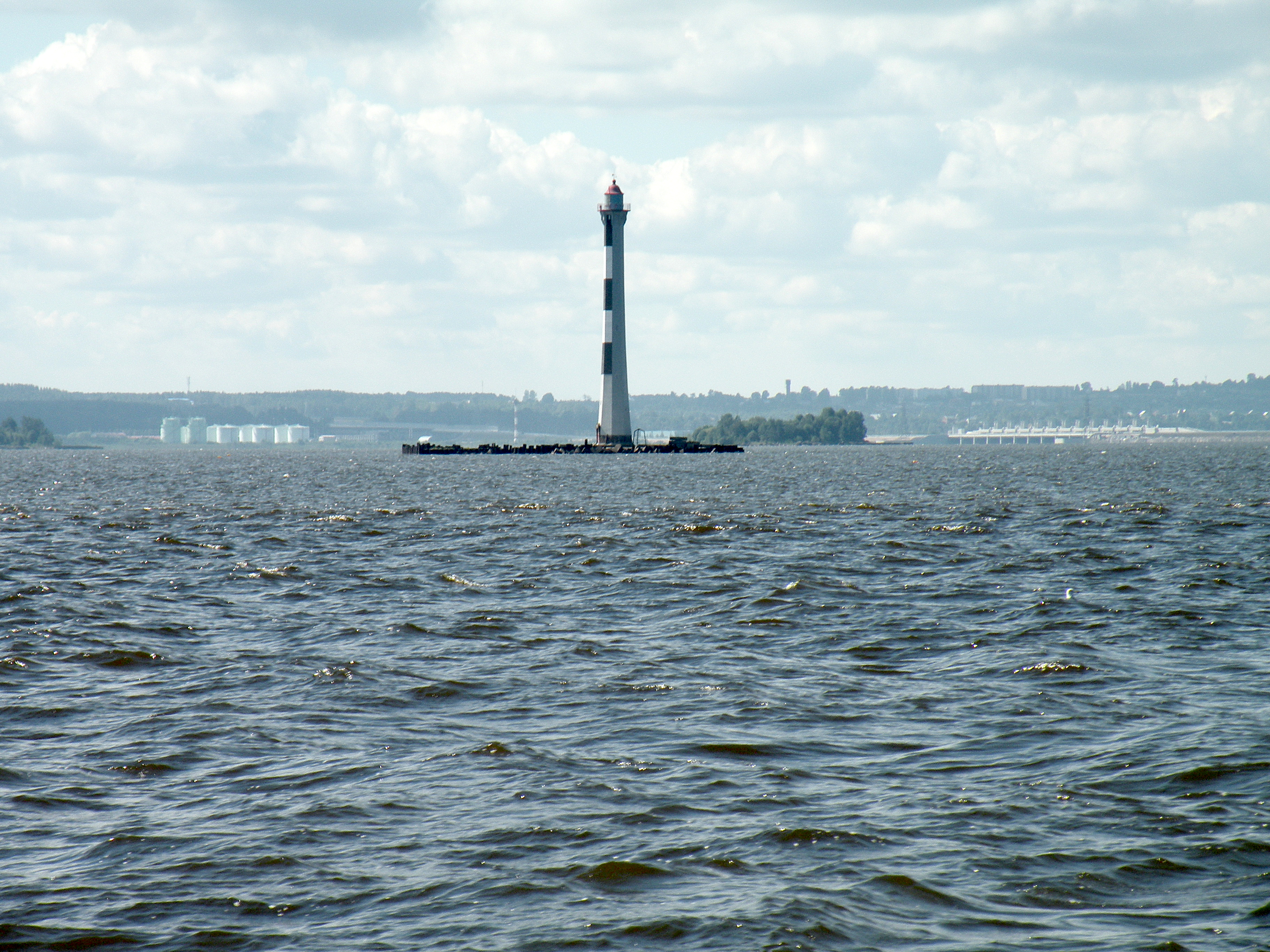
Створный знак и форт Дзичканец

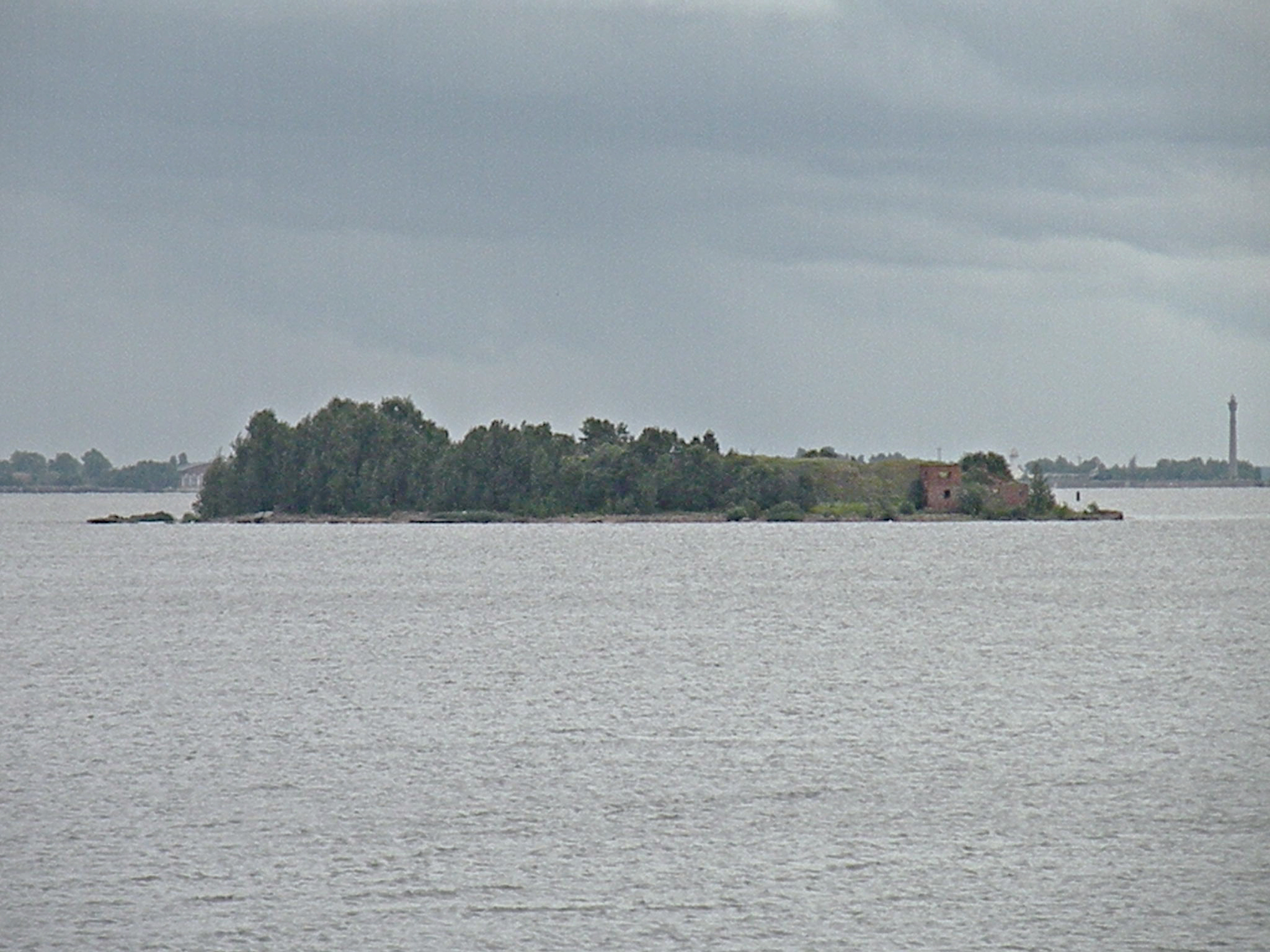
форт Дзичканец

Построена в 1855—1856 годах (Э. И. Тотлебен, Деринг), перестроен в 1869—1873 годах.
Высочайшим повелением 7 апреля 1856 года этому форту было присвоено имя руководителя строительства, многие офицеры повышены в званиях и награждены, а подрядчик — купец Первой гильдии С. Кудрявцев удостоен звания Почётного гражданина.

### Форт 3 («Граф Милютин», «Башенная»)
59°58′20″ с. ш. 29°41′45″ в. д.

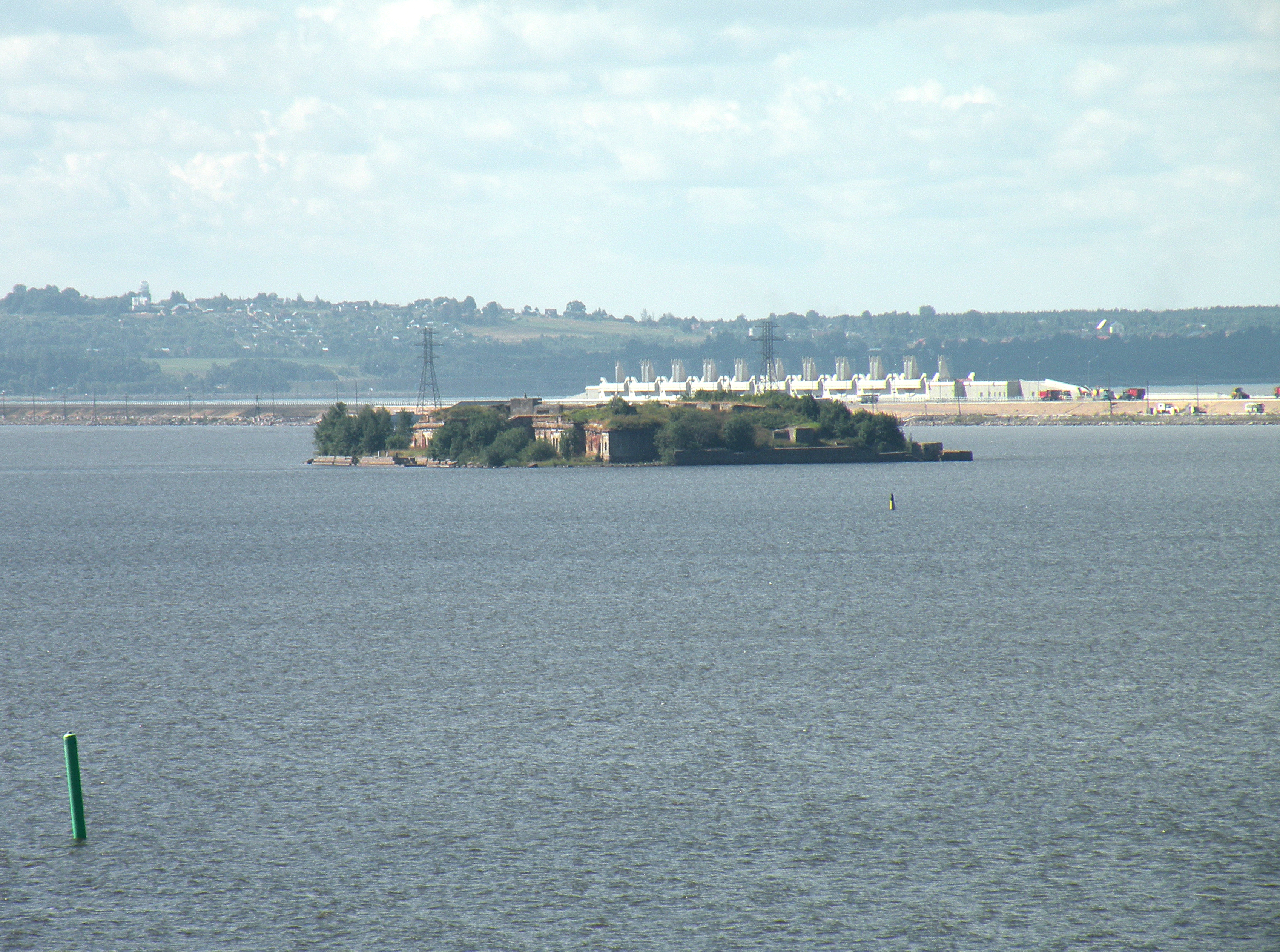
Форт Милютин

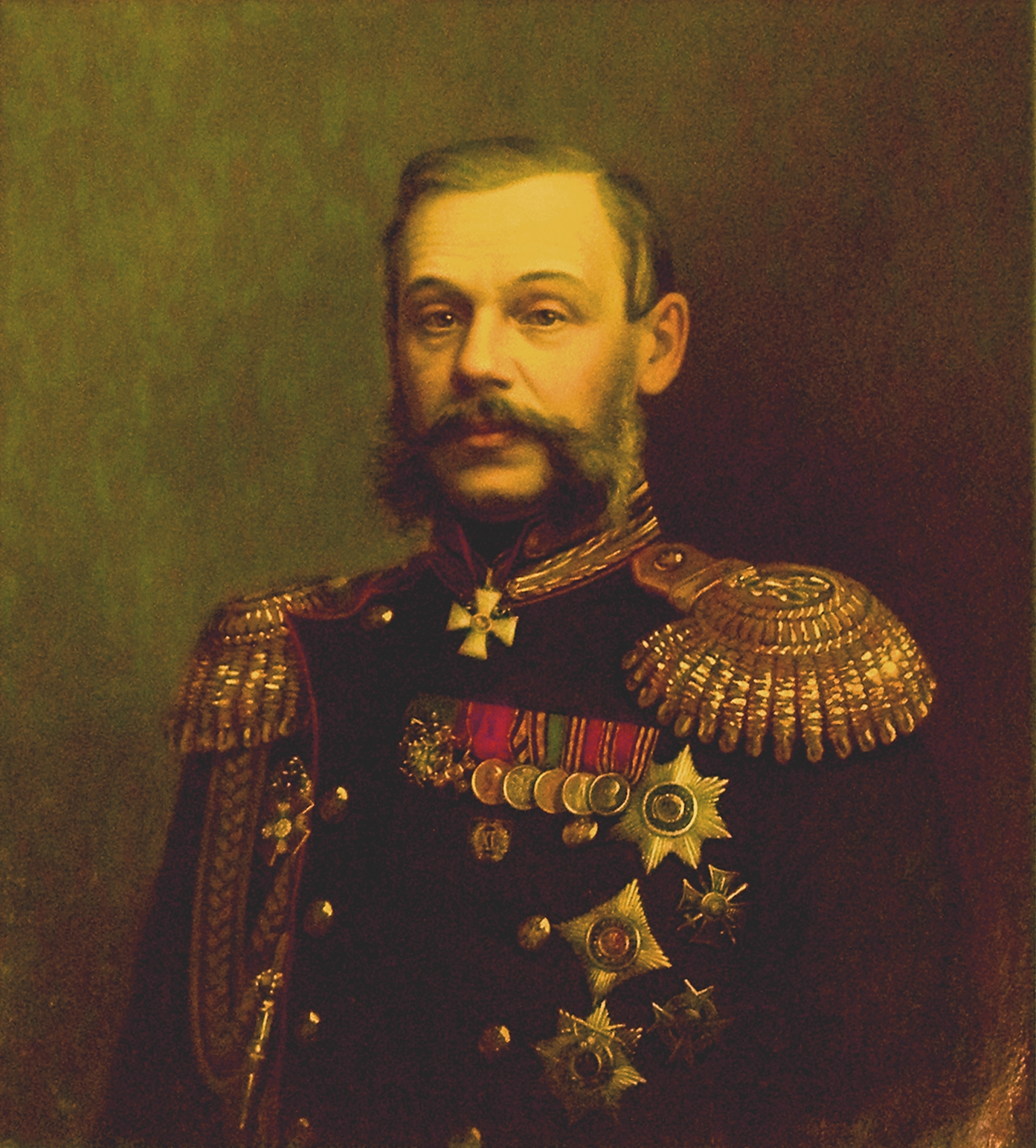
Дмитрий Алексеевич Милютин, военный министр

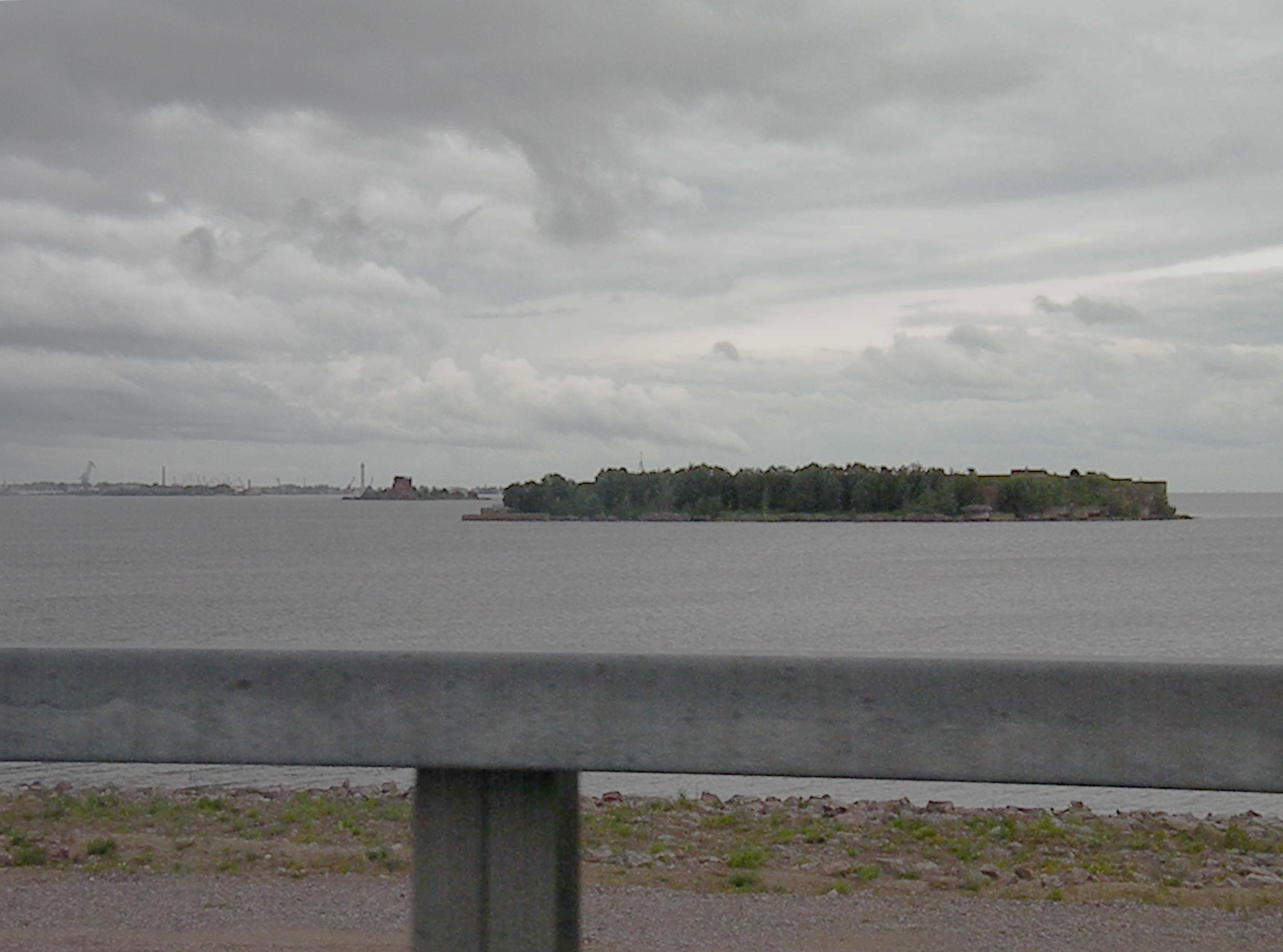
Форт Милютин с дамбы

Построен в 1855—1856 годах (Э. И. Тотлебен), перестроен в 1869—1879 годах (К. Я. Зверев).
Форт назван в честь Генерал-адъютанта Милютина, Дмитрия Алексеевича (1816—1912), соратника Александра Второго в проведении прогрессивных преобразований, доктора истории, председателя Военного совета, члена-корреспондента и почётного члена Императорской Академии Наук, почётного члена Михайловской военной академии, в бытность которого военным министром производились преобразования военного ведомства и модернизация фортов Кронштадта (1861—1881).
Именно в это время происходил переход от гладкоствольной артиллерии к артиллерии нарезной, что существенно увеличило дальность стрельбы и повлекло изменение тактики боя. На форту, впервые в русской фортификации, орудия были установлены в башнях, хотя и весьма несовершенных по конструкции. Поводом для этого новшества был эпизод боя североамериканского «Монитора», вооружённого двумя орудиями во вращающейся башне с плавучей батареей «Мерримак» южан, показавший перспективность башенной установки пушек.
«Форт Константин». Здесь была установлена 6-ти башенная батарея, предназначенная для установки 11" орудия. (Внутренний диаметр башни 7,8 м, амбразура 70 х 115 см. Орудие выступало за габариты башни на 30 см, а его полный откат составлял 2,1 м. Бронирование башни обеспечивалось бронёй толщиной 30 см. Вес башни 500 т. Она должна была выдерживать попадание 16 "« снаряда). Для вращения башни и подачи снарядов служили паровые машины.

## Подводные преграды
Первая подводная преграда, построенная в 1808—1810 годах была преимущественно свайной, рассчитанной на затруднение манёвра вражеского корабля в частоколе забитых в дно свай на пространстве от Кронштадта до Лисьего Носа. Уже через 30 лет она была разрушена штормами и ледоходом. В 1844 году в связи с этим было решено построить ряжевую преграду вместо свайной. Её проектирование и надзор за работами было поручено капитану над Кронштадтскими фортами Петру Фёдоровичу Анжу.
Однако в марте 1845 года работа комиссии была приостановлена в связи с идеей постройки дамбы с севера для железной дороги на Кронштадт. Но, после решения о постройке железной дороги по Южному берегу Невской губы, это намерение было отвергнуто. Постройка ряжевой преграды продолжалась, и в результате были установлены 255 ряжей с расстояниями между ними в 6 метров. Ряжи снабжались рогатинами с железными наконечниками. В итоге необходимость срочного строительства морских фортов была на время снята с повестки дня.
После падения Севастополя было решено создать сплошную завесу артиллерийского огня от северного до южного берега залива для прикрытия ряжевых и большей части свайных преград. Исходя из опасения, что противник сможет вести огонь по крепости с мортирных судов с расстояния 4 км, было решено на значительном расстоянии от морских батарей исключить возможность обходного манёвра сплошной системой часто забитых свай. Созданное свайное поле у южного фарватера имело длину 5 км при ширине до 2 км у берега Ораниенбаума и у Котлина длину 6,5 км.
Северная свайная преграда от Котлина до берега между Лисьим Носом и Сестрорецком имела длину 25 км при ширине 1,8 км. Работы возглавлял вице-адмирал Шанц И. И. 24 апреля 1858 года все свайные работы были закончены. Было забито 45 113 свай.

## Северные морские форты
Ещё в 1740 году одно иностранное судно сумело пройти мелким и извилистым Северным фарватером. Поэтому, когда 29 июня 1788 года Россия объявила войну Швеции, стал вопрос о защите прохода и этим фарватером. Возникла идея построить три морских форта, находящихся на расстоянии орудийного выстрела друг от друга, вытянувшихся в линию от Лисьего Носа к северо-восточной оконечности острова Котлин. Но одержанные русским флотом 23 и 24 мая 1790 года у Красной Горки победы сняли на время необходимость укрепления Северного фарватера.
Вскоре после проведённого спешно строительства морских фортов на Северном фарватере началась их модернизация. Главное Инженерное управление возглавлял Тотлебен, а надзор и организацию работ вёл строитель крепости Кронштадт инженер-полковник К. Я. Зверев.
В соответствии с существовавшими в царской России воззрениями на архитектурную сторону военного строительства, крепостные сооружения, в которых не только несли службу, но и жили их команды, должны были соответствовать вкусам того времени. Фасады одетых камнем казематов, их фронтоны, гранитные цоколи, карнизы и прочие архитектурные детали украшались в соответствие с лучшими традициями Петербургской архитектуры.
При перестройке фортов было принято во внимание, что они с 1867 года будут вооружаться новейшими нарезными орудиями с калибром в 6, 8, 9 и 11 дюймов с длиной ствола до 5 м, которые не могли поместиться в казематах старого образца.
В 1880—1881 годах продолжались работы по подсыпке бруствера для таких орудий, которых насчитывалось по 10—12 на каждом форту, создаваемых, в принципе, по одному проекту.
Северные батареи № 3, 5 и 7 были в 1886 году исключены из состава оборонительных сооружений и использовались как склады.
Во время Кронштадтского антибольшевистского восстания гарнизоны фортов активно участвовали в обороне города от советских войск.
В 1923—1925 годах с фортов № 4 и № 6 орудия были сняты и перенесены на форт «Тотлебен».
Затем, уже перед немецким нападением форты № 1, № 3, № 5 и № 7 вошли в систему ПВО Балтфлота и были вооружены зенитной артиллерией. На фортах № 2 и № 4 были установлены новые артиллерийские орудия Б-24 калибром 100 мм, а на форту № 6 — орудия Кане, что образовало 15-й Отдельный артдивизион Кронштадтского сектора, участвовавшего в контрбатарейной борьбе.

### Северный форт 1 (Северная батарея 1)
60°01′45″ с. ш. 29°45′25″ в. д.

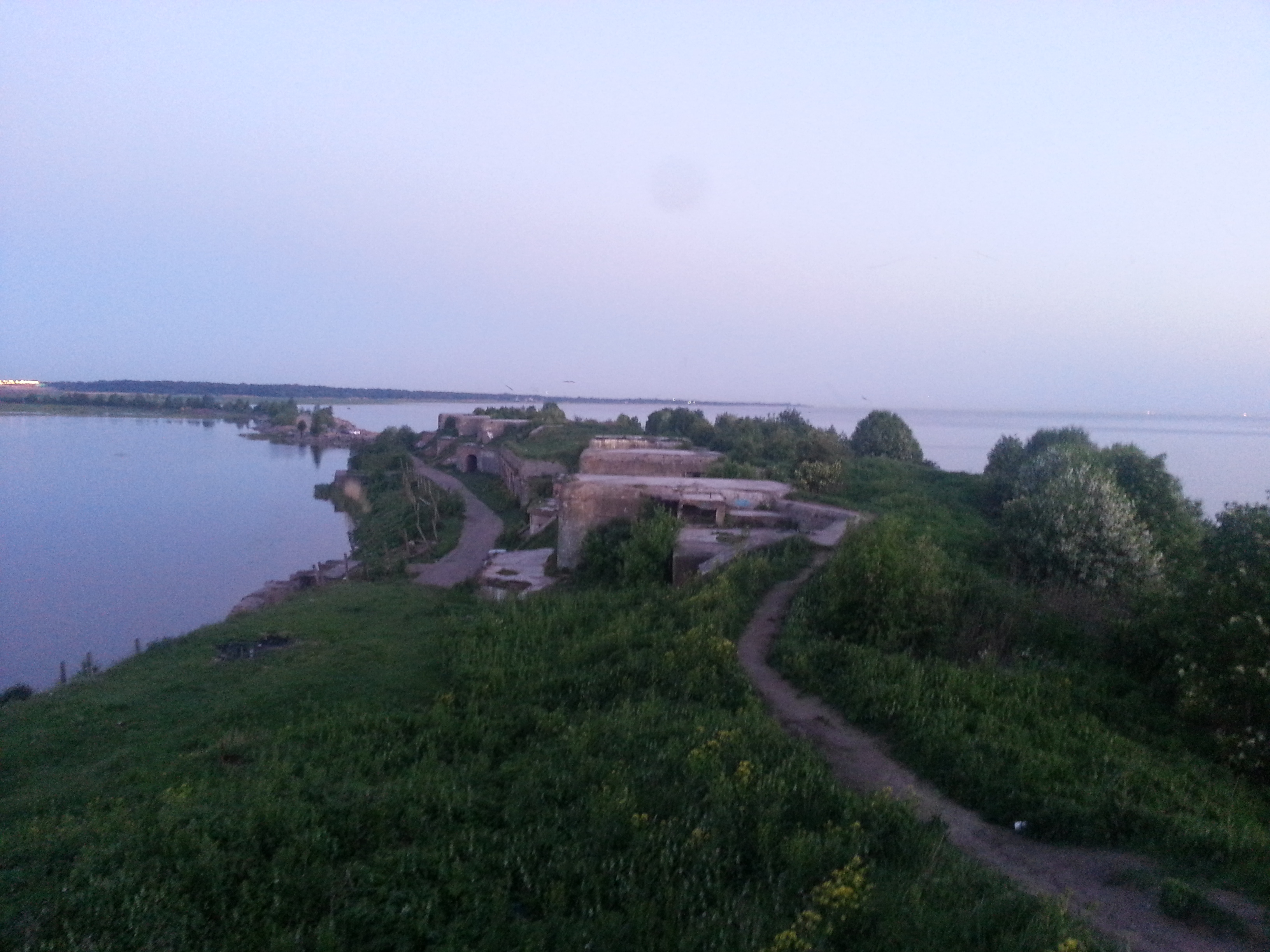
1-й Северный форт. Май 2014 г.

Построен в 1855—1856 годах (Э. И. Тотлебен), перестроен в 1861—1869 годах (К. Я. Зверев). Тогда остров, на котором находился форт, был соединён с островом Котлин дамбой.
Этот форт подвергся наиболее заметной перестройке в 1899 году.
Здесь к 1901 году построили батарею для 12 9-дюймовых мортир, дальномерный павильон и прожекторную станцию с автономным дизель-электрическим генератором.
До 2002 года форт использовался как склад патронов, а затем брошен.

### Северный форт 2 (Северная батарея 2)
60°01′41″ с. ш. 29°47′28″ в. д.
Построен в 1855—1856 годах (Э. И. Тотлебен), перестроен в 1862—1867 годах (К. Я. Зверев).
Пока форт находится в относительно сохранившемся виде.

### Северный форт 3 (Северная батарея 3)
Северный форт № 3 (Северная батарея № 3)
60°01′21″ с. ш. 29°49′16″ в. д.
Построен в 1855—1856 годах (Э. И. Тотлебен), перестроен в 1862—1867 годах (К. Я. Зверев).
Во время строительства КЗС был включен в тело дамбы, прилегающая к форту территория использовалась для депонирования песка. При выборке его бульдозерами сооружения форта пострадали. На 2015 год, территория форта взята в долгосрочную аренду. Планируется консервация объекта.

### Северный форт 4 «Зверев» (Северная батарея 4 «Зверев»)
60°01′16″ с. ш. 29°50′51″ в. д.
Построен в 1864—1869 годах (К. Я. Зверев).
Это был самый интересный с архитектурной точки зрения форт. На этом форту, также как и на форту № 6 под руководством инженера-капитана Ждановича в 1870 г. полы были покрыты природным асфальтом. Это было первое успешное применение этого материала в России, после чего началось асфальтирование улиц столицы.
Перед Первой мировой войной здесь были установлены 4 120 мм орудия Виккерса.
В 1982 году, при выведении кронштадтских фортов из ведения МО в подвалах СБ4 «Зверев» методом сжигания на месте были утилизированы запасы артиллерийских порохов (существует любительская киносъемка пожара). Следы высокотемпературного горения пороха (оплавленный кирпич, выкрошенный гранит) можно наблюдать и в настоящее время.

### Северный форт 5 (Северная батарея 5)
60°01′19″ с. ш. 29°52′26″ в. д.
Построен в 1855—1856 годах (Э. И. Тотлебен), перестроен в 1864—1869 годах (К. Я. Зверев).
Здесь в 1980-х годах учащимися ПТУ № 61 была предпринята попытка восстановления, но из-за отсутствия у государства интереса, инициатива быстро заглохла.

### Северный форт 6 (Северная батарея 6)
60°01′36″ с. ш. 29°53′46″ в. д.

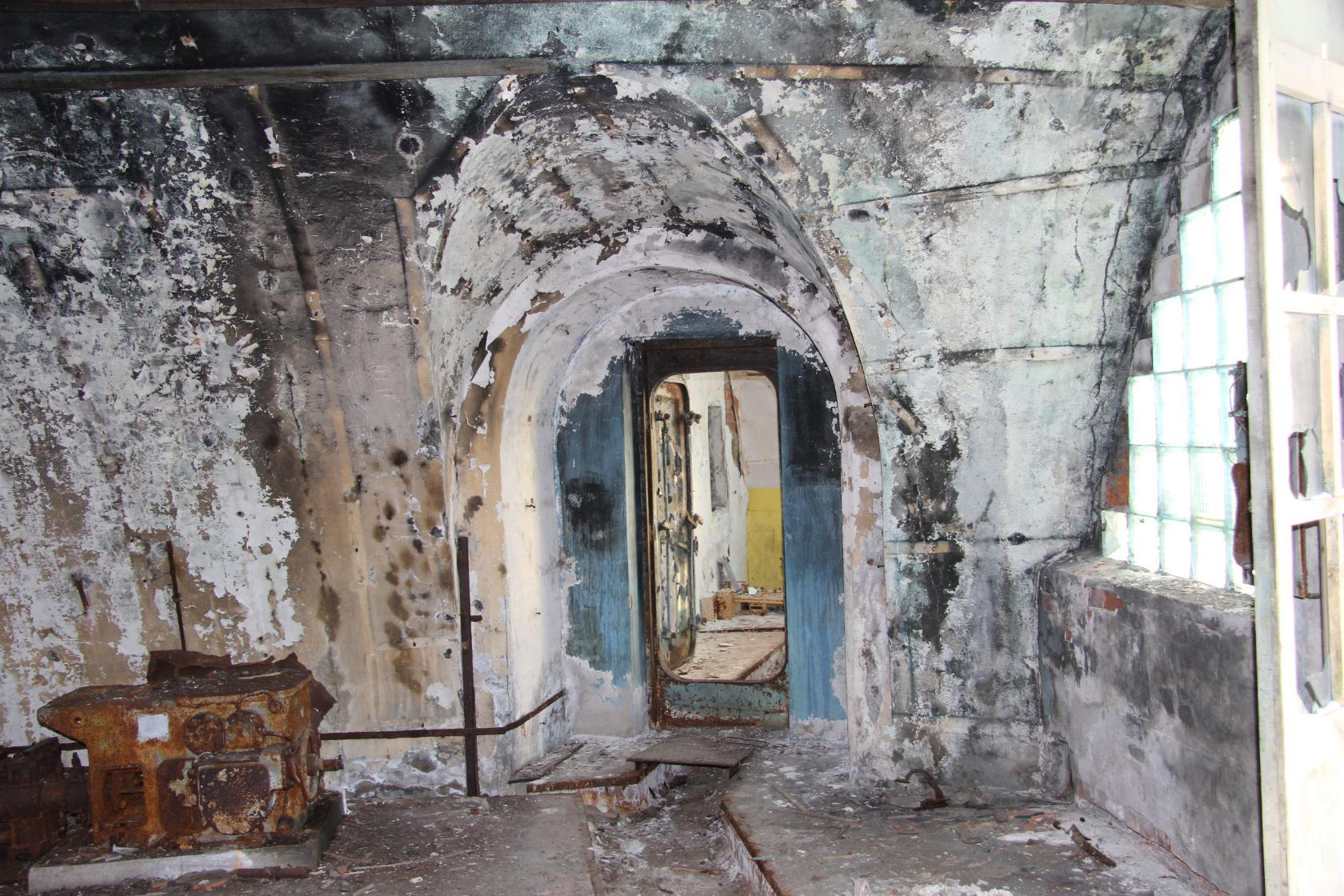

Построен в 1855—1856 годах (Э. И. Тотлебен), перестроен в 1864—1869 годах (К. Я. Зверев).
Перед Первой мировой войной здесь были устроены бетонные дворики для четырёх 6-дюймовых скорострельных пушек Кане.
С 1962 года в форту находились службы военного ведомства (ныне ОАО НИИ «Гидроприбор»), которые без учёта исторической ценности застроили его постройками из силикатного кирпича, полностью исказив архитектурный облик сооружений середины XIX века. До 2017 года сотрудниками этих служб осуществлялась охрана форта. Затем объект был передан Министерству культуры РФ, после чего началось его разворовывание.
В 2018 году с этой батареи неизвестными злоумышленниками и непонятным способом были похищены восемь пушек, каждая весом порядка четырех тонн. Четыре пушки были найдены осенью 2019 года в промзоне Кронштадта и возвращены на форт. Еще четыре орудия обнаружились на дне Финского залива, в марте 2020 года были подняты на поверхность и вернутся на тщательно охраняемую батарею.

### Седьмой северный форт (Северная батарея № 7)
60°01′54″ с. ш. 29°55′06″ в. д.
Построен в 1855—1856 годах (Э. И. Тотлебен, И. Г. Дзичканец), перестроен в 1857—1866 годах.
Северная батарея № 7 — ближайшая к сестрорецкому берегу. Сооружение включает четыре типовых казематированных траверса, соединенных земляными валами. При строительстве водозащитных сооружений батарея была соединена с дамбой и в её районе расположилась стоянка строительной техники. Кроме того, в гавани соорудили новый пирс, от которого прямо сквозь земляной вал пробили дорогу. Несмотря на это, общая степень сохранности здесь была достаточно велика и «семерка» долгое время являлась одной из лучших площадок для возможной организации музея береговой обороны.

### Форт «Тотлебен» («Первомайский»)
60°05′07″ с. ш. 29°50′55″ в. д.
Форт «Тотлебен» был построен в 1896—1913 годах (А. А. Шишкин).

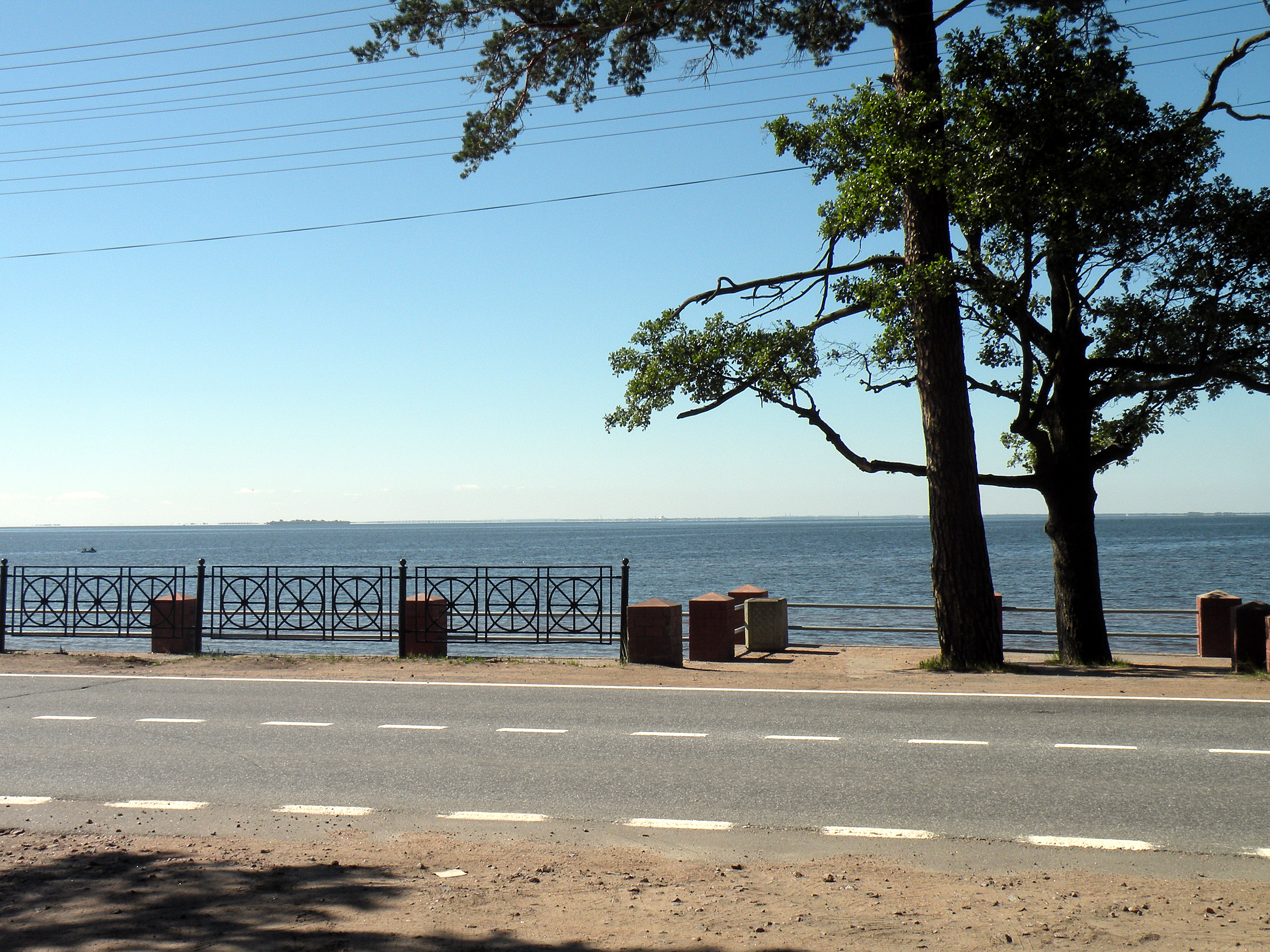
Вид на форт «Тотлебен» с Приморского шоссе
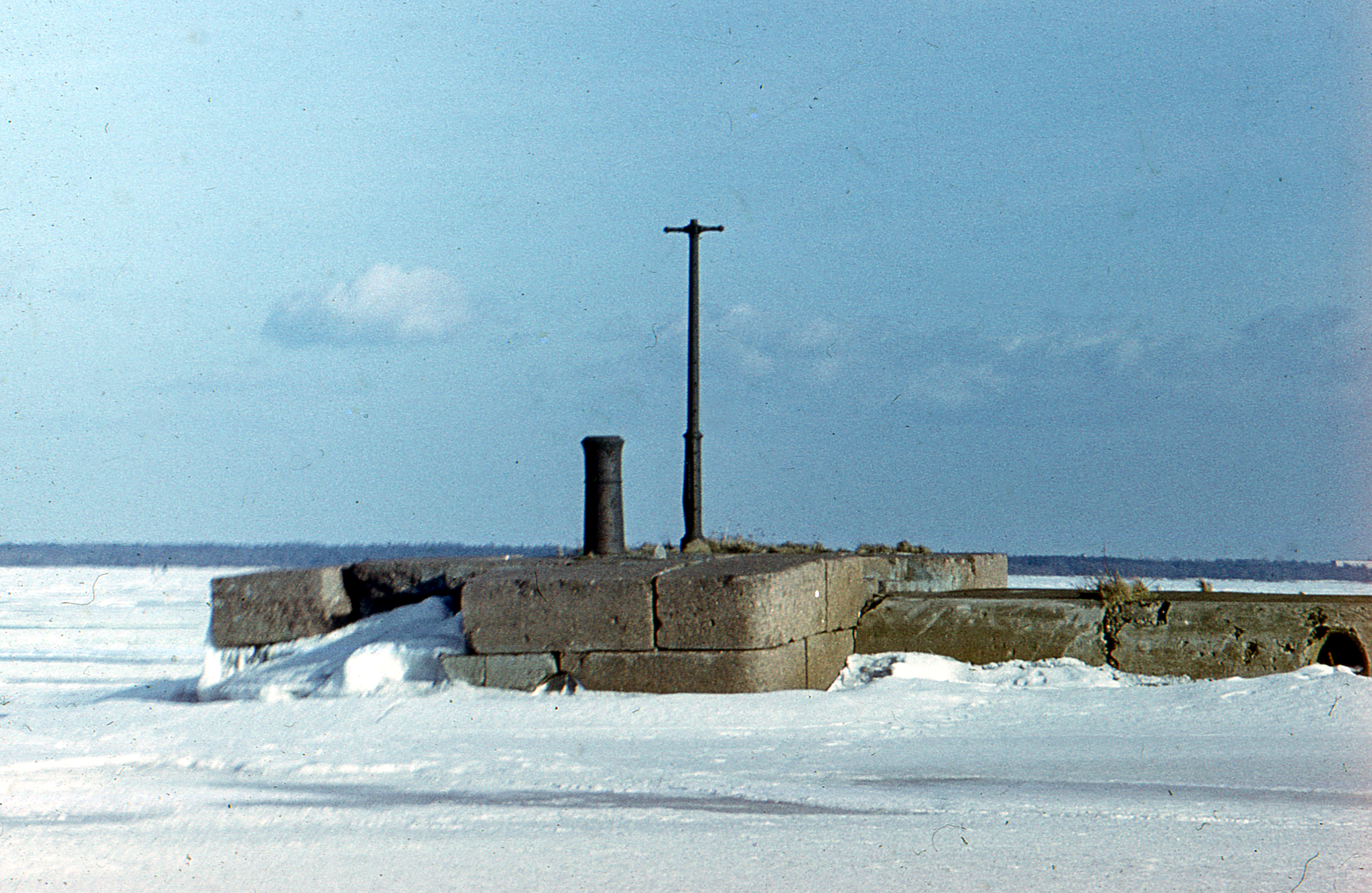
Мол форта «Тотлебен»
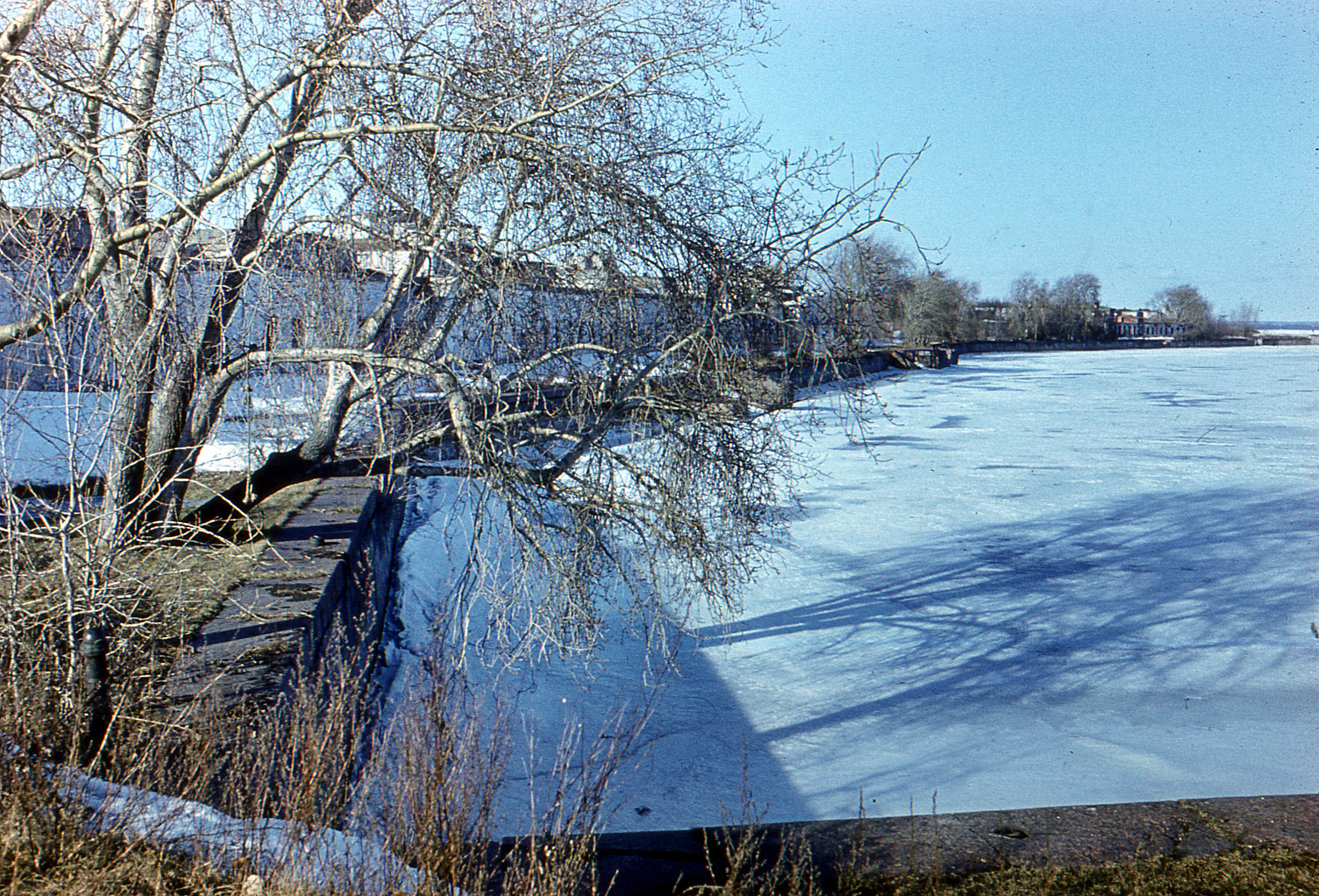
Ковш форта «Тотлебен»
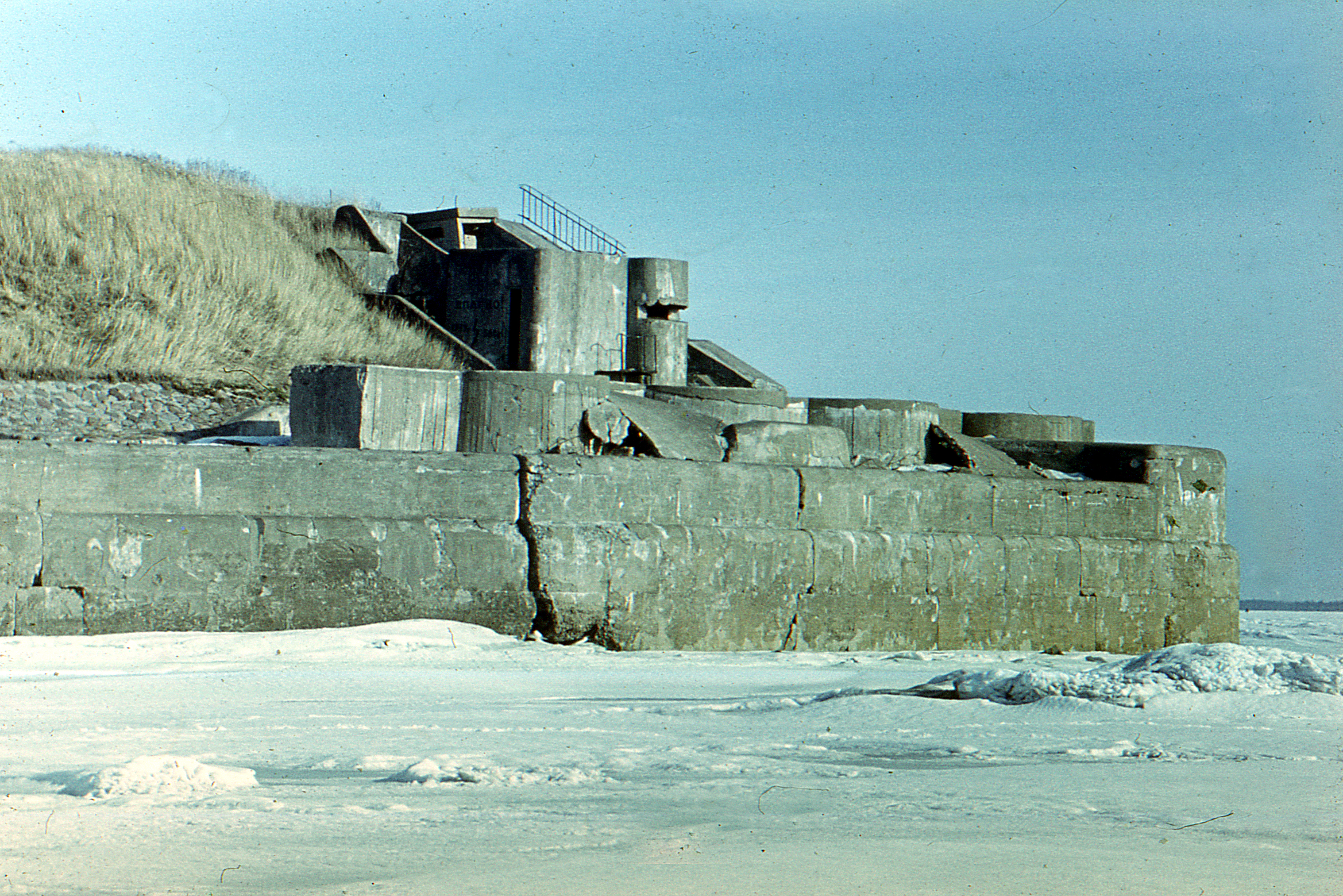
Форт «Тотлебен» со стороны моря
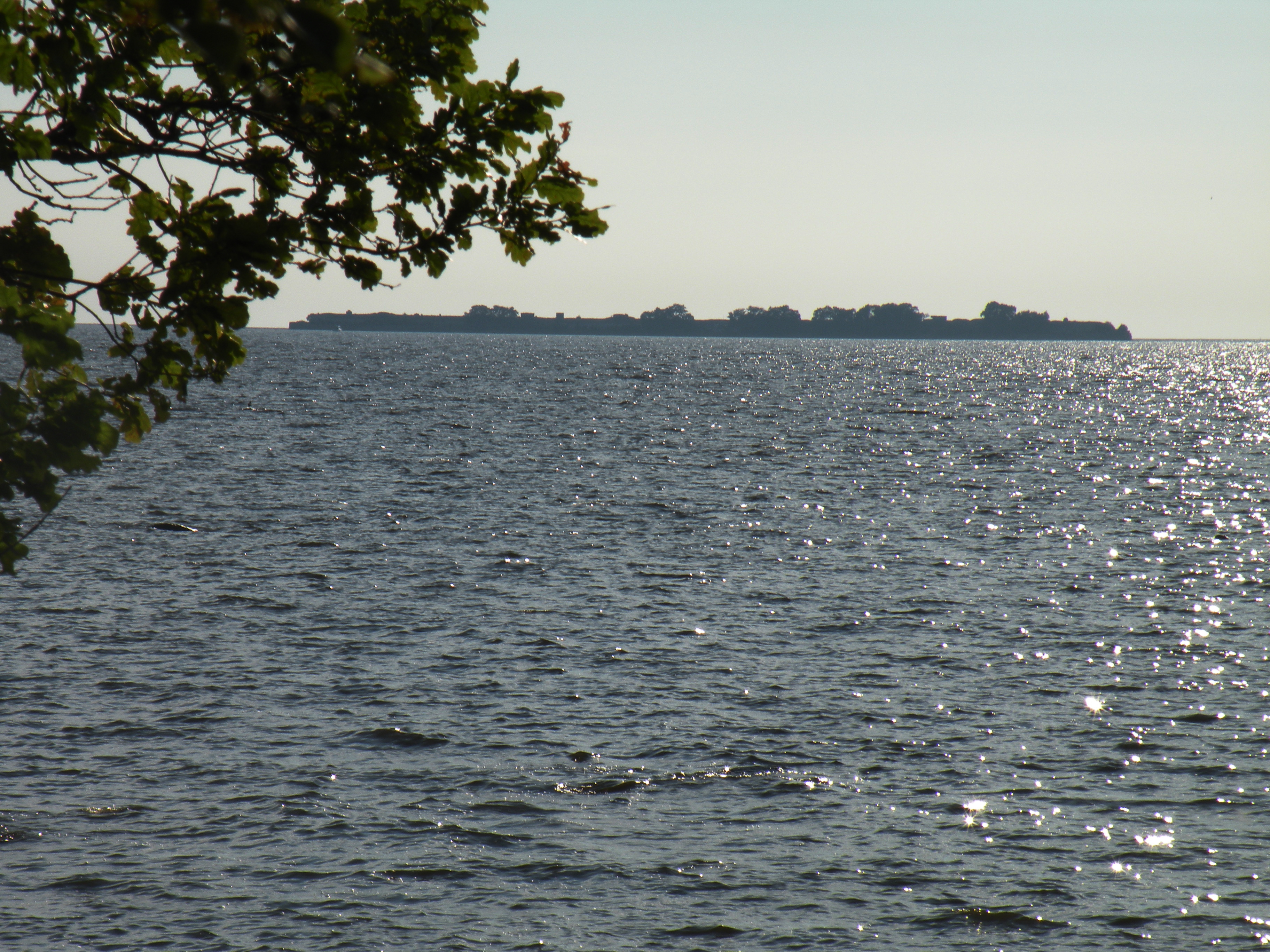
Вид на форт «Тотлебен» из Дубков (Сестрорецк)

Этот форт под литерой «А» располагается на искусственном острове и имеет три фронтальных и два коротких фланговых фаса общей протяжённостью 700 м. Тыльная часть представляла собой военную улицу. Команда форта состояла из 700 человек. Форт «А» располагался в 4 км к западу от Сестрорецка и в 10 км от Котлина на глубинах 2—4 м.

### Форт «Обручев» («Красноармейский»)
60°03′34″ с. ш. 29°43′18″ в. д.
Форт «Обручев» был построен в 1896—1913 годах (А. А. Шишкин).
Форт «В», сразу же переименованный по случаю ухода Обручева на пенсию, был больше. Протяжённость его боевого фронта была 950 м. Команда форта — 900 человек. Форт «В» строился по другую сторону от Северного фарватера в 7 км к юго-западу от «А» и 4 км от Котлина на глубинах 4—5 м.

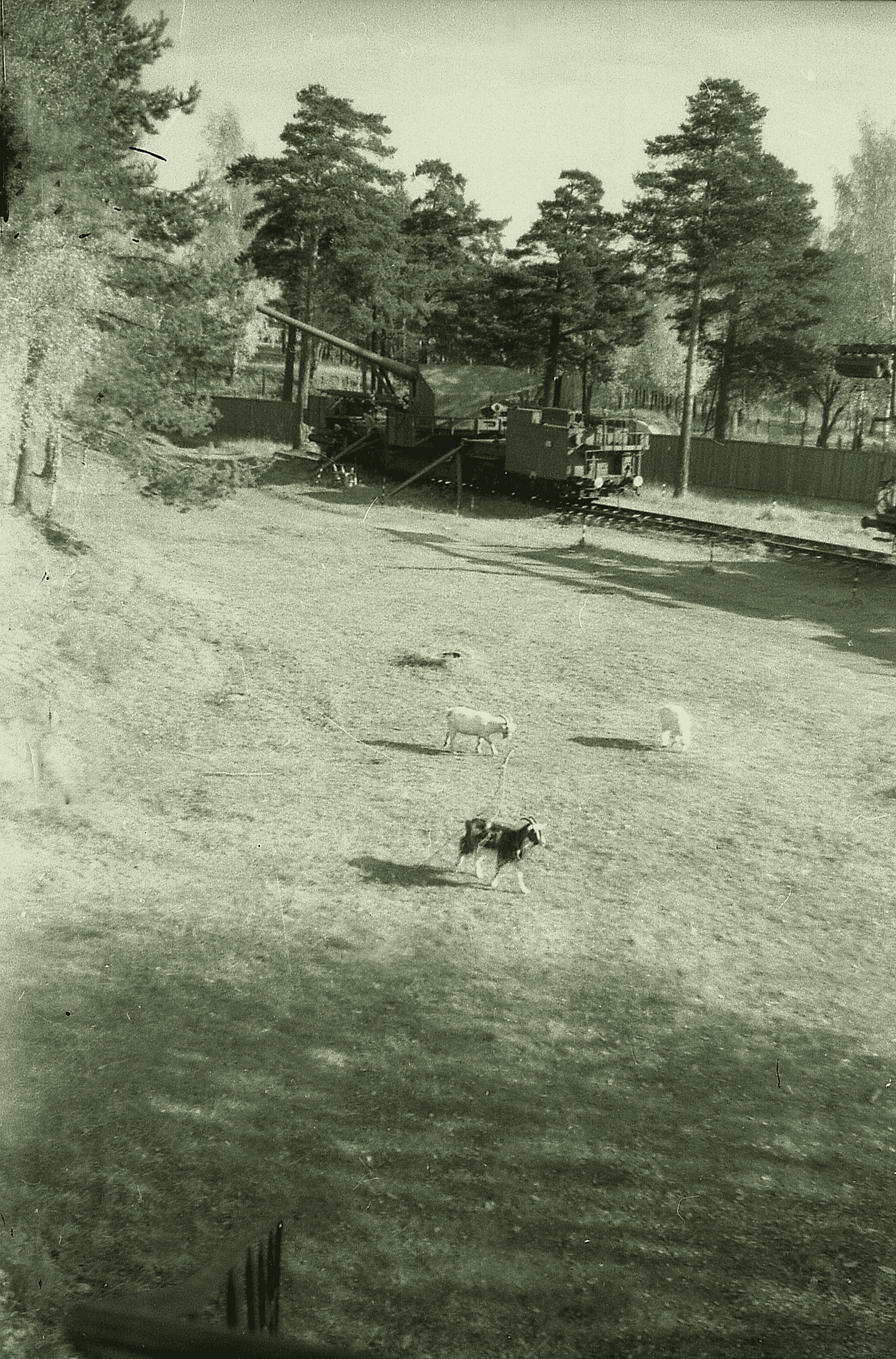
Общий вид форта Красная Горка.

## Окончание строительства морских фортов
В 1895 в бытность генерал-адъютанта Обручева начальником Генерального штаба на основании заключения компетентной комиссии было решено создать на Северном фарватере две мощные морские батареи, на Кронштадтской косе, на Финском и Ораниенбаумском берегах. Форты «Пётр I», «Александр I», «Кроншлот» и батарея «Князь Меншиков» были исключены из списка оборонительных сооружений. Морские форты «А» и «В» было решено вооружить 106 орудиями и устроить там бетонные казематы, погреба и помещения для обслуживающего персонала.
Для участия в составлении проекта был назначен инженер-капитан Шишкин А. А. Строительство началось в 1897 году.

## Береговые форты
Ещё до окончания постройки фортов «А» и «В» и после потери Порт-Артура стало ясно, что любой укреплённый район должен обладать стратегической глубиной, исключающей возможность обстрела прикрываемого объекта и узловых объектов самого укрепрайона. В связи с этим встал вопрос о необходимости выноса сильных артиллерийских позиций на Запад, в сторону выхода из Невской губы Финского залива.
К тому же в мировом военном кораблестроении наметился переход к новому классу артиллерийских кораблей, названных по имени первого образца дредноутами (конструктор Фишер), каждый из которых по боевой мощи (10 12-дюймовых орудий с длиной ствола 45 калибров) был эквивалентен, по крайней мере, трём броненосцам начала века. В ответ на это в Петербурге на Балтийском и Адмиралтейском заводах были заложены линейные корабли, имевшие 12 12-дюймовых орудий в четырёх башнях.

### Форт «Красная Горка»
Галерея: форт в последнее десятилетие XX в.

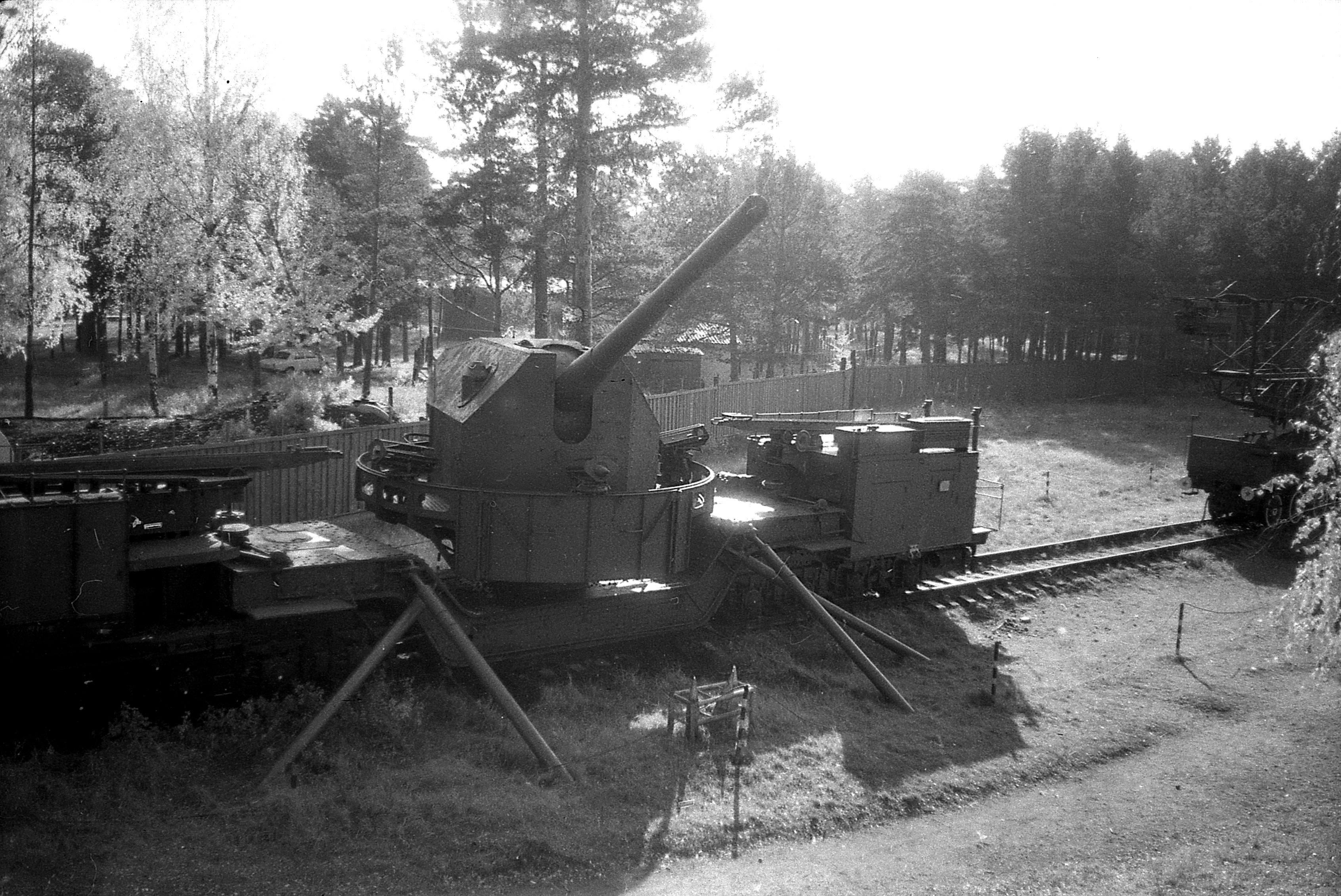
Артустановка ТМ-1-180 (180 мм)
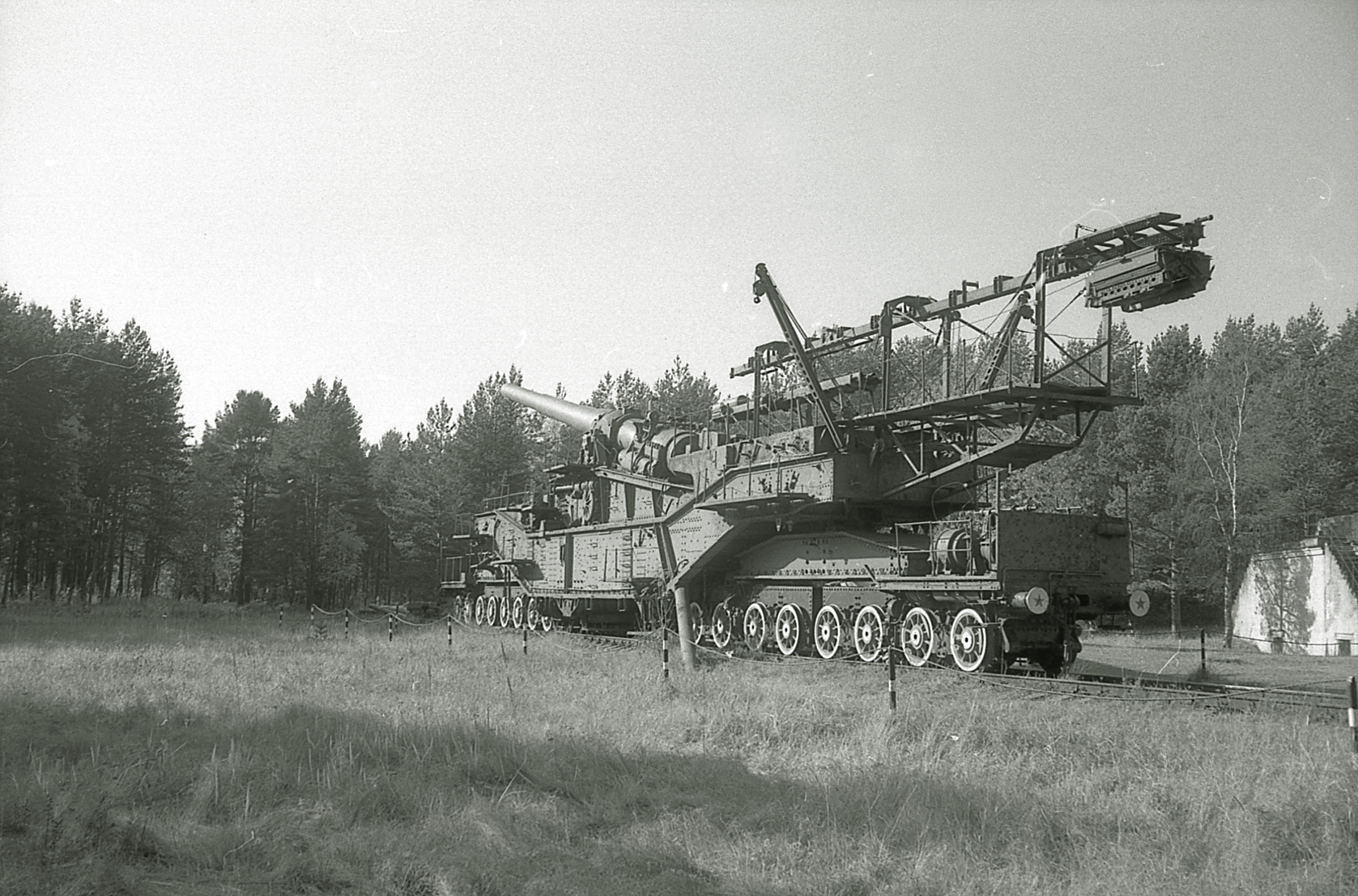
12" Артустановка ТМ-3-12 сзади (305 мм)
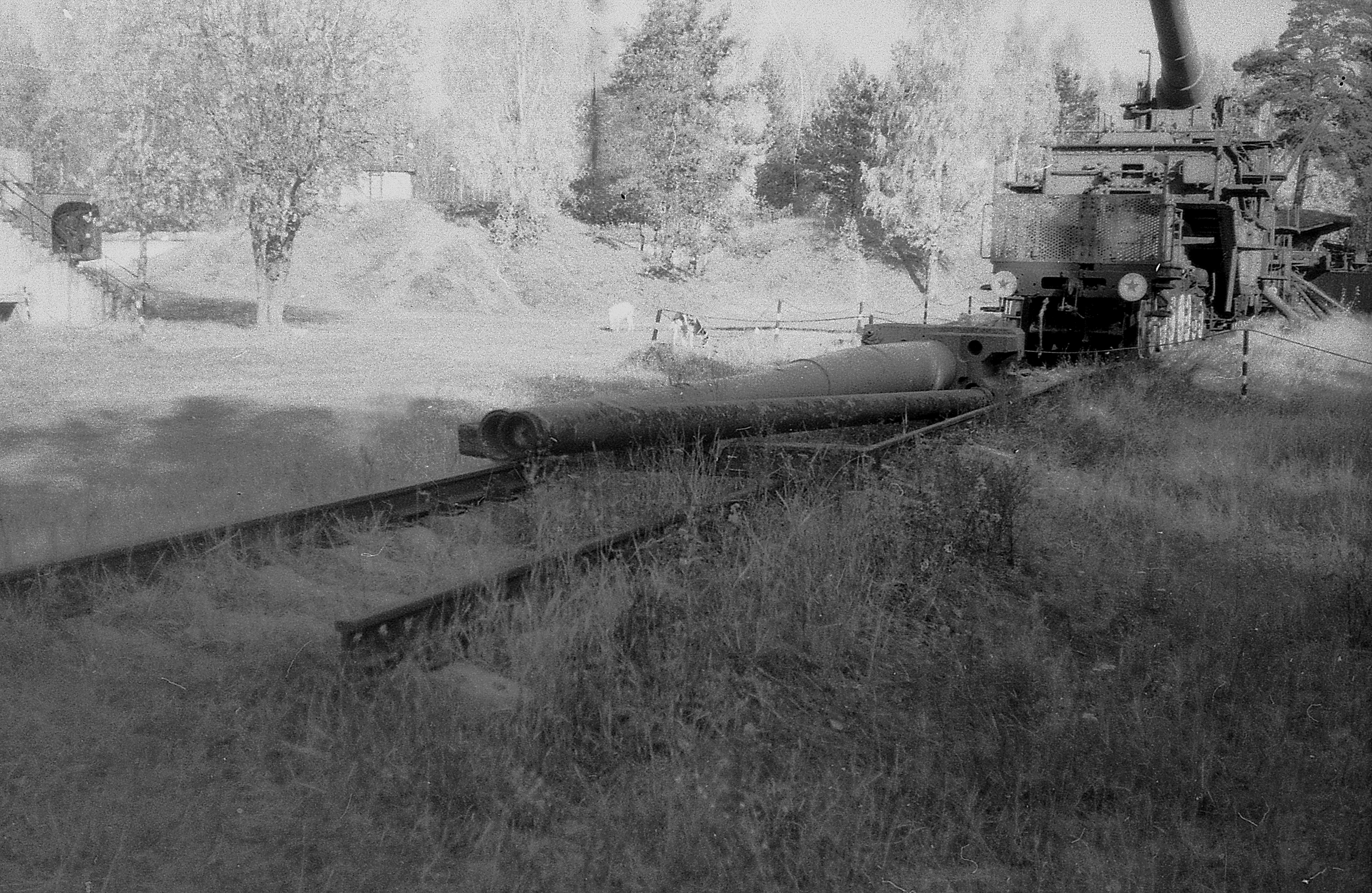
Ствол и лейнер
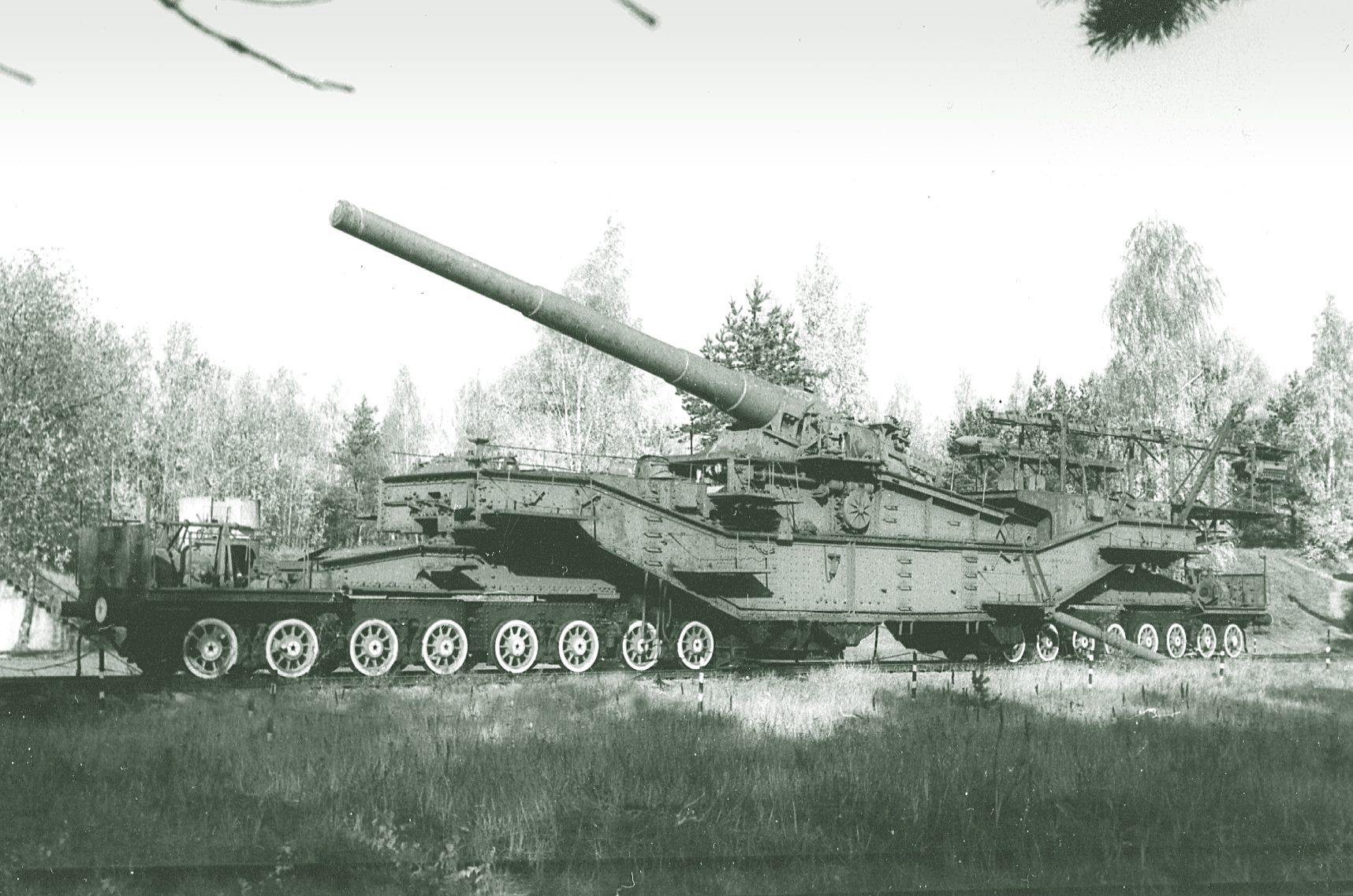
12" Артустановка ТМ-3-12 (305 мм)
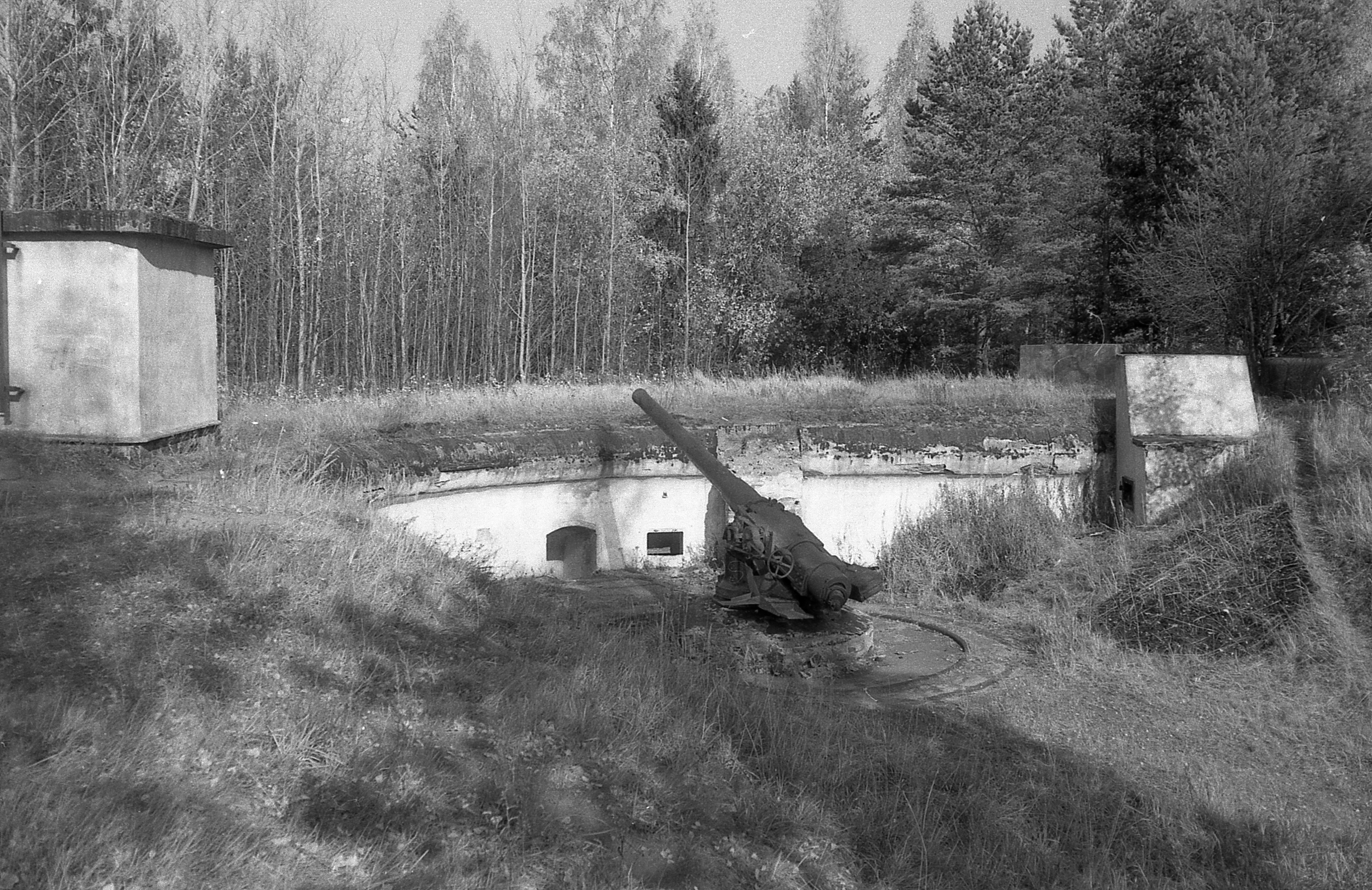
Пушка Кане за барбетом.
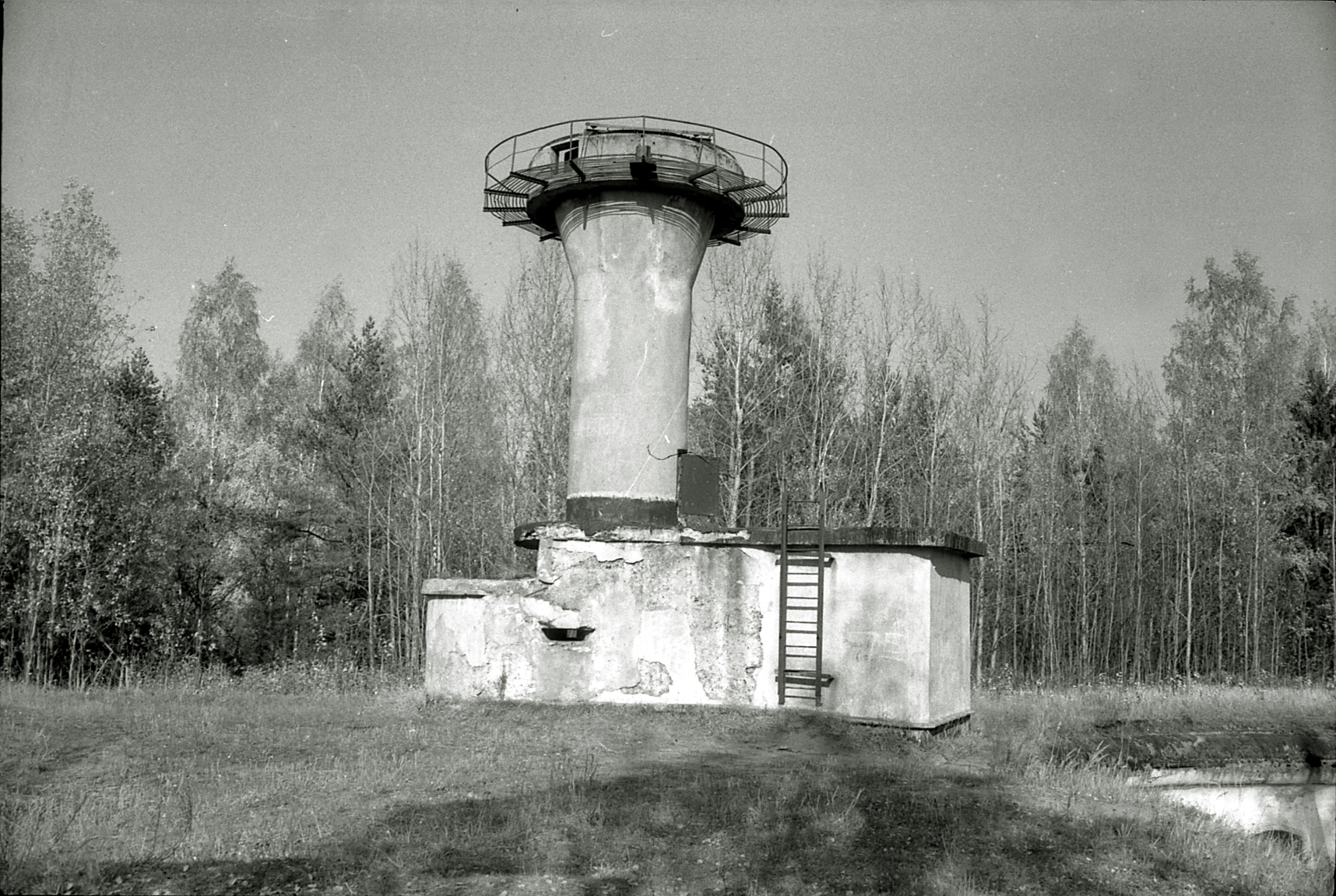
Командно-дальномерный пункт.
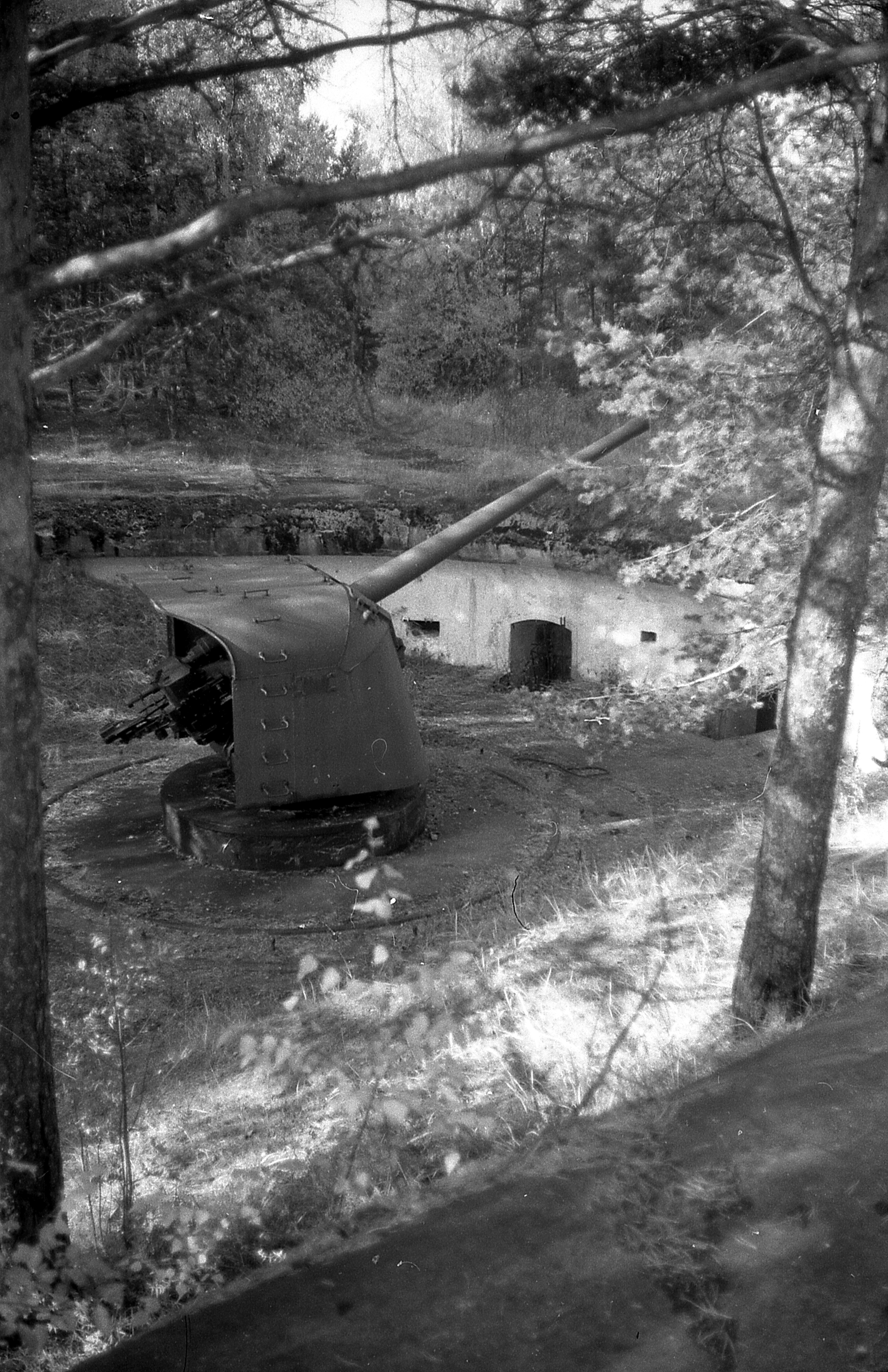
Корабельное орудие. Общий вид.
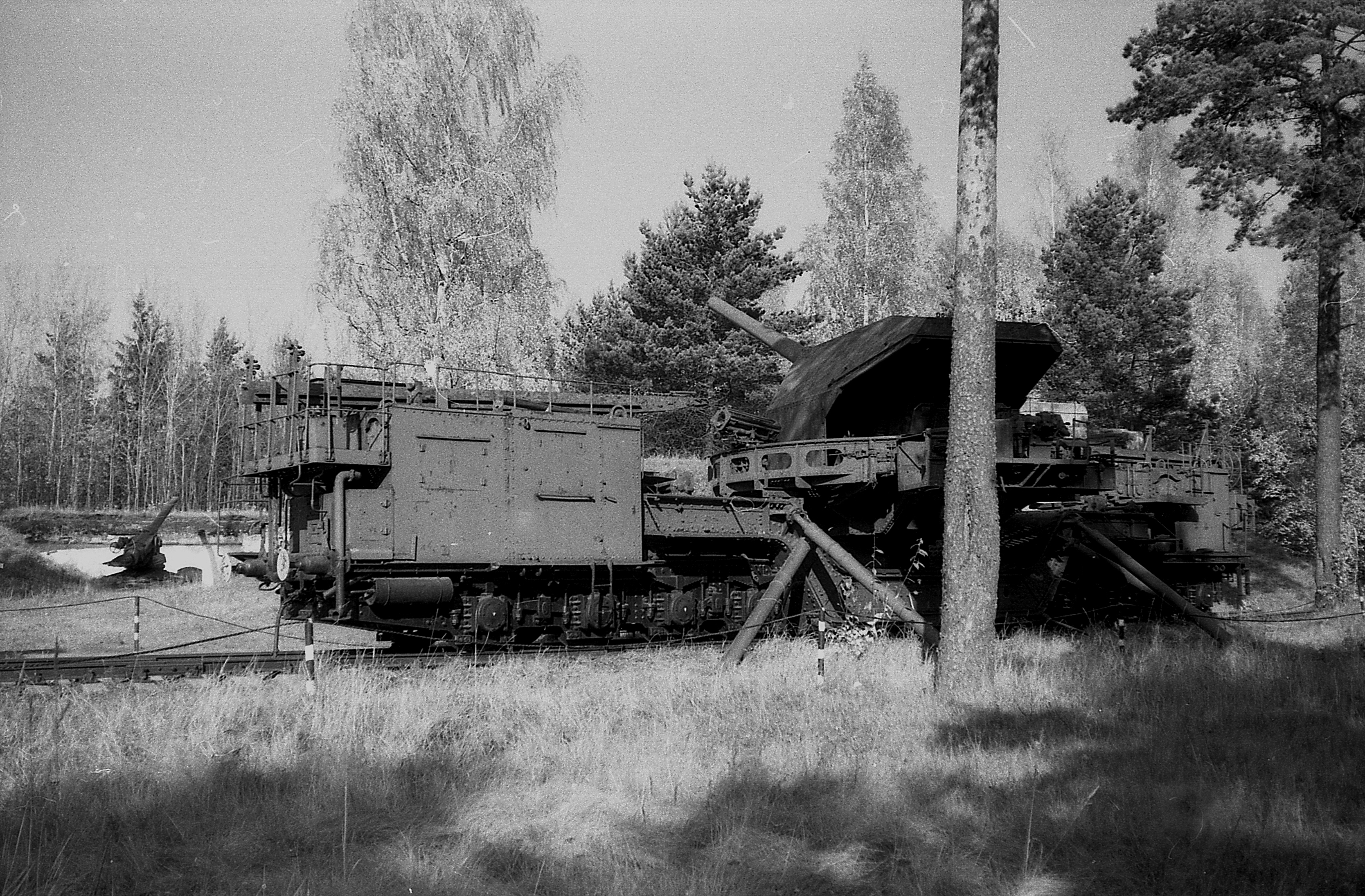
Ж.Д.Артиллерийская установка ТМ-1-180.
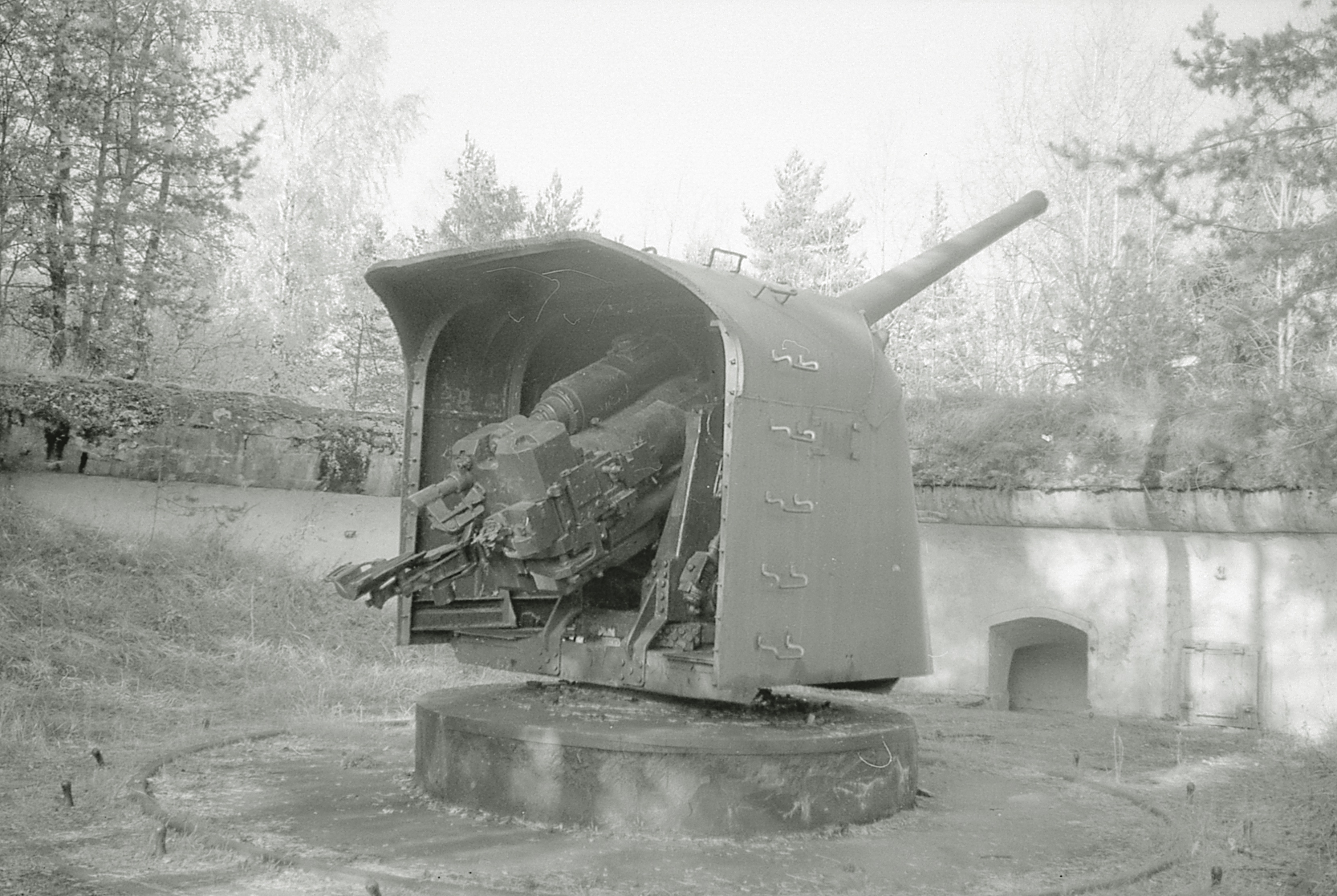
Корабельное орудие (100 мм)
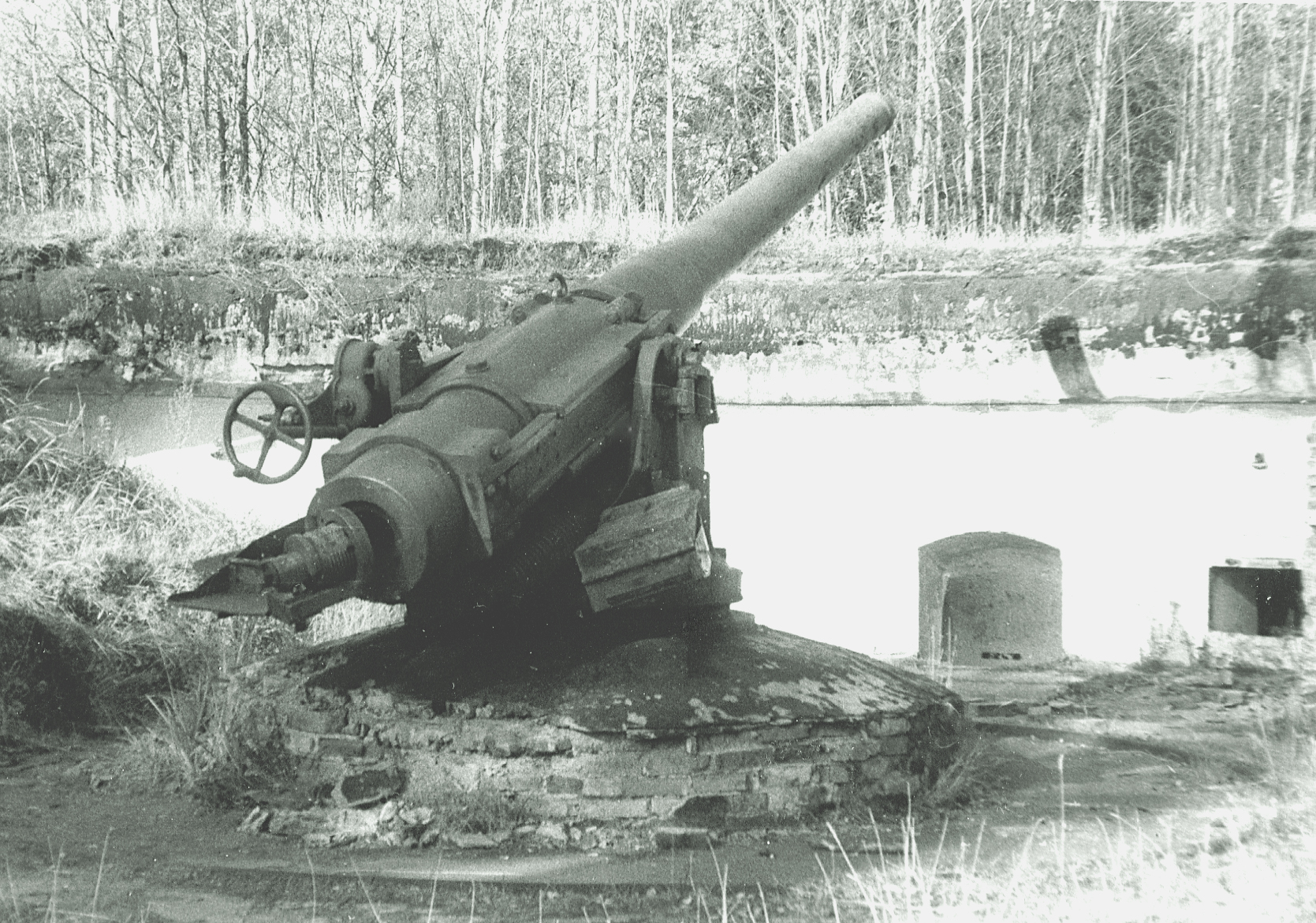
6" Пушка Канэ. (152 мм)
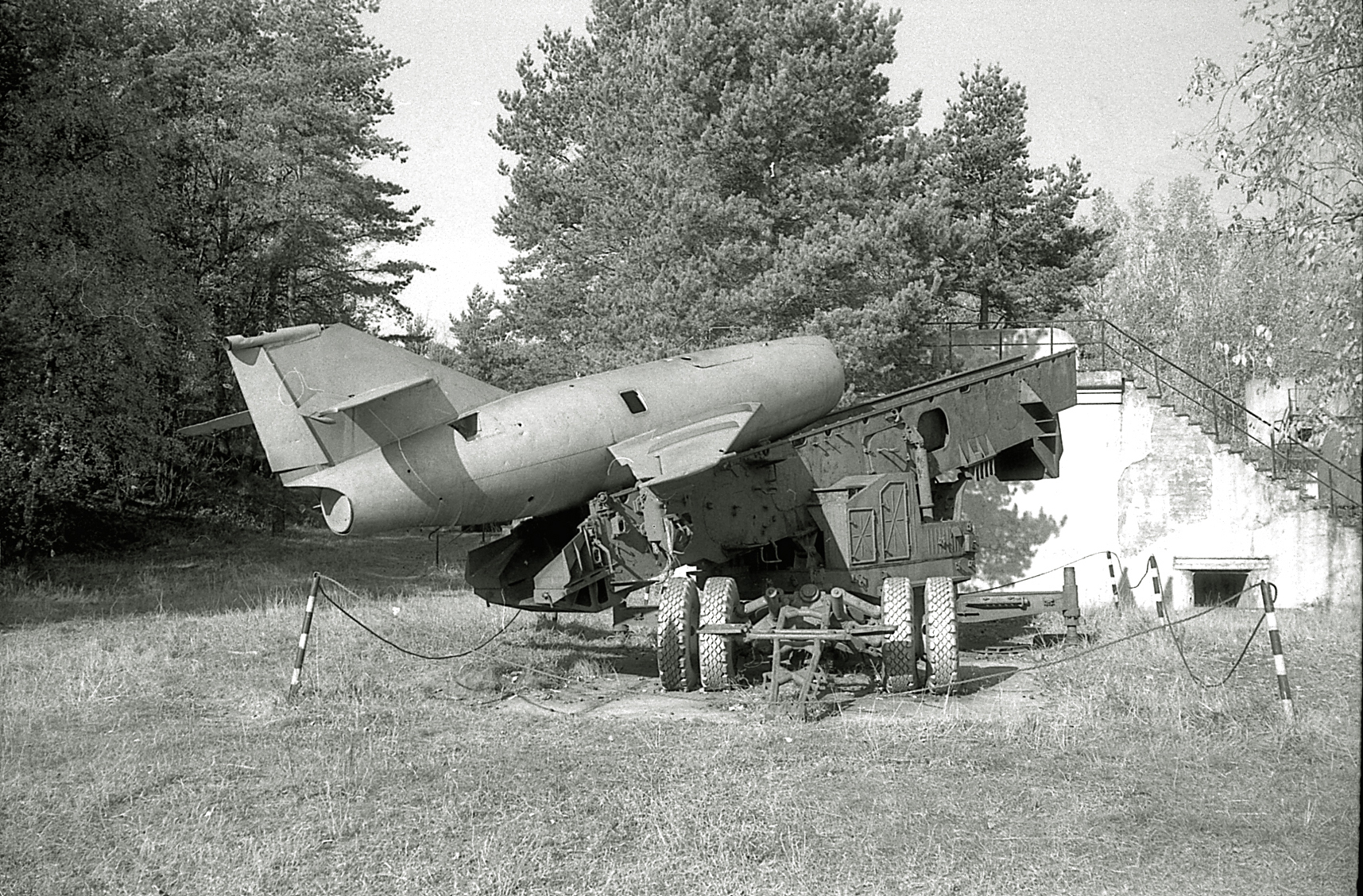
Крылатая ракета на пусковой установке (комплекс береговой обороны «Сопка»)
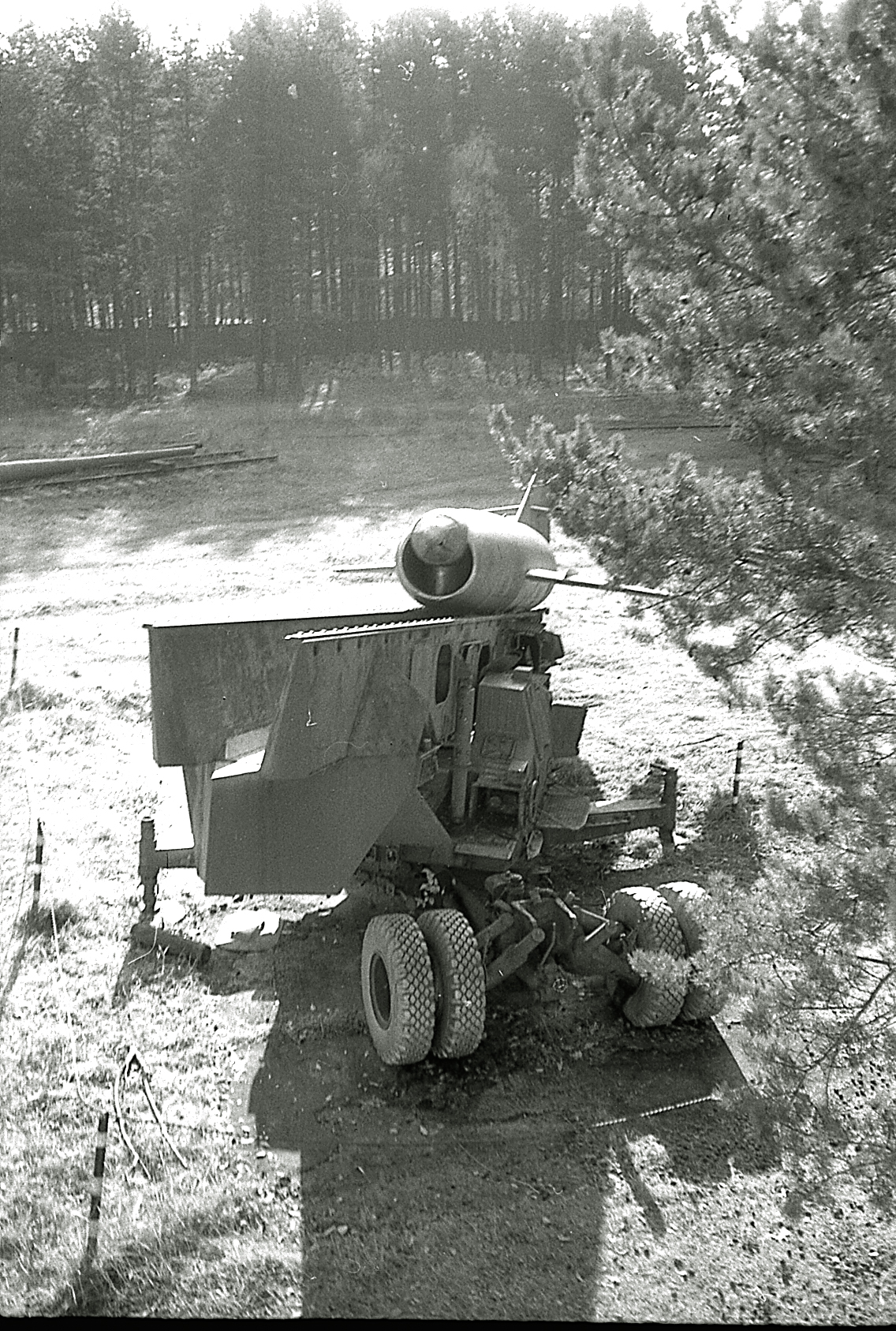
Крылатая ракета

### Форт «Ино»
Форт «Ино» был построен на мысе Инониеми, как пара для форта «Красная Горка».
По некоторым данным на территории форта и военной базы (восточнее пос. Песочное), непосредственно прилегающей к форту, находится могильник боевых радиоактивных веществ и присутствует пятно радиоактивного заражения.

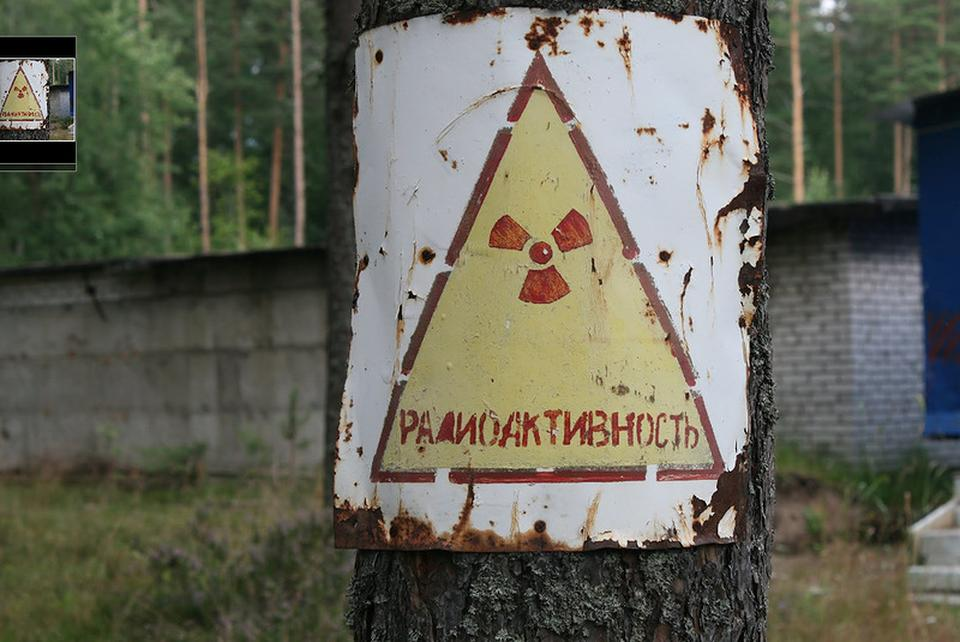
Форт Ино. Знак радиоактивного загрязнения

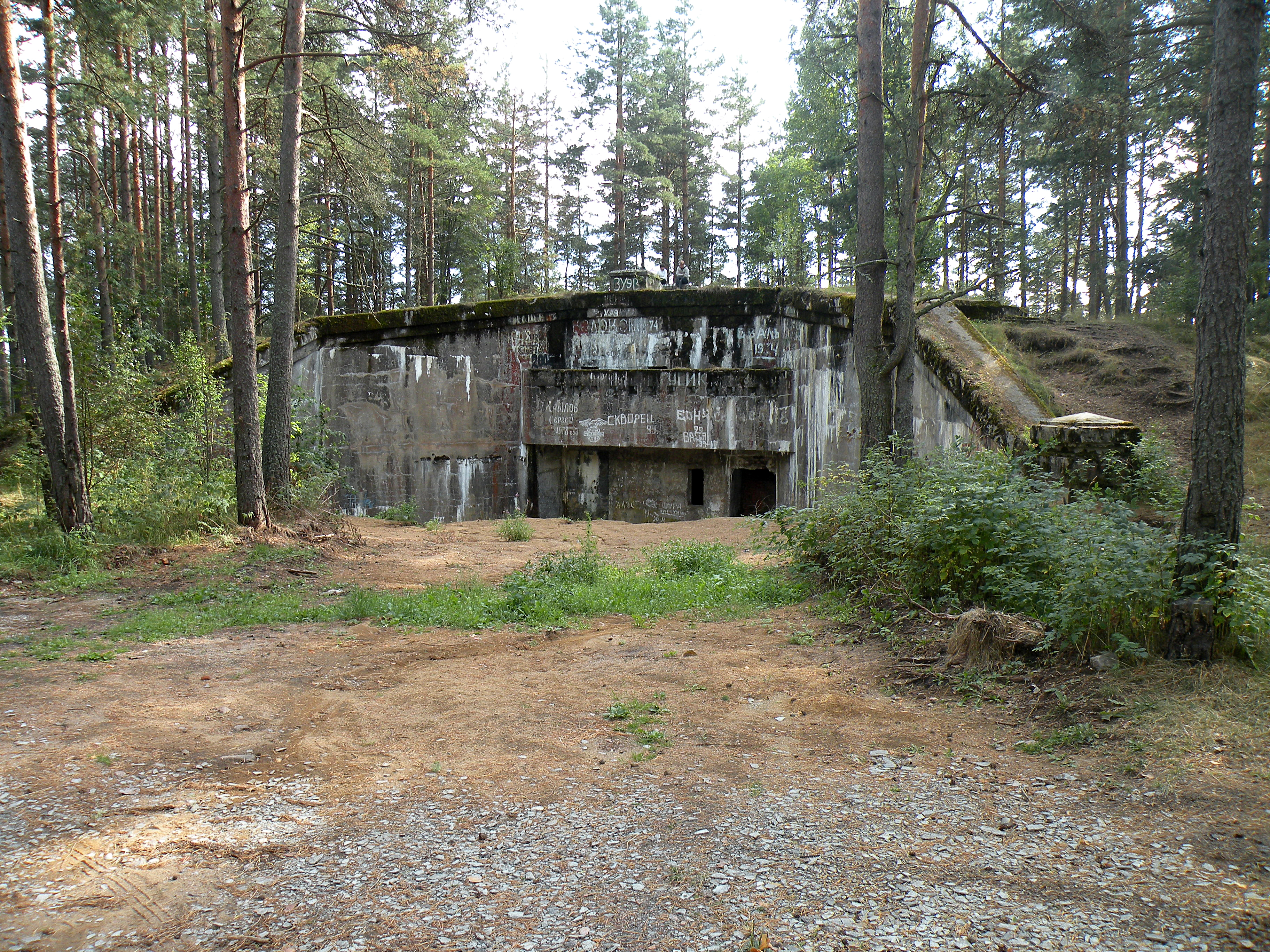
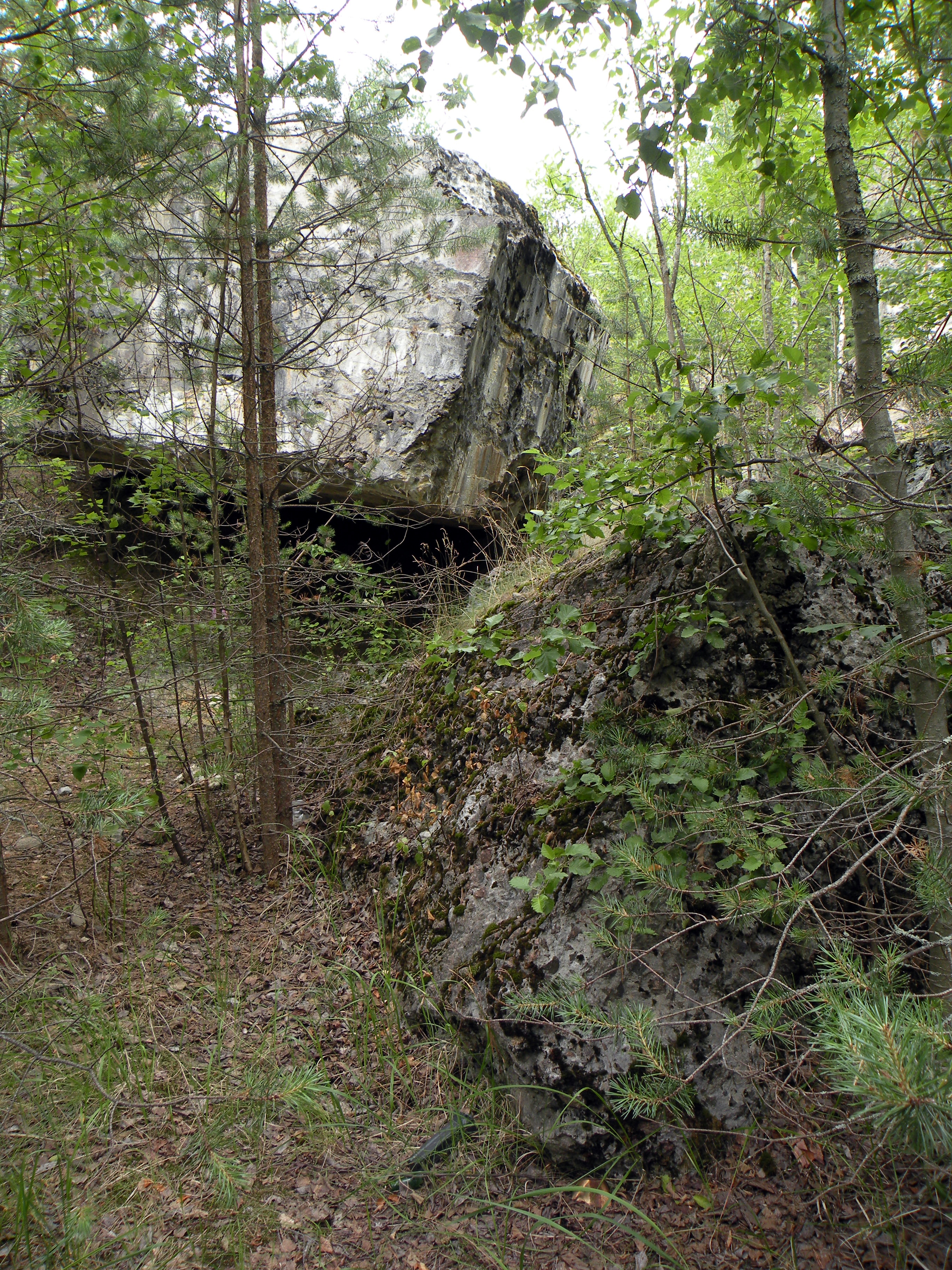
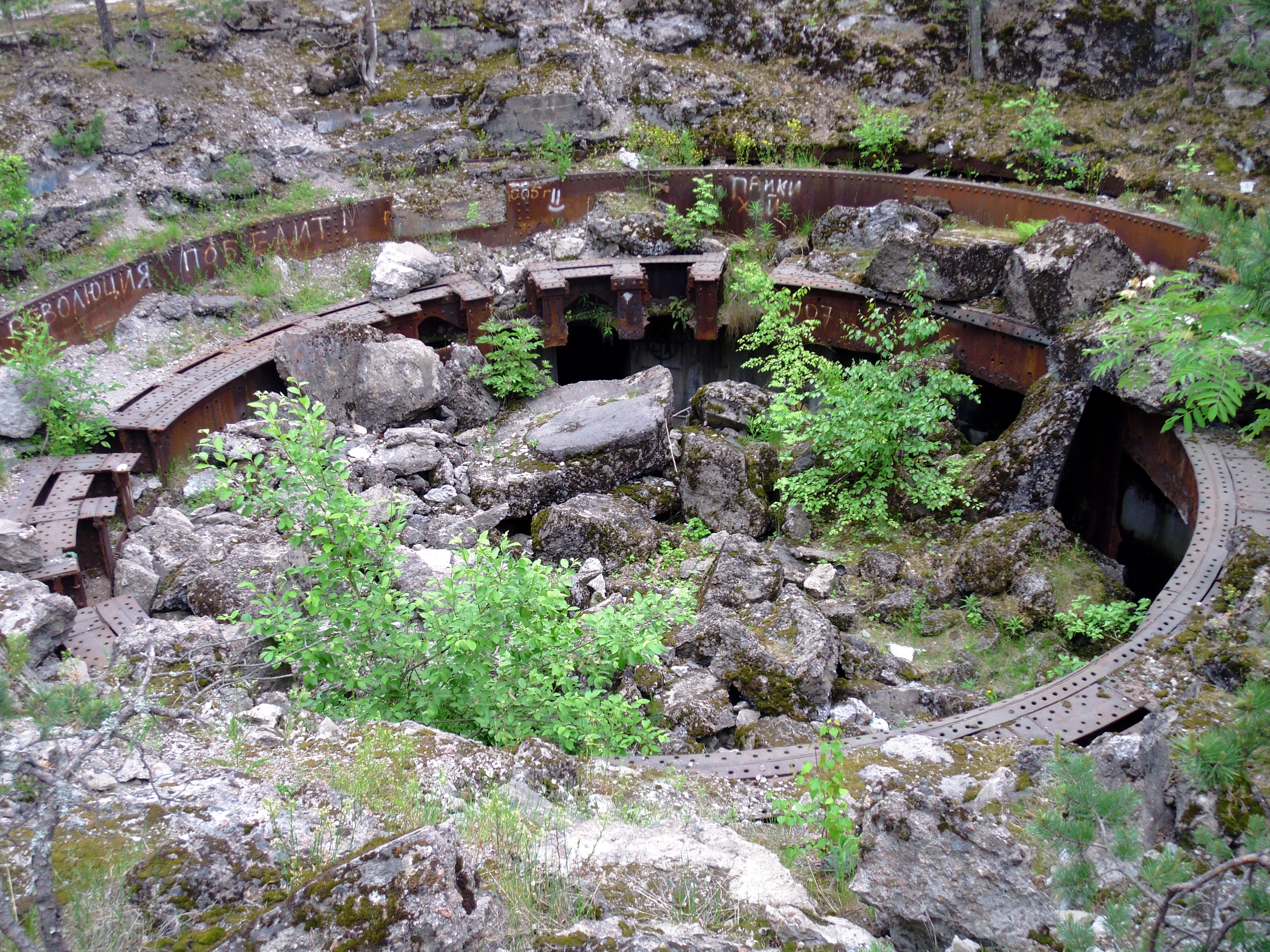
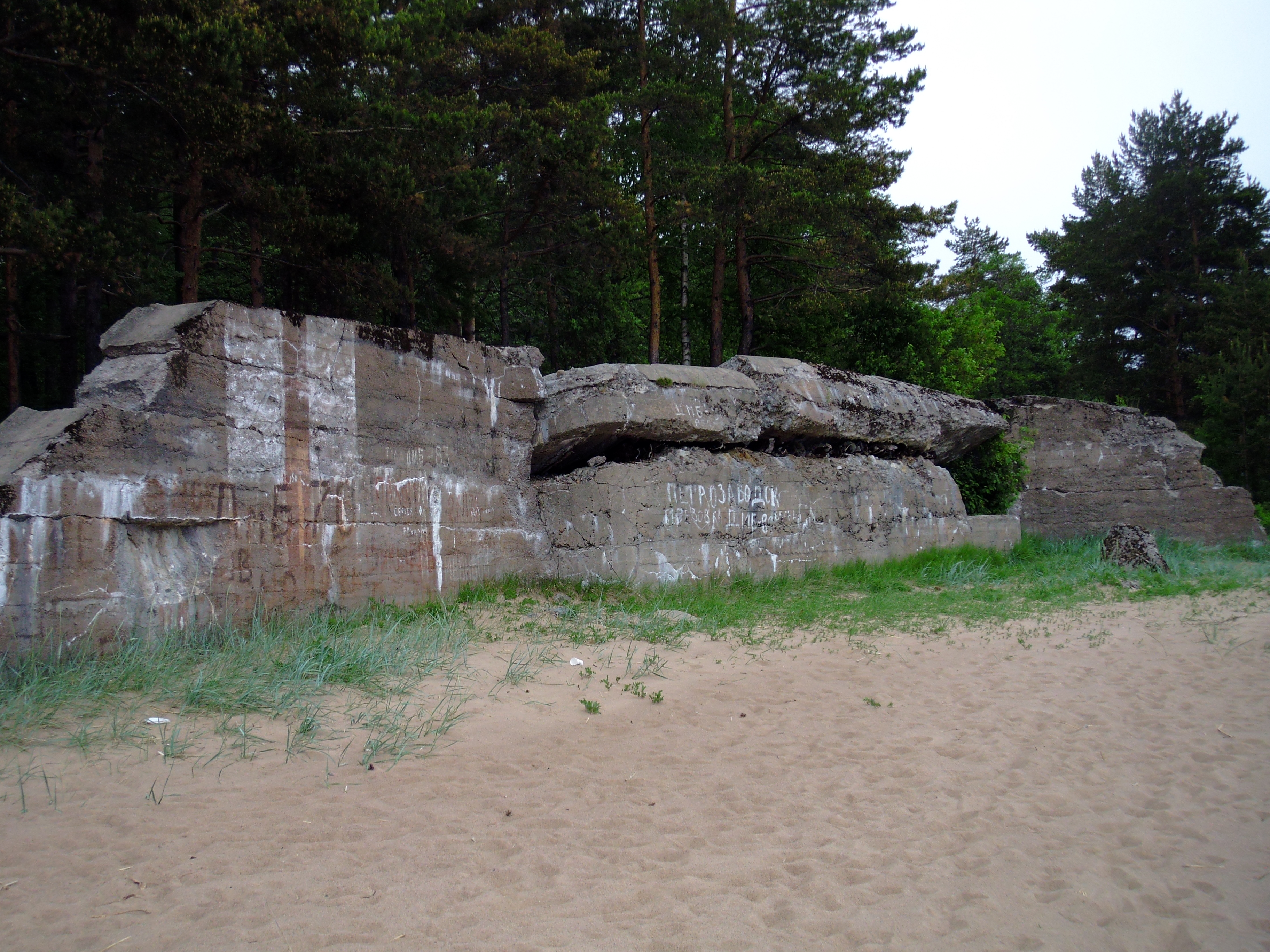

## Собственнокрепость «Кронштадт»
В ноябре 1703 года в Петербург пришло первое иностранное судно голландского шкипера Выбеса, доставившее соль и вино. Шкипер получил объявленную Петром премию — 500 золотых. А 22 июня 1715 года Пётр торжественно встречал сразу 45 голландских и английских торговых кораблей. Стала очевидной необходимость постройки просторных и удобных для стоянки и разгрузки кораблей гаваней. Для ускорения дела Пётр назначил губернаторов лично ответственными за проведение работ в отведённых им участках, для чего вызвал их в Кронштадт. В марте 1719 года было завершено строительство Купеческой гавани.
Строительство крепости началось через двадцать лет после того, как началось сооружение фортов и закончилось приблизительно в конце XIX века.
Генеральный план строительства на острове, включавший план застройки города был утверждён Петром в 1721 году. Город должен был быть окружённым крепостной оградой бастионного начертания с запада, севера и востока. С южной стороны город должен был быть защищён стенками гаваней.
7 октября 1723 лично Петром была произведена закладка крепости, которая была названа Кронштадтом. Фронты крепостной ограды были расположены по системе Кегорна (При Петре II было предложено строить эти фронты по простой бастионной схеме Вобана). На вооружении крепости состояло 358 пушек, 11 гаубиц и 19 мортир, из них 257 орудий защищали фарватер. В гарнизоне числились 71 офицер и 2664 нижних чина.
Для облегчения перевозки грузов в пределах города были построены каналы, а также доки, после чего город превратился в первоклассную верфь. Для жилых строений были отведены участки — для рядовых граждан размером 32×12 м, для знатных — той же длины, но шириной, выбираемой по желанию.
Обязательным требованием, которое соблюдалось в России до конца XX в (когда речь касалась участков, предоставляемых казной), было запрещение устройства заборов и оград, что позволяло строениям иметь благоустроенный строгий вид.
Вскоре после смерти Петра почти все работы в крепости перешли под управление генерал-фельдмаршала Б. К. Миниха до его отставки в 1740 году. С 1727 года этот «Обердиректор над фортификациями Российской империи» был непосредственно подчинён Военной коллегии. Им был разработан новый штат российских крепостей, где особое внимание было уделено Кронштадту.
В 1734 году были, в качестве опыта, начаты работы по замене деревянных ограждений гаваней каменными. Однако из-за нехватки каменщиков и начавшейся войны с Турцией через три года эти работы были свёрнуты. Октябрьская буря 1757 года снова нанесла значительный ущерб укреплениям. Опять встал вопрос о начале каменного строительства, но произведённый расчёт затрат показал, что восстановление с использованием дерева обойдётся в 20 раз дешевле, что отсрочило работы в камне на четверть века.
В 1752 году в торжественной обстановке в присутствии Елизаветы Петровны был открыт кронштадтский канал, сразу же названный именем Петра Первого Великого.
25 марта 1784 году адмирал Самуил Грейг подписал план устройства Адмиралтейства в Кронштадте. По указанию Екатерины II авторитетная комиссия рассмотрела его и 18 января 1785 года императрица подписала рескрипт, поручавший Грейгу начать перевод Адмиралтейства из Петербурга в Кронштадт. Составленный Грейгом план определил во многом ход застройки города служебными и жилыми зданиями, складами и госпиталями.
В крепости началось каменное строительство. Проводилось и углубление гавани, причём в качестве рабочей силы были использованы заключённые.
В результате наводнения 1824 года погибло 96 жителей города, а сам город чрезвычайно сильно пострадал.
В 1827 году был заново утверждён план города, мало чем отличавшийся от старого.
В 1858 году состоялось открытие крупнейшего в городе промышленного предприятия — Пароходного завода. Для транспортировки тяжёлых грузов с завода в доки и обратно, улицы, по котором производилась транспортировка, были мощены чугуном. Также для улучшения транспортной ситуации на острове Котлин было начато строительство крепостной железной дороги. К началу XX века общая протяженность железнодорожной сети на острове составила 46 вёрст.
Немалое внимание уделялось благоустройству города.

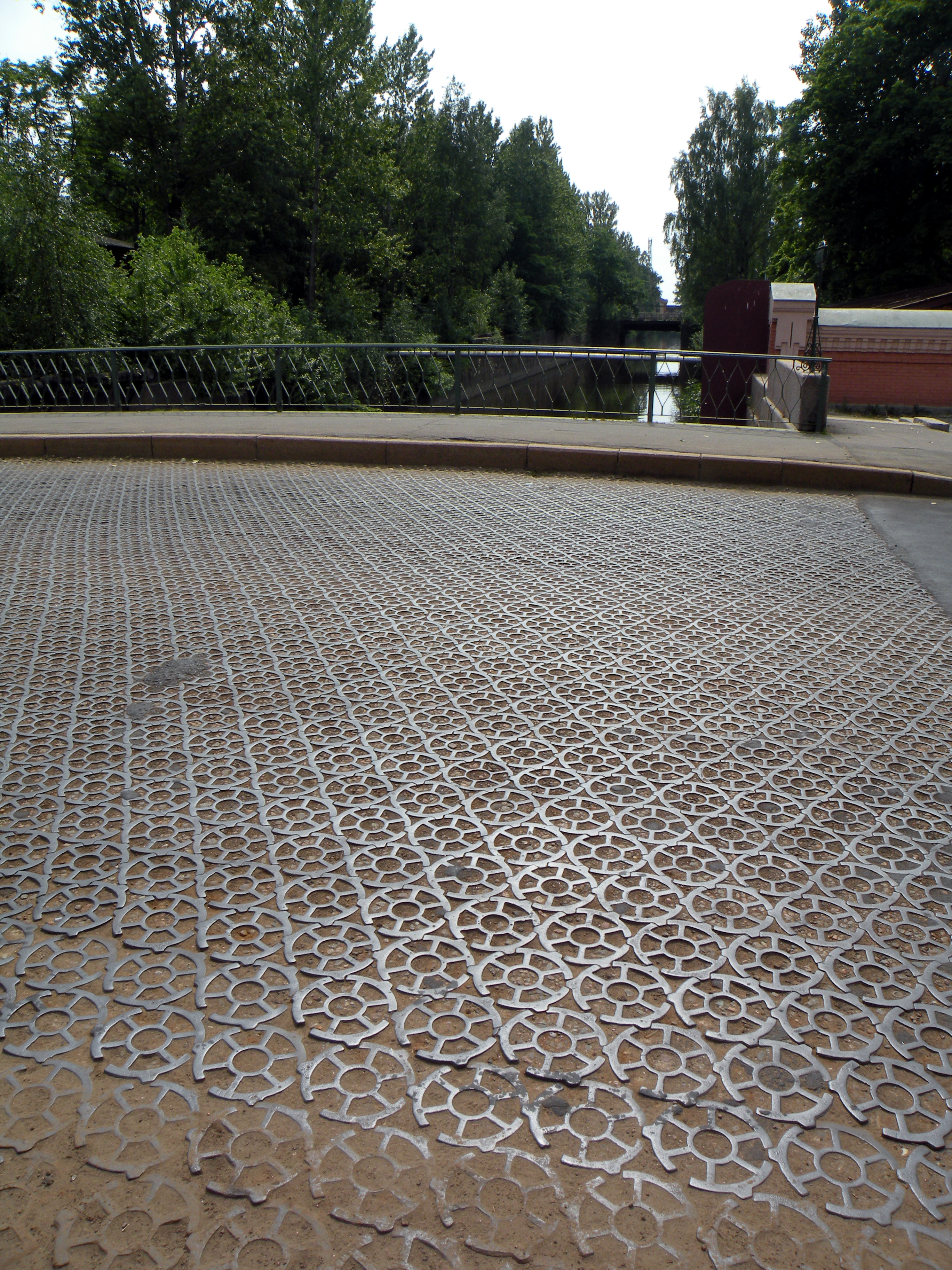
Мощённый чугуном Пеньковый мост через Обводный канал.

После окончания работ по укреплению обороны города он стал напоминать в плане неправильный четырёхугольник. Со стороны суши острова он был защищен стеной с башнями и эскарпом.
С запада город был прикрыт эскарповой стеной, которая была частично замещена стенами 1-й Западной (Цитадельной) оборонительной казармы с полубашней (построена в 1826—1828 гг. и перестроена в 1903—1906 годах). А также и 2-й Западной (Кронштадтской) оборонительной казармы (построена в 1826—1829 годах и перестроенной в те же годы, что и первая). Перед эскарпной стеной был выкопан Кронверкский канал, с севера и юга перекрытый ботардо.
Северные городские оборонительные сооружения были образованы четырьмя Северными оборонительными казармами, построенными в разное время с 1831 по 1871 год, некоторые из которых были снабжены полубашнями.
С востока была расположена пятая, Восточная оборонительная казарма, а остальное пространство занимали постройки Пароходного завода.
Со стороны моря город был защищён молами с площадками, предназначенными для размещения пушек, а также батареей «Князь Меншиков», защищающий вход в Среднюю и Купеческую гавани.
К западу от кронверка были расположены люнеты: люнет «Ден» (названный так по имени генерала Дена), восточнее современного городского кладбища и люнет в районе бывшей базы торпедных катеров — «Базы Литке», рядом с которой в настоящее время создан контейнерный терминал.

## Ржевский императорский артиллерийский полигон
Этот не приспособленный для обороны военный объект и потому не являющийся фортом, внёс свою лепту в оборону города во время Второй мировой войны благодаря использованию находящихся на нём с целью испытания дальнобойных артиллерийских систем. В первую очередь это было артиллерийское орудие Б-37 калибром 406 мм, изготовленное для находившегося на стапеле суперлинкора «Советский Союз».
Только в 1997 году, когда началось сооружение дамбы, застройка вышла за пределы городских оборонительных сооружений.

В своём приказе от 30 января 1917 года комендант Кронштадтской крепости отметил: 
 …Созданием береговых и морских укреплений и вооружением их закончен завет великого основателя Кронштадта, подготовлена та твердыня, о которой должен будет разбиться враг, если он дерзнёт напасть на столицу 
На протяжении всей своей истории комплекс фортов надёжно защищал Санкт-Петербург от нападения с моря, и враг не мог его разрушить.
В 1965 году крепость Кронштадт с её фортами была разоружена. С уходом военных (в относительной степени сохранявших находившиеся на занимаемой ими территории объекты), они, оказавшиеся бесхозными, но представлявшие безусловную национальную историческую и культурную ценность, подверглись расхищению и уничтожению.